# St-Jacques (Neuvy-Saint-Sépulchre)

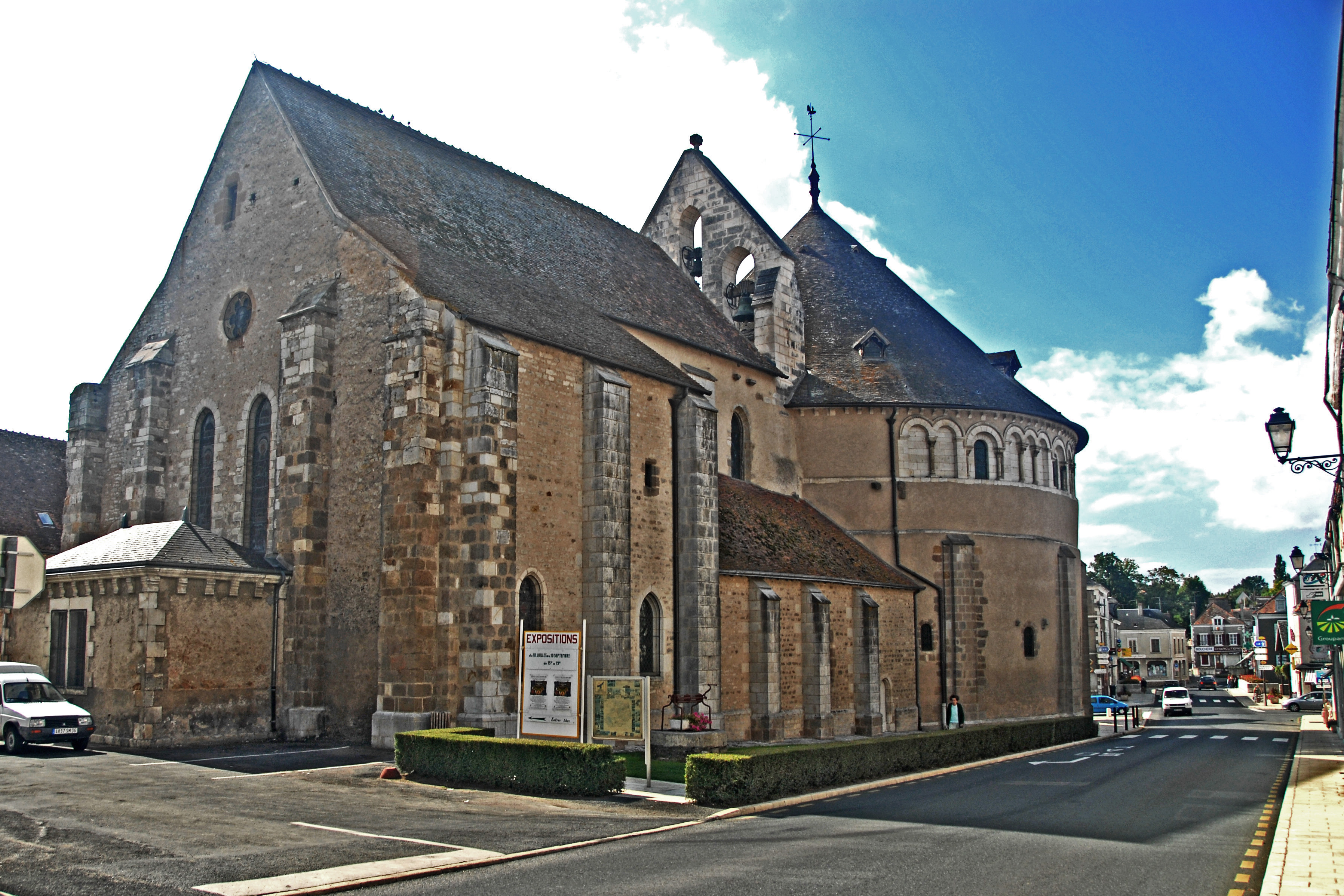
Stiftskirche Neuvy-Saint-Sépulchre, von Osten

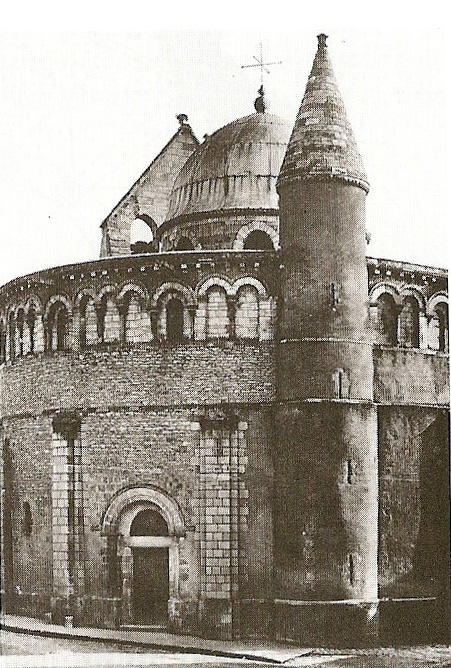
Neuvy-St.-Sépulchre, Rotunde von Norden, SW-Foto 1923

Die Stiftskirche (fr. Collégiale) Saint-Jacques in Neuvy-Saint-Sépulchre besteht aus zwei zusammengesetzten Kirchentypen, aus einer im Grundriss rechteckigen Basilika und einer kreisförmigen Rotunde (fr. Rotonde), auch Zentralbau genannt. 1910 wurde sie zur Basilica minor erhoben. Die Ortschaft befindet sich im Département Indre, in der Region Centre-Val de Loire, in der Landschaft Berry, am Fluss Bouzanne, zirka 25 km östlich von Argenton-sur-Creuse, 25 km südlich von Châteauroux, 14 km westlich von La Châtre und 7 km nördlich von Cluis.
Die Kirche war im Mittelalter eine bedeutende Station auf dem Jakobsweg, dem Pilgerweg nach Santiago de Compostela im äußersten Nordwesten Spaniens. Sie liegt an der Via Lemovicensis mit dem Ausgangspunkt Vézelay, einer der vier Hauptrouten, die sich kurz vor den Pyrenäen in Ostabat vereinen. Die Kirche wurde 1998 als Teil des „Jakobswegs in Frankreich“ als Weltkulturerbe der UNESCO ausgezeichnet.
Der Name der Kirche Saint-Sépulchre geht zurück auf das französische Wort für heilige Grabeskirche (fr. Saint-Sépulcre) in Jerusalem. Das zusätzliche ‚h‘ im Namen Sépulchre ist ein Wortspiel mit dem lateinischen Adjektiv pulcher (= schön), das auf eine Tradition mittelalterlicher Mönche zurückgeht, die damit auf die Pracht des Grabes Christi hindeuten wollten.

## Geschichte

### Ursprünge
Die Ortschaft Neuvy (Neues Dorf) entwickelte sich gegen Ende der gallo-römischen Epoche (52 vor bis etwa 5. Jahrhundert nach unserer Zeitrechnung) an einer Furt durch das Flüsschen Bouzanne, das dort vom antiken Weg von der bedeutenden gallo-römischen Siedlung Argentomagus (dem heutigen Argenton-sur-Creuse) ostwärts in Richtung Châteaumeillant überquert wurde.
Im frühen Mittelalter entstand eine Pfarrgemeinde unter dem Patronat des Apostels Petrus (fr. Saint-Pierre). Schon bald wurde die Ortschaft so umfangreich, dass man eine zweite Pfarrei einrichten musste, die unter die Schirmherrschaft des heiligen Stephanus (fr. Saint-Étienne) gestellt wurde. Beide Pfarreien besaßen eigene Kirchengebäude.

### Eudes de Deols, Gründer und Architekt
Auf Initiative lokaler Herrschaften wurde in der ersten Hälfte des 11. Jahrhunderts der Bau einer weiteren Kirche beschlossen, die nach dem Vorbild der heiligen Grabeskirche in Jerusalem errichtet werden sollte. Die Identität dieser Personen findet sich in Akten des folgenden Jahrhunderts.
Mehrere Chronisten berichteten von der Gründung der neuen Kirche zwischen 1034 und 1049. Zu ihnen gehörte Guillaume Godel (gestorben gegen 1173), der die Gründung in das Jahr 1042 datierte und vermerkte, dass sie „in Anwesenheit von Eudes Roux, dem Herr der Burg von Déols, und Boson, einem illustren Mann von Cluis,“ stattfand.
Eude de Déols hielt sich zwischen 1026 und 1028 als Pilger im Heiligen Land auf. Quellen berichten, er habe beim Anblick der Grabeskirche in Jerusalem gelobt, eine Kopie dieses Baus in seiner Heimat zu errichten. Er kann aber nicht den Ursprungsbau der Grabeskirche kennengelernt haben, sondern war lediglich in der ersten Phase ihres Wiederaufbaus, vorerst der Rotunde, in Jerusalem. Dementsprechend hat er die gut 130 Jahre später angebaute Basilika nicht gesehen.

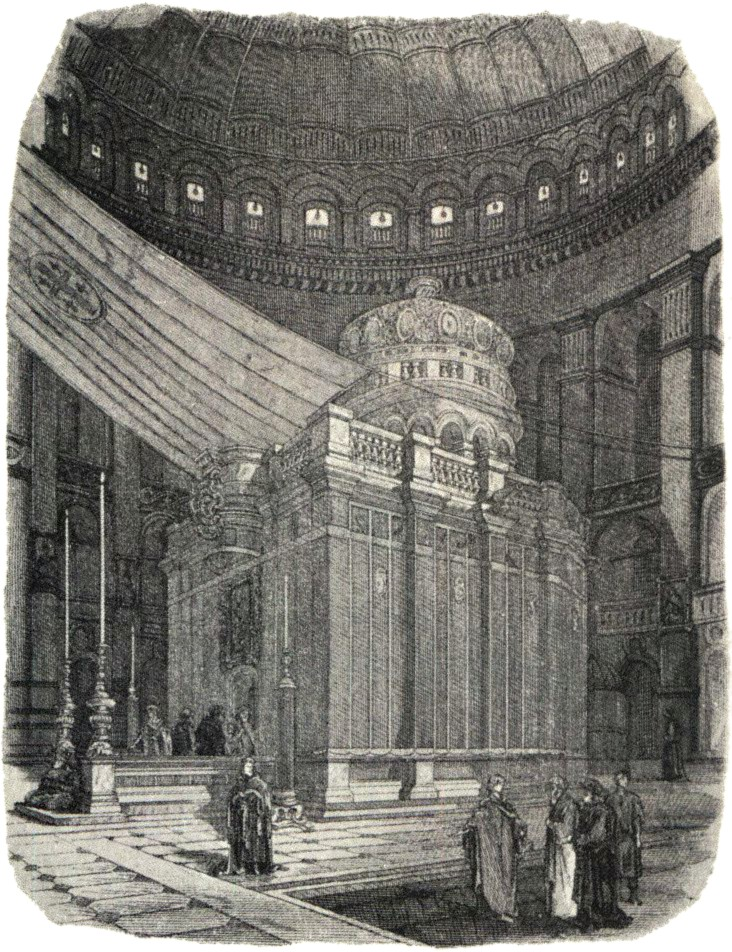
Grabeskirche Jerusalem, Ädikula, Grafik 19. Jh.

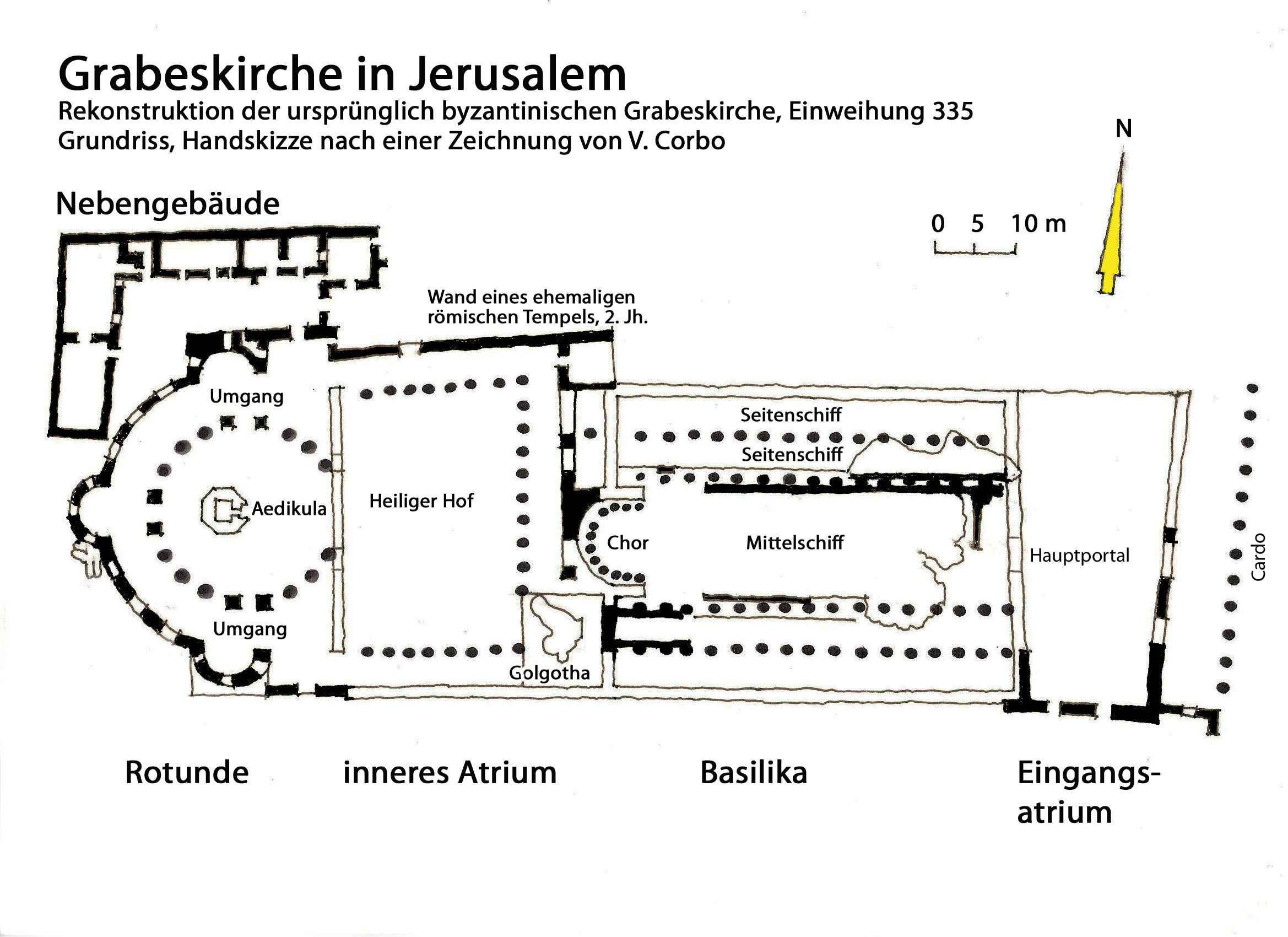
Rekonstruktion Grabeskirche nach V. Corbo, Handskizze

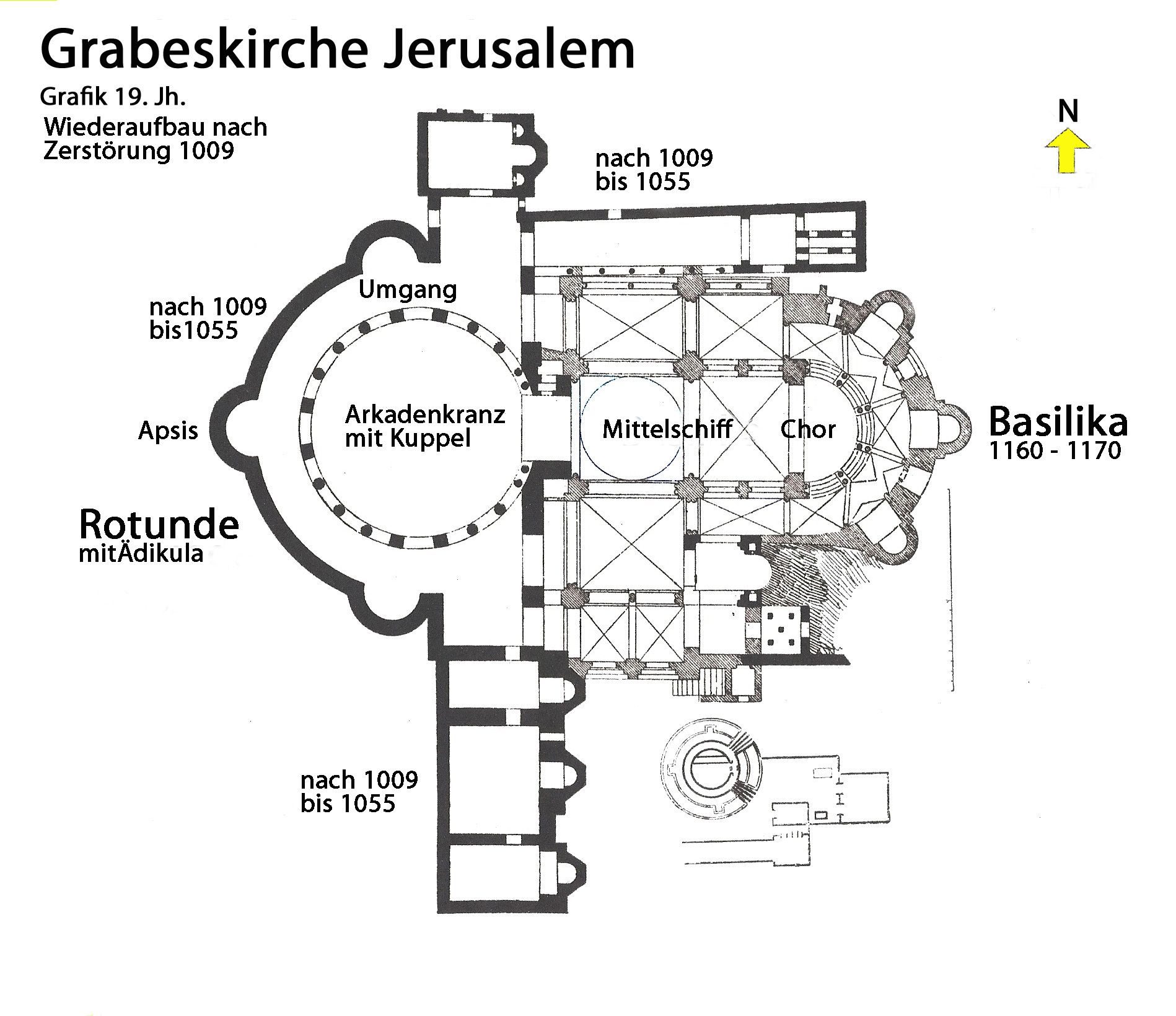
Grabeskirche Jerusalem, Grundriss, Grafik Ende 19. Jh.

### Grabeskirche von Jerusalem, Vorbild Neuvys
Die byzantinischen Ursprungsbauten der Grabeskirche wurden 335 eingeweiht. Ihr Grundriss konnte in den 1960er Jahren rekonstruiert werden (von V. Corbo). Er bestand aus vier ineinander übergehenden baulichen Einheiten. Der Eingang von der Hauptstraße (Cardo) führte in das östliche Atrium, dem eine große Basilika (Martyrion) folgte. Daran schloss das innere Atrium (heiliger Hof) an, das im Westen von der Rotunde (Anastasis = Auferstehung) mit dem eigentlichen heiligen Grab (in der Ädikula) abgeschlossen wurde. Die Rotunde besaß einen Durchmesser von 35 Metern und einen inneren Stützenkranz aus abwechselnd jeweils drei Säulen und zwei rechteckigen Pfeilern, die vermutlich etwa 11 Meter hoch waren und von einem niedrigeren Umgang nur halbkreisförmig mit drei Apsiden umschlossen waren (siehe Grundriss der Rekonstruktion).
Nach Plünderung und Brandschatzung durch die Perser im Jahr 614 und den großen Erdbebenschäden von 808 folgte die völlige Zerstörung im Jahr 1009 auf Befehl des Fatimiden-Kalifen Al-Hakim. Nicht lange danach begann der Wiederaufbau in bescheidenerem Umfang.
Die Basilika und die beiden Atrien wurden nicht erneuert. Bis 1055 war die Erneuerung der Rotunde unter Wiederverwendung der Außenmauern und der Stützenstellungen fertiggestellt. Sie erhielt allerdings erstmals eine Tribüne mit Arkaturen aus den alten Stützen, deren Längen nahezu halbiert worden sind. An die Öffnung zum ehemaligen Atrium schloss zunächst eine Chorapsis an. Erst zwischen dem zweiten und dritten Kreuzzug baute man schließlich von 1160 bis 1170 unmittelbar an die Ostseite der Rotunde eine fünfschiffige Basilika an, mit Ambulatorium und vielen Kapellen. Die Kombination von Rotunde und Basilika der Grabeskirche entspricht weitgehend den heute erhaltenen Baustrukturen (siehe Grundriss, Grafik 19. Jh.).

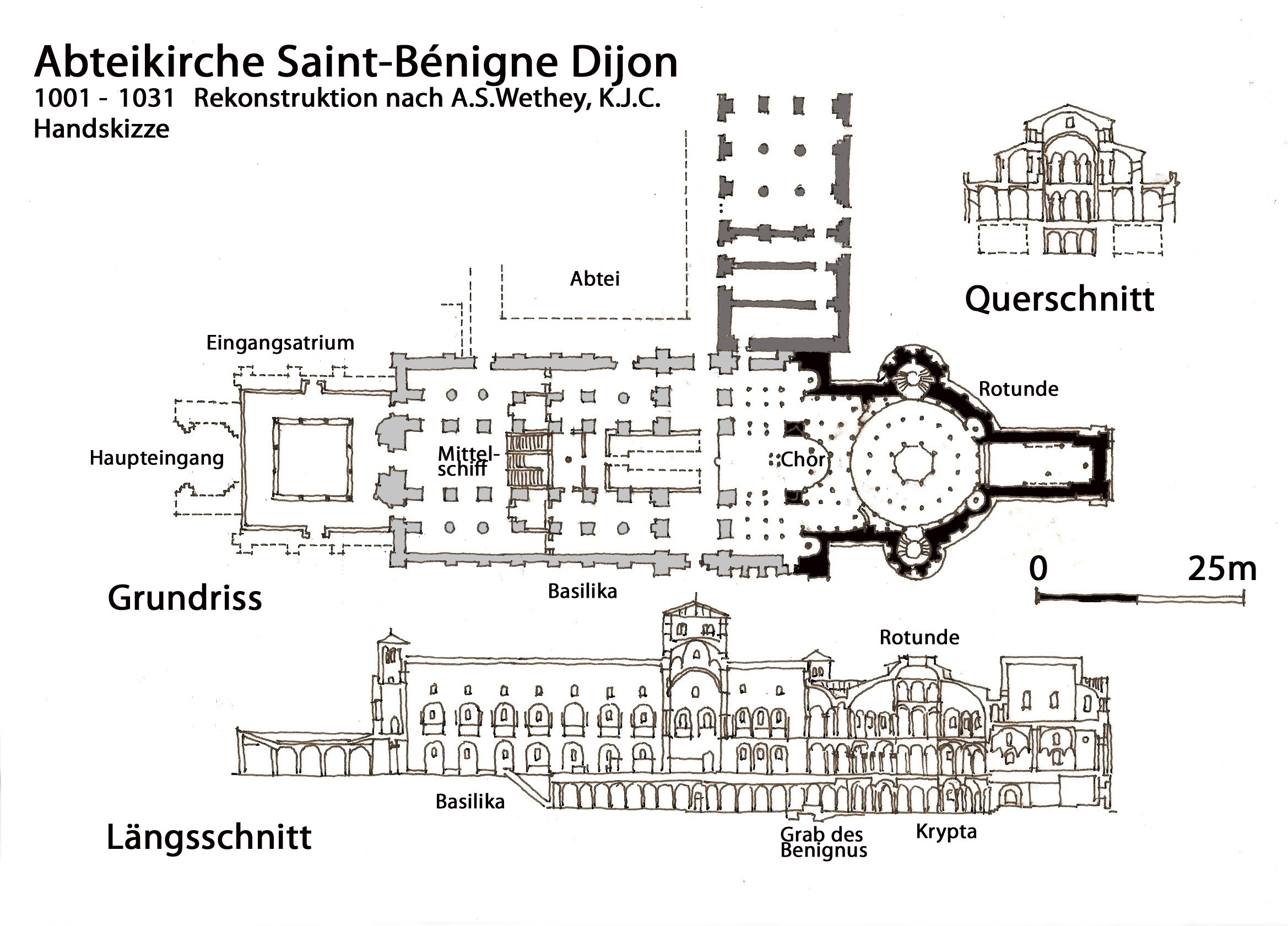
Saint-Bénigne, Dijon, 1001–1031, Rekonstruktion, Handskizze

### Neubau in Neuvy

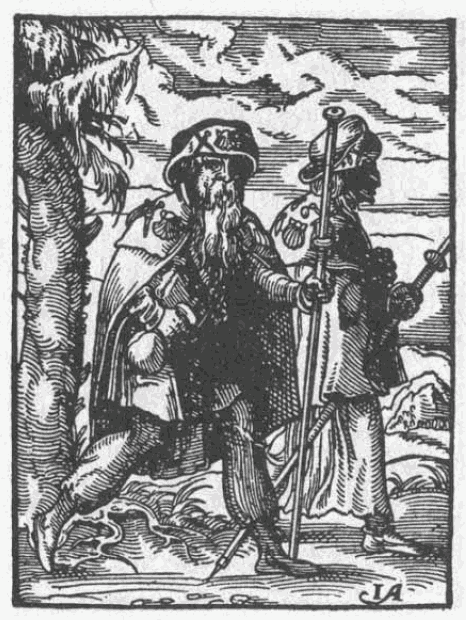
Jakobspilger, Holzschnitt von 1568

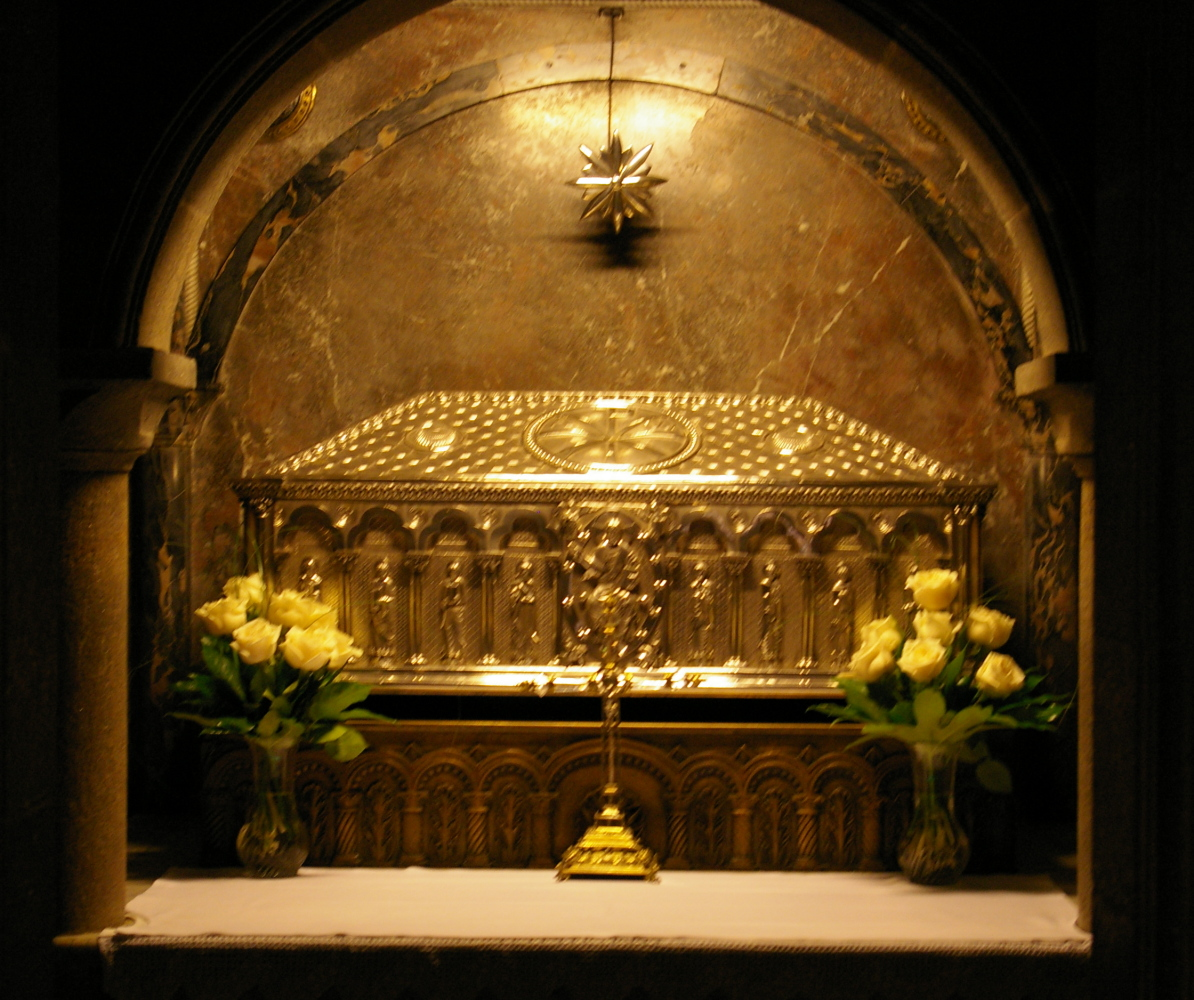
Jakobsgrab

Diese Grabeskirche erinnert sehr an die ähnliche Kombination bei der Stiftskirche von Neuvy. Die Kombination Rotunde/Basilika in Neuvy konnte bei ihrem Baubeginn jedenfalls kein Vorbild in der damaligen Grabeskirche von Jerusalem haben, da zu diesem Zeitpunkt in Jerusalem gerade erst die Erneuerung der Rotunde fertiggestellt war und der Basilikaanbau erst fast 120 Jahre später. Vielleicht war aber den Erbauern von Neuvy die vor 1009 noch teilweise existierende ursprüngliche byzantinische Kirche durch Überlieferung bekannt, bei der man über eine Basilika in die Rotonde gelangen konnte.
Es existierte aber damals schon in Frankreich eine Kombination von großer Basilika, deren Chorumgang sich unmittelbar in eine dreigeschossige Rotunde öffnete. Es handelte sich um die zwischen 1001 und 1031 neu errichtete romanische Abteikirche Saint-Bénigne, dem Vorgängerbau der heutigen gotischen Kathedrale von Dijon. Ihr Grundriss zeigt deutliche Ähnlichkeiten mit der ursprünglichen Grabeskirche von Jerusalem. Ihre Erbauer haben vermutlich diese Kirche noch gekannt. Verbindungen zwischen Neuvy und Dijon im frühen 11. Jahrhundert sind durchaus denkbar und naheliegend.
Die Bauarbeiten an der großen Rotunde von Neuvy erstreckten sich über etwa 150 Jahre, von der Mitte des 11. bis zum Ende des 12. Jahrhunderts, etwa bis zum Beginn der Kreuzzüge. Es wird vermutet, dass die Rotunde und das anschließende Langhaus der romanischen Basilika ursprünglich nicht für eine räumliche Verbindung untereinander geplant und zunächst auch nicht verbunden waren. Das wird allein schon dadurch bestätigt, dass die Basilika nicht genau auf die Apsiden der Rotunde zentriert ist, in die später die Durchbrüche der räumlichen Verbindung gebrochen wurden. Mit den Bauarbeiten beider Bauwerke soll aber um die Mitte des 11. Jahrhunderts fast gleichzeitig begonnen worden sein, die der romanischen Basilika vielleicht etwas früher. Sie war bereits um die Wende vom 11. zum 12. Jahrhundert fertiggestellt. Etwa zu diesem Zeitpunkt begann man aber erst mit der Errichtung der Tribüne der Rotunde (Datierung ihrer Kapitelle) mit ihren Arkadenkränzen über zwei Geschossen, die von einer befensterten Laterne und einer Kuppel abgeschlossen wurden (siehe Schwarzweiß-Foto, von 1923). Diese recht aufwändigen Arbeiten waren etwa einhundert Jahre später, zum Ende des 12. Jahrhunderts, fertiggestellt.
Ihre Vollendung fiel zusammen mit der Fertigstellung der inzwischen erfolgten „Gotisierung“ des Mittelschiffgewölbes der Basilika, die mit dem Einbau der Schlusssteine der Kreuzrippen abschlossen. Der etwa 50 Jahre spätere Beginn der Arbeiten an der Tribüne und des inneren Zylinders aus Arkadenkränzen hat zur fälschlichen Annahme geführt, dass die Tribüne im 12. Jahrhundert nachträglich in die bereits fertige Rotunde eingebaut worden sei.
Dass es sich bei der Rotunde von Saint-Sépulchre um eine getreue Kopie der Grabeskirche handeln soll, lässt sich nicht belegen. Der Durchmesser der Rotunde ist um gut 10 Metern kleiner als ihr Vorbild. Ihre sehr massive äußere kreisförmige Umfassungswand ist beim Original im Erdgeschoss nur halbkreisförmig und deutlich schlanker. In diese Wand waren ursprünglich innenseitig rundum acht segmentbogige Apsisnischen eingelassen, beim Vorbild gibt es nur drei halbkreisförmige Apsiden, die außenseitig aus der halben Rotunde hervortreten. Die Umgangsbreite ist im Verhältnis zum Durchmesser des inneren Stützenkreises in Neuvy deutlich größer als in Jerusalem.
Das im Grundriss rechteckige romanische Langhaus der ursprünglichen Basilika, das fast hundert Jahre früher fertiggestellt war, war vermutlich zunächst von der rundum geschlossenen Rotunde räumlich getrennt. Es weist nicht die übliche Ausrichtung von Westen nach Osten auf, sondern eine von Nordwesten nach Südosten. Es bestand aus drei Schiffen, dessen mittleres mehr als doppelt so breit war als die Seitenschiffe und vermutlich in fünf Joche unterteilt war, ohne das „Verbindungsjoch“ gerechnet. Die Schiffe waren vermutlich mit Tonnengewölben überdeckt, auf schlichten Gurtbögen, die auf Pfeilern mit kreuzförmigen Grundrissen und an den Außenwänden auf rechteckigen Wandpfeilern aufstanden. Die beiden Seitenschiffe waren zweigeschossig, mit Tribünen im Obergeschoss. Ob die beiden Tribünengeschosse eingewölbt waren, ist nicht bekannt, es ist aber nicht unwahrscheinlich. Zur Ableitung von Schubkräften auf die Außenwände hätten vermutlich über den Tribünen zwischen den Jochen auch Gurtbögen auf Wandpfeilern ausgereicht. Die Dächer über den Schiffen waren wegen der geringeren Gewölbehöhen ursprünglich flacher geneigt und reichten weniger hoch als die später folgenden. Ob das Langhaus am südöstlichen Kopfende ursprünglich mit einer zentralen Chorapsis und zwei flankierenden Kapellenapsiden abgeschlossen war, wird diskutiert, ist aber nicht eindeutig belegt. Ebenso ist es denkbar, dass die Basilika ursprünglich dort durch ein Portal erschlossen wurde. Möglicherweise gab es unter den letzten Untergurten vor der Rotunde eine Trennwand, die die Basilika vom Lärm der weiterlaufenden Bauarbeiten an der Rotunde trennte und weitgehend störungsfreie Gottesdienste ermöglichte.
Man findet in der „Chronique d'Anjou“ die Behauptung, dass die Kirche von Neuvy durch einen gewissen Geoffroy erbaut worden sei. Im 19. Jahrhundert haben einige Historiker behauptet, dass dieser Geoffroy mit dem Vicomte de Bourges, Geoffroy der Armselige, zu Unrecht identifiziert wurde. Sie behaupteten, dass dieser Letzte die Kirche erbaut hat, auf dem Land seines Cousins Boson von Cluis, als Buße für den Mord im Duell mit Ebbes, dem Sohn des Eudes im Jahr 1040, bei der Belagerung von Châteauneuf-sur-Cher.
Am ehesten scheint aber der oben genannte Eudes de Déols, genannt der Alte, und ehemaliger Pilger zum heiligen Grab, allein inspiriert gewesen zu sein, die neue Kirche von Neuvy zu entwerfen und die Bauarbeiten zu begleiten. Er war ein bedeutender und weithin wirkender Zeitgenosse.

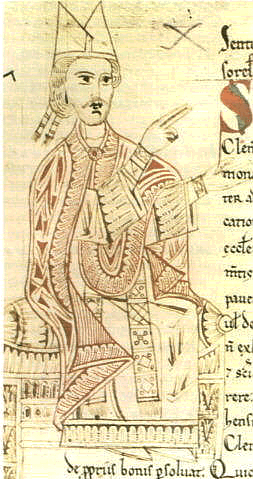
Gregor VII., aus einem Manuskript des 11. Jh.

Hildegard, die geistliche Leiterin einer Schule (fr. écolâtre) in Poitiers, empfahl nach ihrer Rückkehr von einem Besuch in Rom im Jahr 1024 dem Bischof Fulbert von Chartres, nicht zu versäumen „wenn er durch den Berry reist, ein freundliches Gespräch mit Eudes de Déols, einem Mann großer Weisheit“ zu führen. Seine Frömmigkeit wurde unterstützt von zahlreichen religiösen Einrichtungen, in erster Linie von den Abteien von Déols und Saint Gildas de Châteauroux. Im Jahr 1012 beteiligte er sich an der Wiederherstellung der Abtei Saint-Abroix in Bourges, und im Jahr darauf gründete er das Kapitel von Levroux. Im Jahr 1040 war er bei der Einweihung von La Trinité de Vendôme anwesend.
So sollte er auch am Entwurf und der Errichtung der neuen Kirche von Neuvy eng beteiligt gewesen sein.
Bei Boson de Cluis handelte es sich hingegen um eine missbräuchliche Zuständigkeit, bei der 1079 Papst Gregor VII. ihm eine „Schikane gegenüber dem Kleriker Simon, Rektor der Kirche, und den anderen Klerikern, die Gott dienen“ vorgeworfen hat. Er sprach von einer Kirche, genannt „Saint-Sépulchre de Neuvy“ und fügte hinzu, dass sie „abhängig von der Kirche von Jerusalem ist, die ihr einen Zins bezahlt“. Daher musste sich der Lord Boson von Cluis zwangsläufig an der Finanzierung der Bauarbeiten beteiligen, um seine Exkommunikation zu vermeiden. Im Jahr 1087, vor dem Altar von Saint-Sépulchre, investierte – in Anwesenheit von Richard II., Erzbischof von Bourges – der Abt von Marmoutier Spenden aus seinem Kloster in nicht bekannter Höhe.

### Jakobsweg
In der ersten Hälfte des 12. Jahrhunderts erlebte die Pilgerfahrt zum Grab des Jakobus, des Älteren, nach Santiago de Compostela im äußersten Nordwesten der Iberischen Halbinsel eine unvorstellbare Popularität und Blütezeit, in der die Jakobspilger jährlich zu Hunderttausenden nach Süden zogen. Es formierten sich in Frankreich vier Hauptrouten, die sich vor den Pyrenäen in Ostabat vereinten, um gemeinsam das Gebirge zu überqueren, um dann als Camino francés weiter zu führen. Neuvy lag an einem dieser Hauptrouten, der Via Lemovicensis mit dem Ausgangspunkt Vézelay. Die Kleriker Neuvys profitierte vor allem im 12. Jahrhundert von der großen Anzahl der Pilger des „Jakobsweges“, die hier besonders von der „Nachbildung“ der Grabeskirche angezogen wurden, die allerdings im 12. Jahrhundert noch im Bau war und noch keine „echten“ Kreuzigungsreliquien enthielt. Man konnte aber zu dieser Zeit die Basilika zu Gottesdiensten schon vollständig nutzen. Als das „Gezänk“ um Aquitanien zwischen Frankreich und England nach der Mitte des 12. Jahrhunderts anhob, ging die Pilgerbewegung allmählich zurück und die Kriege des 13. und 14. Jahrhunderts brachten einen dramatischen Einbruch, bis sie nahezu gänzlich versiegten. Diese Ereignisse gingen auch nicht an Neuvy vorüber. Die Rotunde war erst fertig, als die Pilgerzüge nach Spanien bereits deutlich abgenommen hatten.

### Gotisierung der Basilika
Gegen Ende des 12. Jahrhunderts wurde das ursprüngliche romanische Tonnengewölbe des Mittelschiffs der Basilika durch das heute erhaltene gotische Kreuzrippengewölbe ersetzt. Ob die ehemaligen Gewölbe vorher eingestürzt waren, ist nicht bekannt. Aus den ehemals sechs Jochen (mit dem Verbindungsjoch) entstanden drei doppelt so große Joche, die von vierteiligen Kreuzrippengewölben neu überdeckt wurden. Dabei wurde das Mittelschiffgewölbe erstmals bis gegen die Rotunde verlängert. Die Joche wurden durch zwei kräftige angespitzte Gurtbögen getrennt. Wegen der deutlich erhöhten Lasten wurden die vier Stützen in den Ecken des mittleren Jochs erheblich verstärkt. Die Pfeiler behielten dabei ihren romanischen Stil aus einem vergrößerten kreuzförmigen Grundriss mit nach innen weisenden halbrunden Säulen. Die übrigen Stützen behielten ihren kreuzförmigen Grundriss. Die Bögen unter den Scheidewänden blieben weitgehend mit ihren halbkreisförmigen Arkadenbögen erhalten, wurde aber teilweise durch die Pfeilerverstärkungen verschmälert. Aus den ganzen Bögen wurden dreiviertel- bis halbe Bögen. Im Bereich der beiden Seitenschiffe hat sich vermutlich nichts Wesentliches geändert. Mit der „Gotisierung“ des Mittelschiffs verbunden war vermutlich der Aufbau eines Glockenturms, im Anschluss an die Rotunde, mit einem spitzt zulaufenden Helm. Zusammen mit dem Anschluss der Gewölbe an die Rotunde erfolgte Anfang des 12. Jahrhunderts der Verschluss der seitlichen Wandöffnungen in Verlängerung der Scheidewände. Bis zu Öffnung der rundbogigen Durchlässe in der Außenwand der Rotunde musste man noch fast hundert Jahre warten.

### Eudes de Châteauroux, ein großer Gönner und Förderer Neuvys
Anfang des 13. Jahrhunderts begann die Karriere eines anderen Eudes, und zwar des Kardinal Eudes de Châteauroux, einem besonderen Gönner und Förderer des späteren Kapitels von Neuvy.
Seine Geburt war gegen 1190 (unsicher) und er starb 1273 in Orvieto, einer Stadt im Südwesten Umbriens in Italien.
Es kommt häufig zu Verwechslungen mit weiteren Eudes, zum Beispiel: Eudes de Soissons war Abt der Zisterzienser, ein anderer war Kanzler in Bourges. Die Verbindung zu Neuvy kam bei der Erinnerung an den Gründer und Erbauer der späteren Stiftkirche, an Eudes, „Prinz“ von Déols und Lehnsherr von Neuvy. In seinen beeindruckenden Predigten musste er oft von Menschen sprechen, die aus der gesellschaftlichen Elite stammten. Viele hätten es gerne gewollt, dass auch er ein Adliger war, er hingegen stammte aus bescheidenem Milieu. Seine Eltern wohnten in einer Hütte in der Metzgergasse. Seine Predigten waren begehrt, er sprach vor Erzbischöfen und hochgebildeten Franziskanern.
Im Jahre 1228 wurde in Neuvy ein Kapitel gegründet, die Kirche erhielt – urkundlich erwähnt – den Titel „Stiftskirche“ und unterstand damit einer Reihe von Chorherren. Das Kirchengebäude und seine Nebengebäude gruppierten sich auf dem Gelände einer Burg, die mit Wehrmauern befestigt und zusätzlich durch einen großen Graben geschützt war. Diese Festung diente, immer wieder in unsicheren Zeiten, der Zuflucht der Bevölkerung. Von ihr kann man geringfügige Reste auf der Südseite der Kirche sehen: wie einen Weg, Türme und Gräben. Auf einer Grafik dieser Festung erkennt man – historisch falsch – hinter dem Kegeldach der Rotunde (von 1923) den spitzen gotischen Helm eines Glockenturms, den er ab dem 13. Jahrhundert trug, der aber 1899 einstürzte und 1923 durch eine Glockenwand abgelöst worden ist.

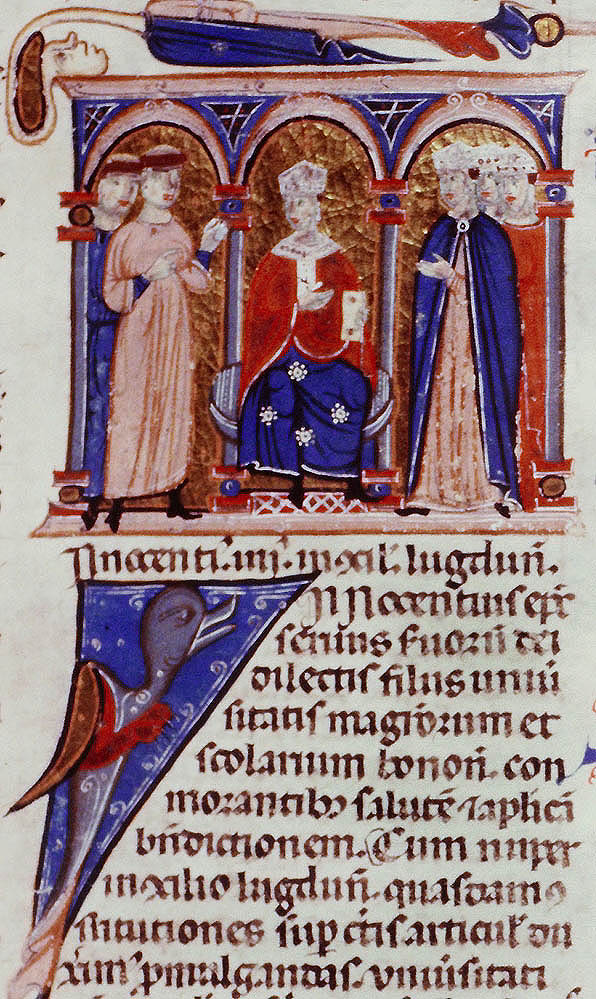
Innozenz IV. auf dem Konzil von Lyon. (Darstellung aus dem 13. Jahrhundert)

Nach seiner Priesterweihe wurde er Kanoniker (1236?) und Kanzler (1238) der Kirche von Paris. Papst Innozenz IV. sprach häufig mit ihm. Er bezeichnete ihn als „den Mann nach seinem Herzen, der sich durch seine Tugenden auszeichnet, seine literarische Kultur und die Reife seines Urteilsvermögens.“ Im Jahr 1244 wurde Eudes zum Kardinalbischof von Tusculum (Frascati) ernannt, sechzehn Kilometer entfernt von Rom. Dies erklärt die Nennung seines Familiennamens häufig in Verbindung mit: von „Tusculum“. Er mischte sich als Experte in viele theologische Kontroversen ein. Er kämpfte um „neue Ideen“, oder gegen die Einführung der Ideen des Aristoteles in der christlichen Philosophie und zeigte sich als Garant für Dogmen. Vor allem aber war er bekannt und geschätzt für sein Talent als Redner seiner Predigten, die von Alexis Charansonnet besprochen wurden. Er predigte bis nach England und Deutschland.
Ab 1245 war er als päpstlicher Legat mit der Vorbereitung des siebten Kreuzzugs (1248–1254) befasst.
Bevor er Frankreich endgültig verließ, ergriff er die letzte Gelegenheit noch einmal ins Berry zurückzukehren. Zum Fest der heiligen Dreifaltigkeit, am 19. Juni 1246, weihte er in der Stiftskirche von Neuvy den Hauptaltar ein. Am 26. April 1248 leitete er eine ähnliche Zeremonie in Paris, wo sich auch der Erzbischof von Bourges aufhielt. Als Folge: König Ludwig IX., genannt Ludwig der Heilige (* 1214, † 1270) veranlasste für Neuvy den Bau der „Heiligen Kapelle“, eine Ädikula in der Rotunde, um künftig als Reliquiar für die Dornenkrone und einen Splitter des echten Kreuzes zu dienen.

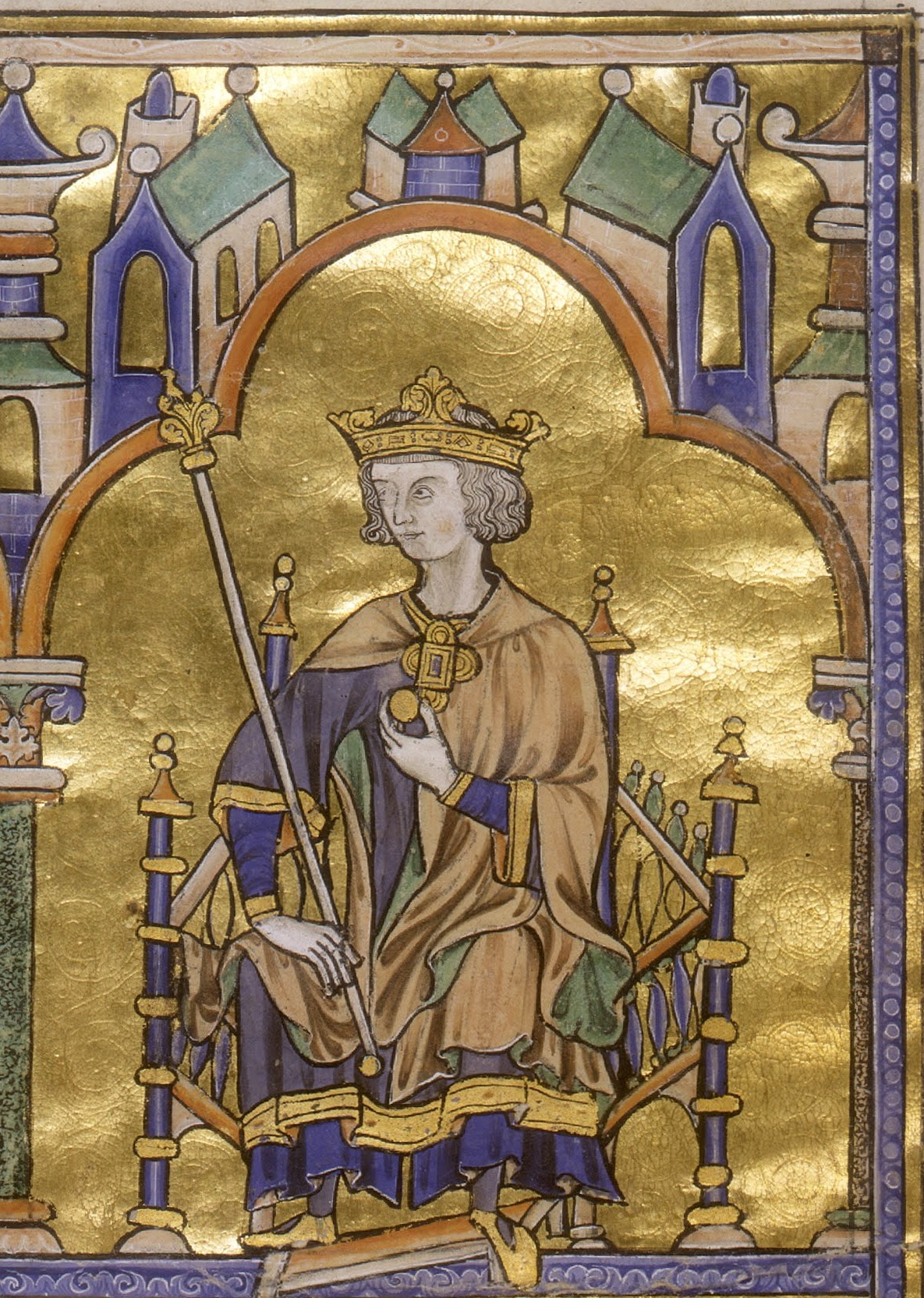
Der heilige Ludwig in einer um 1235 gefertigten Miniatur

Dann kam für Eudes das Abenteuer der Kreuzzüge, mit viel mehr Misserfolgen als Erfolgen. Er hielt sich 1248 lange Zeit auf Zypern auf, zur Regelung der Konflikte zwischen den Griechen und Römern. Er kam nach Ägypten und Babylon (1249) und war mit der Verwaltung des heiligen Landes beschäftigt, soweit es möglich war. Aber trotz aller Bemühungen rutschte das Unternehmen Kreuzzüge in die Katastrophe und er wandte sich 1254 zurück nach Italien.
Am 15. Juli 1257 schickte Kardinal Eudes von Châteauroux von Viterbo aus Italien den Chorherren von Neuvy Saint-Sépulchre einige Tropfen des „Kostbaren Blutes“ und ein Fragment des Grabes Christi. Die Wahl dieses Standortes war ihnen besonders wichtig. Kardinal Eudes rechtfertigte seine Schenkung in einem Schreiben, in dem er erklärte: als Ergebnis der „Verehrung der Gläubigen, die jeden Tag ihre Augen auf die Liebe und den Tod unseres Herrn richten, wird zur Ehre deiner Kirche Saint-Sépulchre gereichen“ und dass jetzt die bisherige „Ähnlichkeit“ ersetzt würde „durch die Sache selbst“.
Die Anwesenheit dieser Reliquien brachte Neuvy zwar ein Privileg unter den wichtigsten Etappen auf dem „Jakobsweg“. Allerdings wurden durch die inzwischen in Frankreich erheblich zurückgegangenen Pilgerbewegungen Richtung Compostela die „echten“ Grabes- und Kreuzigungsreliquien in Neuvy zunehmend zum Ersatzziel ihrer Pilgerfahrt.

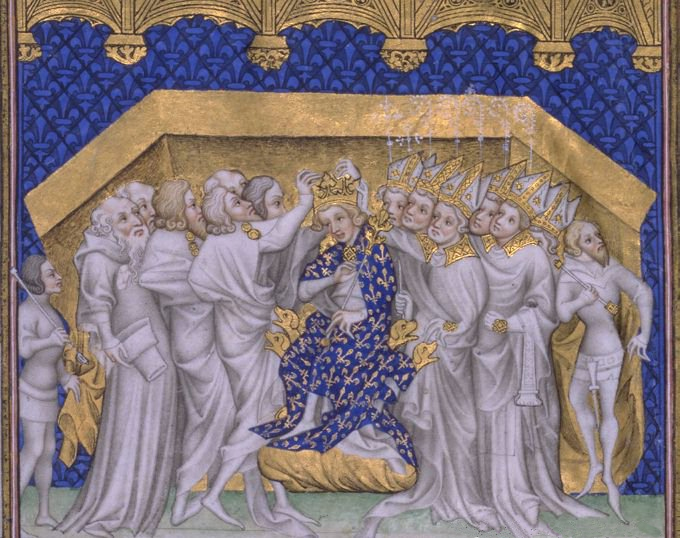
Krönung Karls VI.

### Spätes Mittelalter
Nach 1360, als die Engländer die Stadt Sainte-Sévère, südöstlich von La Châtre (etwa 30 km von Neuvy), erobert hatten, füllten sich fast gleichzeitig die Gewölbe der Kirche Neuvys mit Möbeln und Lebensmitteln der Flüchtlinge, geschützt von ihrem Dach. Die Chorherren halfen die entstandenen Schäden zu beheben und – ihre Mittel waren bald erschöpft – sie appellierten an König Charles VI., die Bewohner in ihren Bemühungen um den Wiederaufbau zu unterstützen.

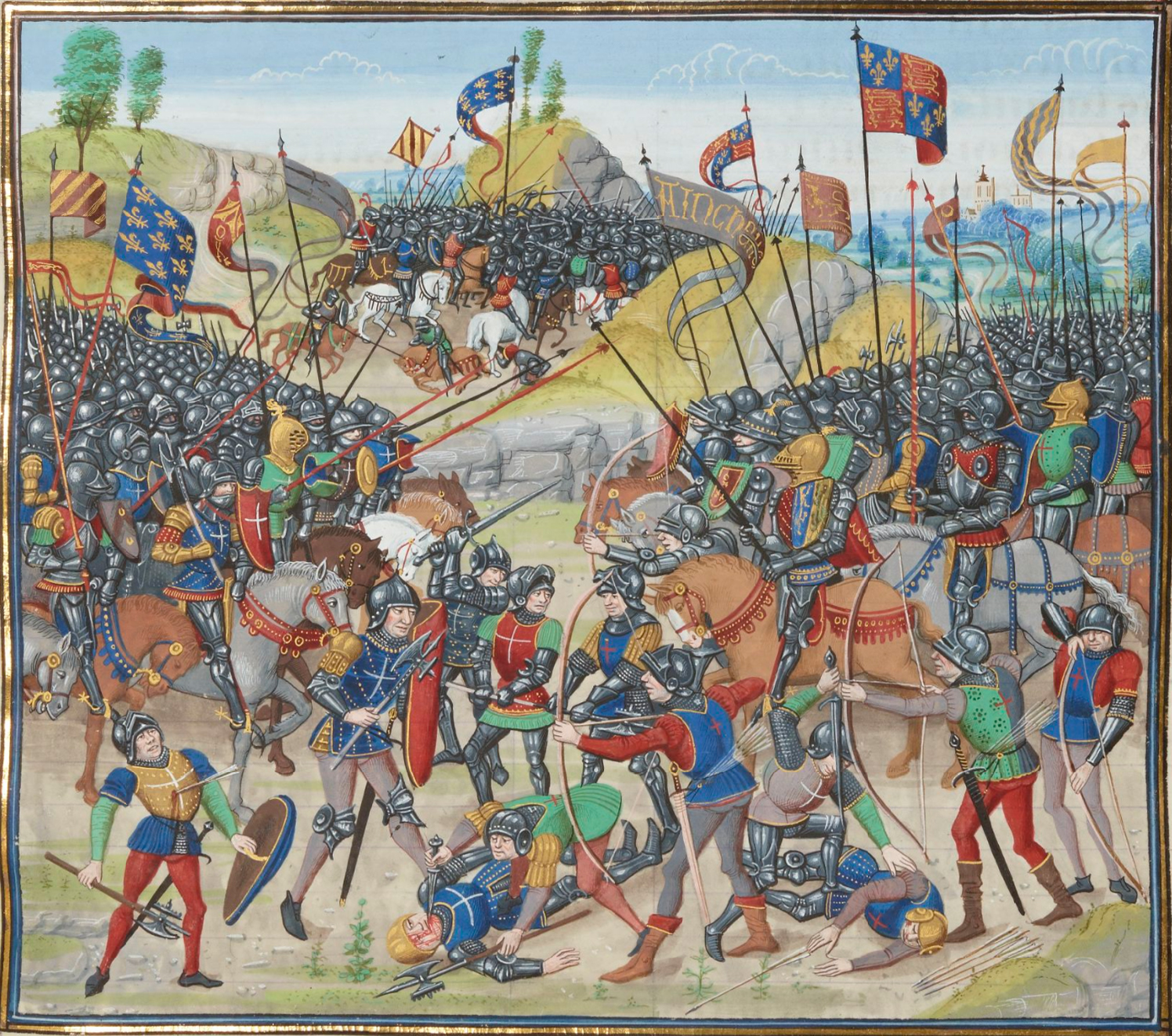
Zeitgenössische Miniatur der Schlacht von Auray (1364)

Das 14. Jahrhundert, die Epoche des Spätmittelalters, war in Europa durch viele kriegerische Auseinandersetzungen um die kirchlichen und weltlichen Herrschaftsansprüche geprägt. In Frankreich wurden zahlreiche Schlachten zwischen den Engländern und Franzosen geschlagen, bei denen Aquitanien besonders betroffen war. Der „Schwarze Tod“, die Pest, griff um sich und dezimierte die Bevölkerung beträchtlich. Hinzu kamen Hungersnöte, die zu Änderungen in der Sozialstruktur führten. Es liegt nahe, dass diese schreckliche Krise ihre Spuren auch in Neuvy hinterlassen hat. In dieser Zeit, oder in deren Folge, wurden vermutlich das nordöstliche Seitenschiff mit seiner Tribüne, und der ganze südöstliche Abschluss des Langhauses, vielleicht eines ganzen Chorensembles, aus zentraler Apsis mit begleitenden Apsiden, zerstört, über deren Ursache es aber keine Hinweise gibt.
Zu Beginn des 15. Jahrhunderts, zwischen dem Ende des Hundertjährigen Krieges 1453 und dem Beginn der Religionskriege, kam es zu einem zumindest teilweisen Wiederaufbau der Basilika, so wie man sie heute vorfindet, schlicht und kostengünstig (siehe Grundriss). Auf der nordöstlichen Seite hat man das Seitenschiff im Erdgeschoss, mit einem Tonnengewölbe wiederhergestellt. Beim Tribünengeschoss reichte es aber nur für die Erneuerung eines Drittels der Tribüne. In dieser Zeit müssen in der Scheidewand die Öffnungen zur ehemaligen Tribüne gänzlich zugemauert worden sein. Ebenso ist in dieser Zeit das einzige Fenster in der Seitenwand des Mittelschiffs im heutigen ersten Joch gestemmt worden sein. Die ehemalige Chorsituation wurde durch eine ebene Abschlusswand in ganzer Ausdehnung des Langhausaufrisses ersetzt.
Im Mittelschiff und in den Seitenschiffen, waren einige Kapellen zu privaten Nutzung zur Aufstellung von Skulpturen ausgebaut, so die Chapelle Notre-Dame, von den Herren von Ranchoux, die diejenige von Saint-Martial gewesen ist, „für die zwei von Pisseloup“. Die Präsenz der Letzteren wurde 1519 durch die Chorherren infrage gestellt, die die Würde der Familie angefochten hatten. „Pisseloup“ schrieb man, „weder Chastel, noch Kastellan, es gibt weder Gerechtigkeit, noch eine Teilung. Es ist ein Haus am Feldweg, obwohl sich die Wappen der Eigentümer in der Kirche befanden, die an deren Dekoration mit einer Raupe auf einem Kohlkopf erkennbar waren“.

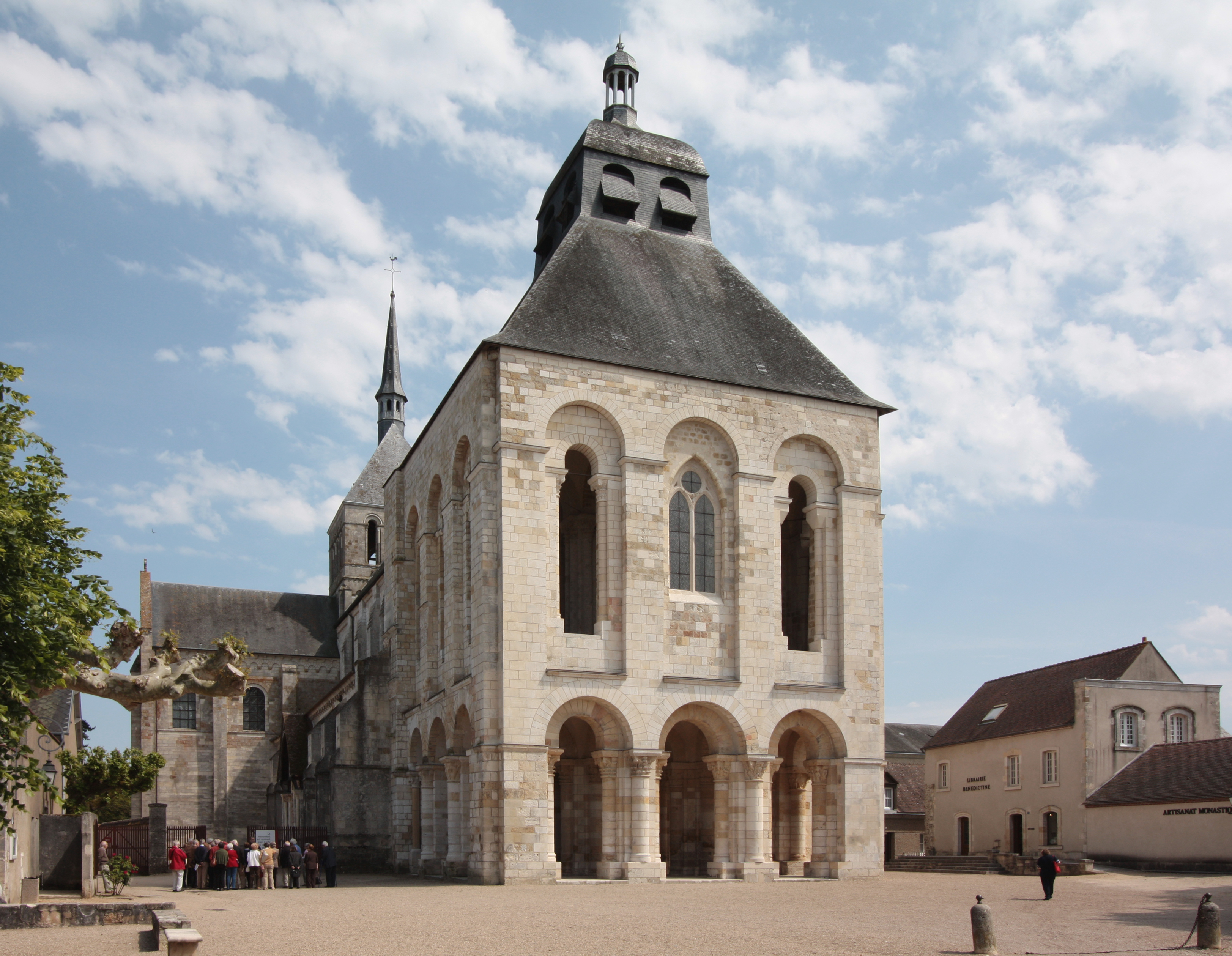
Abtei von Fleury – Vorhallenturm auf der Zugangsseite

Der Rotunde, die stets die besondere Aufmerksamkeit ihrer Besucher auf sich zog, wurde in Neuvy vermutlich eine andere Aufgabe zugewiesen, als bei der Grabeskirche in Jerusalem, bei der die Gläubigen über die Basilika in die Rotunde einzogen. Sie war ursprünglich nicht der Ort der Anbetung im eigentlichen Sinne. Sie fiel vermutlich thematisch unter die Tradition der „Vorhallen“ (fr. Narthex), wie bei anderen Beispielen, insbesondere in Burgund, so beim Narthex („Galileo“) von Vézelay, der das Thema von Pfingsten veranschaulicht und das der Sendung der Jünger in seinem Auftrag. Auch der Portalturm der Abtei von Fleury im heutigen Saint-Benoît-sur-Loire, mit seinen zwölf Toren und der Ikonografie seiner Kapitelle erwähnt das himmlische Jerusalem, welches in der Apokalypse beschrieben wird. In Neuvy musste man sich getreu an die Passion Christi halten.
1524 waren es die als „6000 Teufel“ bekannt gewordenen Abenteurer, die die Bevölkerung von Neuvy wiederholt belagerten und innerhalb der Festungsmauern „vier Leute der Kirche“ umbrachten, die Orgel zerstörten und das Archiv des Kapitels verbrannten Aus diesem Grund sind genauere Informationen über die Gründung von Saint-Sépulchre eher selten, wie auch über die Geschichte im Laufe der späteren Jahrhunderte.
Es ist allerdings bekannt, dass damals das Kapitel aus einem Prior, zwölf Chorherren, einem Organisten – Kapellmeister mit jungen Mönchen – und mehrere zivilen Offizieren, dem Präsidenten und einem Chirurgen bestand. Die Messfeier war ausgestattet mit eigenen Liedern und Lesungen (so auch mit Schreiben vom Kardinal Eudes). Die Gemeinschaft wurde erweitert durch Privilegien von den Herren von Châteauroux und ging nicht in der Französischen Revolution unter. Sie erhob in vielen Pfarreien der Umgebung den Zehnten.

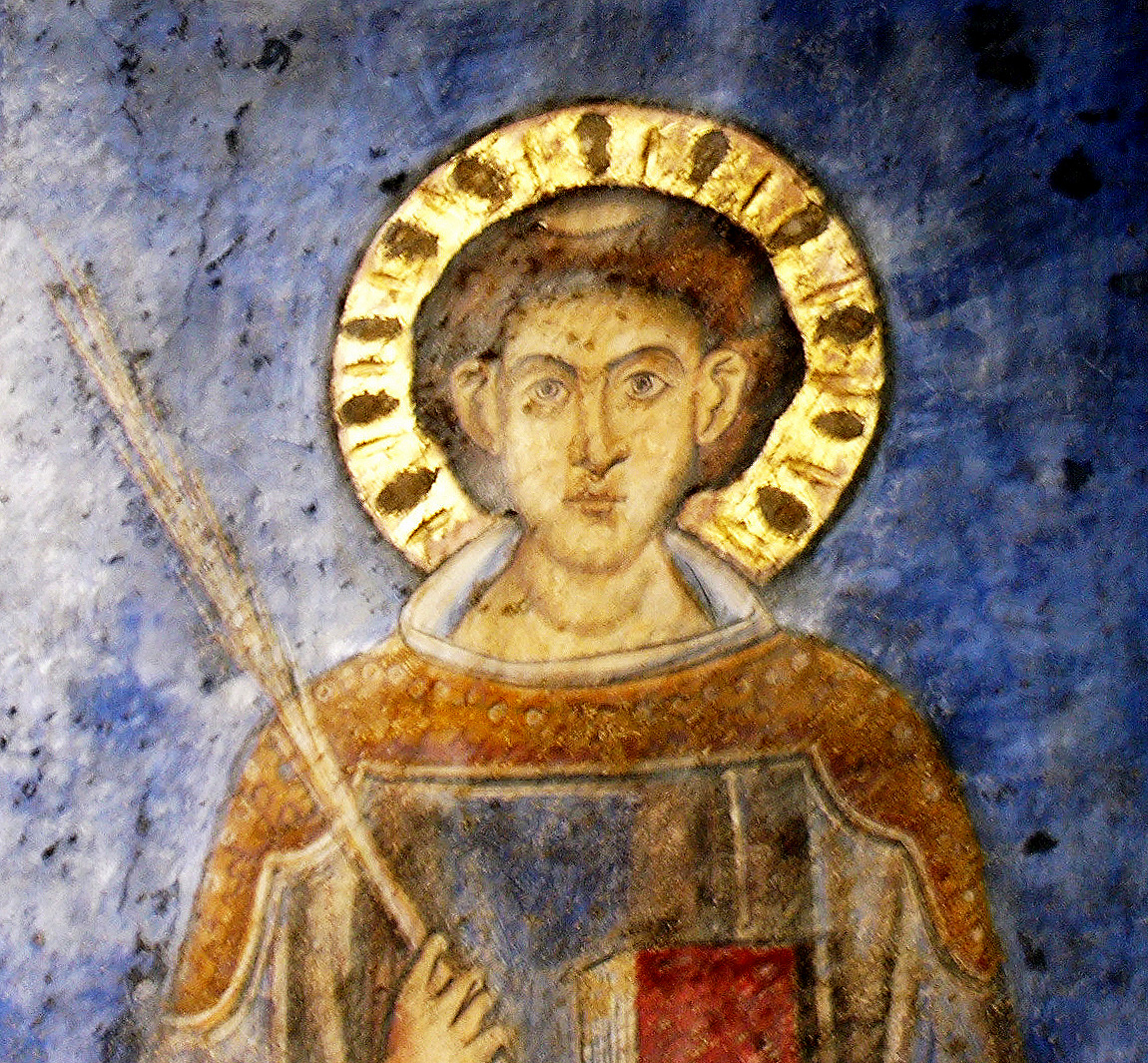
Jakob der Ältere aus einem Fresko an der Kathedrale von Le Puy-en-Velay

### Neuzeit
Gegen Ende des Mittelalters, etwa im 16. Jahrhundert, wurde die Kirche umgewidmet in „Saint-Jacques“, was sicher der übrig gebliebenen Jakobspilgerschaft zu verdanken ist, die Saint-Sépulchre von Neuvy als würdigen Ersatz für das Wallfahrtsziel Santiago de Compostela wählte.

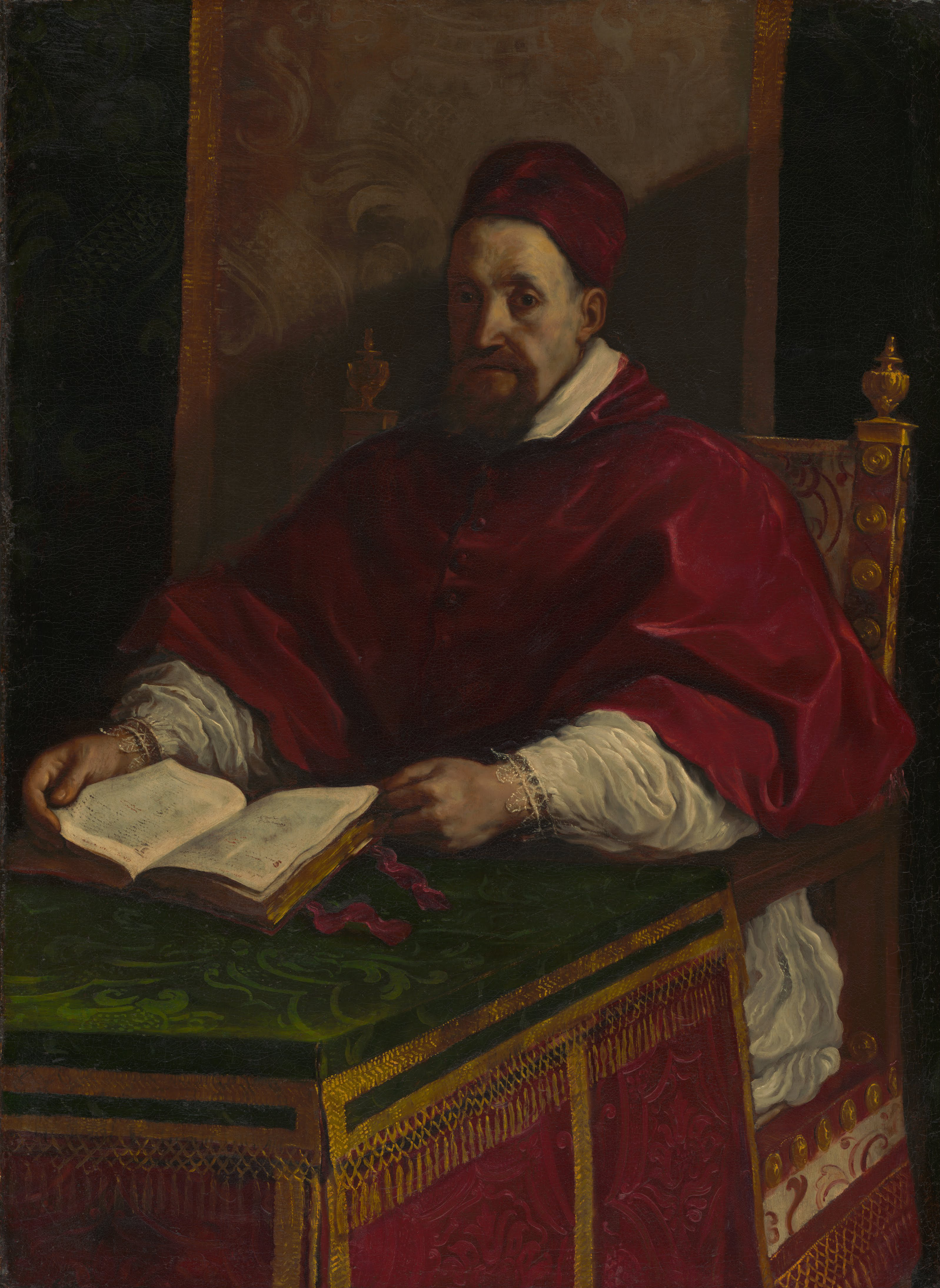
Gregor XV.

Im Jahr 1621 soll sich das „große Wunder“ ereignet haben. Eine gewaltige Überschwemmung der Bouzanne bedrohte die Anrainer. Die Bewohner Neuvys flehten die Chorherren um die Darstellung der Reliquien an. Die Chronik berichtet, dass ihre Präsenz die Wasser zurückweichen ließ. Im gleichen Jahr wurde die Vereinigung der Reliquien erwirkt, unter der Schirmherrschaft der „heiligen Passion und des wertvollen Bluts und der Erlösung der Welt“. Ihren Gemeindemitgliedern wurden zwei Jahre später von Papst Gregor XV. Ablässe gewährt.
In der zweiten Hälfte des 18. Jahrhunderts zog der Erzbischof die Auflösung des Kapitels in Betracht. Die Gemeinde befand sich damals in großer Bewegung um die Reform der Diözese, die darauf abzielte, dass die Religionsgemeinschaften zu den Ursprüngen zurückkommen sollten, mit ihren Gebäuden und unbestrittenen Pilgerstätten. Die Einwohner erhielten ihre Entscheidungsgewalt zurück, indem die spirituellen Bedürfnisse der Bevölkerung ermittelt wurden: man zählte damals „320 Feuerstellen“.
Bis ins Jahr 1806 stand im Zentrum der Rotunde die Ädikula „eine Art massive Konstruktion, die entsprechend dem Heiligen Grab in Jerusalem gestaltet ist“, überdeckt von einem eisernen Helm, welche mindestens einen Altar enthielt, auf dem der berühmte Reliquienschrein mit den Kreuzigungs- und Grabreliquien stand. Sie wurde vermutlich infolge der Ereignisse der Französischen Revolution zerstört und dann in den folgenden Jahren mehrfach durch schlichte Altarsteine ersetzt. Die ursprüngliche Raumgestaltung ging dadurch dauerhaft verloren. Auf einem Stein liest man diese Eintragung: „Hic sunt reliquie de sépulcro Domini et de loco Calvarie“ (Hier befinden sich die Reliquien des Grabes des Herrn und der Ort des Leidenswegs).
Kurz nach der Revolution (1789), im Februar 1794, sind die wertvollen Reliquien beinahe verschwunden. Einer List des Küsters (fr. Sakristan) Jean Blondeau ist ihre Rettung zu verdanken. Er ersetzte rechtzeitig im Reliquienschrein die Tropfen des Kostbaren Blutes durch einige Stücke von gekochter Birne. Als die Zeiten ruhiger wurden, wurden dem Klerus die echten Tropfen des Blutes zurückgegeben. Sie werden heute in einem neuen Reliquienschrein gezeigt, der im Jahr 1909 von einer belgischen Familie gestiftet worden ist. Neben dem Terror erlebte man amüsiert die Schwester eines alten Kanonikers, die eine republikanische Zeremonie leitete, in der sie als „Göttin der Vernunft“ verkleidet war. Aber ein anderes Mitglied des Kapitels, Jean Baptiste Darchis, blieb seinem Glauben treu und sein Staat richtete ihn auf der Guillotine in Paris am 24. Juli 1794. Die beiden anderen Kirchen in Neuvy wurden damals zerstört (so 1765 Saint-Pierre) oder als „Nationalgut“ zum Abbruch verkauft (1795 Saint-Étienne). Von Saint-Pierre ist heute oberirdisch nichts mehr erhalten. Auf ihrem Standort wurde das Rathaus errichtet. Von Saint-Étienne stehen noch die flache Kopfwand und die Seitenwände ihres ehemaligen Chors, in denen sich der Raum eines Restaurants befindet, wo eine gotische Inschrift erhalten ist.

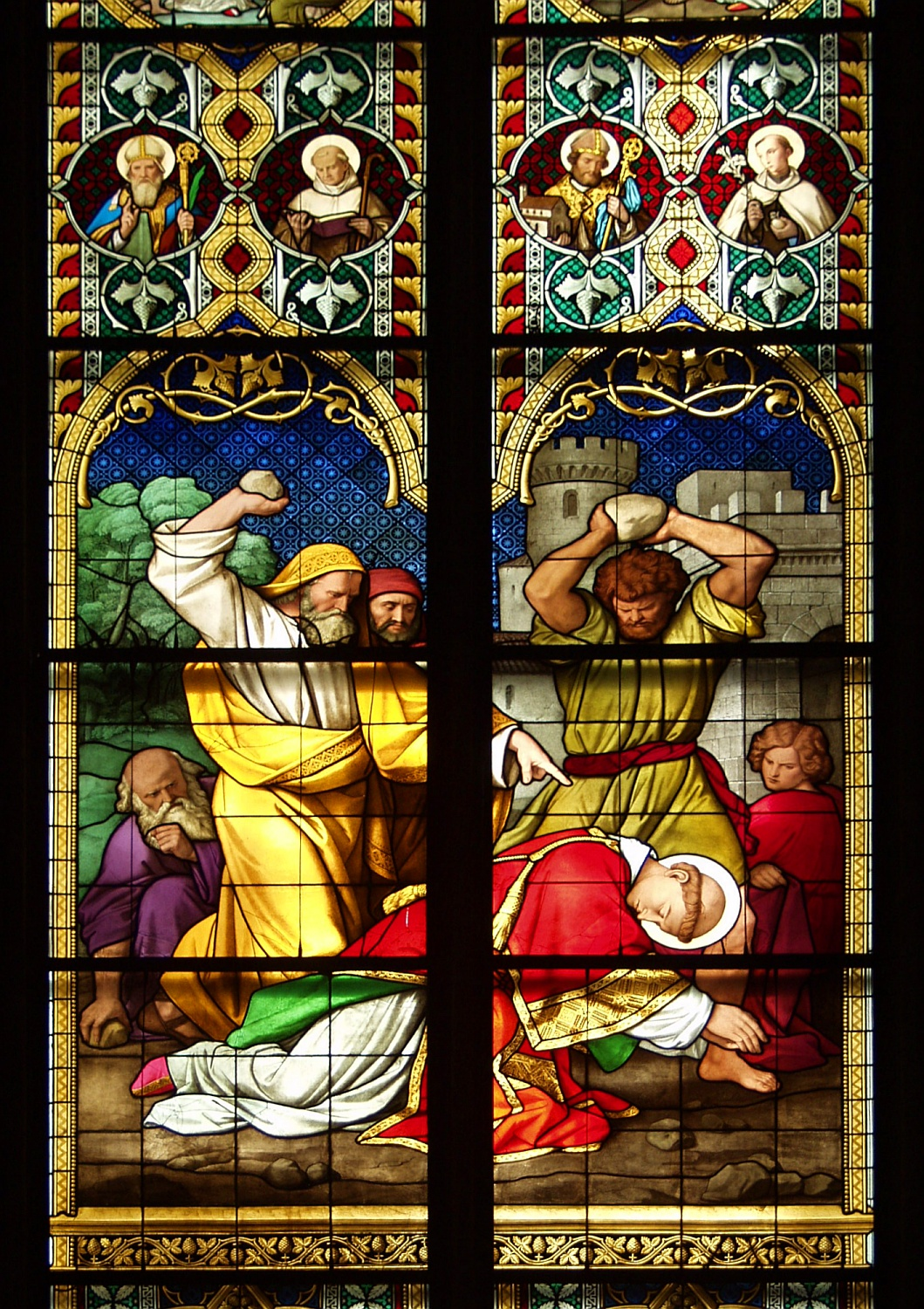
Bayernfenster, Kölner Dom, Steinigung des hl. Stephanus

Die Stiftskirche wurde im Jahre 1808 zur Pfarrkirche und unter der neuen Schirmherrschaft des heiligen Stephanus (fr. „Saint-Étienne“). Im Jahre 1847 wurde sie von der Denkmalbehörde als „historisches Monument“ klassiert, und dann Objekt einer großen Restaurierungs-Kampagne unter Leitung von Eugène Viollet-le-Duc und seinem Mitarbeiter Mérindol.
Aufgrund der recht häufigen Pilgerfahrten nach Neuvy organisiert sich auch an diesem Ort der Heiligen Stuhl und zeichnete im Jahr 1910 die ehemaligen Stiftskirche mit dem Titel „Basilika“ aus.

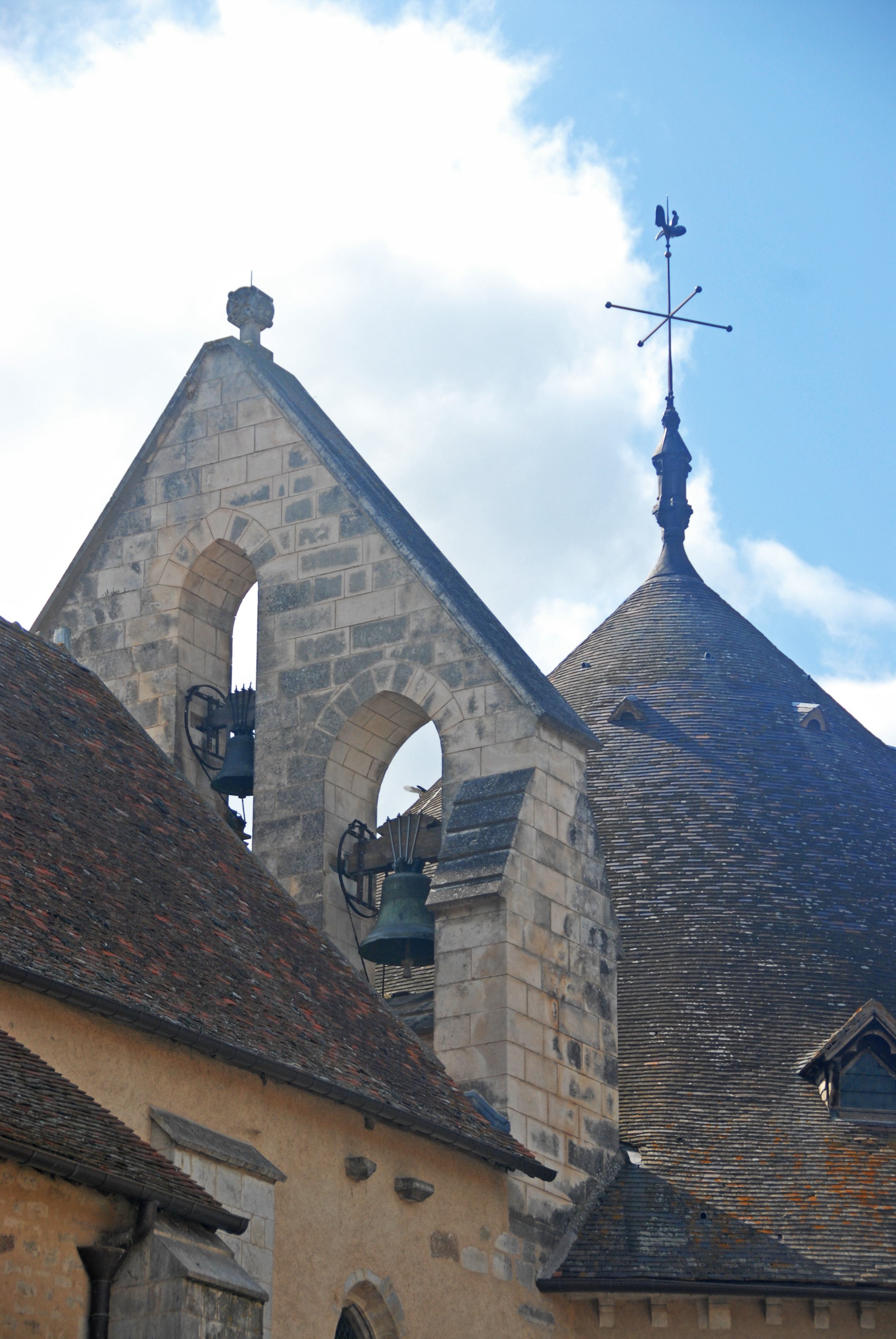
Stiftskirche, Glockenwand

Im Jahr 1923 baute der Architekt und Bauleiter Mayeux, als Ersatz für den im Jahre 1899 eingestürzten alten Glockenturm mit spitzem Helm, zwischen der Basilika und der Rotunde eine Glockenwand mit drei rundbogigen Arkadenöffnungen, in denen die Glocken aufgehängt wurden. Etwa zur gleichen Zeit wechselte man die alte Laterne mit Kuppel, in eine neue im orientalischen Stil, wie sie sich ein Jahrhundert früher Viollet-le-Duc vorgestellt hatte (siehe Schwarzweißfoto), um sie dann durch das Dach in der heutigen Form eines Kegels mit etwa 45 Grad Neigung zu überdecken. Damit entfiel die ehemalige direkte Belichtung des inneren Zylinders über die Fenster der Laterne.
Die Restaurierungen zwischen 1993 und 1998 hat es ermöglicht, das Gebäude zu großen Teilen in seine ursprüngliche Majestät zu versetzen. Nicht mehr ursprünglich ist das Dach der Rotunde, das die über 700 Jahre sichtbare Laterne „versteckt“ und die vorstehend genannte hellere Belichtung ihres Inneren verhindert und bei der Basilika das teilweise Fehlen des Tribünengeschosses über dem nordöstlichen Seitenschiff, die Glockenwand, die gegen den ehemaligen Glockenturm ausgetauscht worden war und die vermutlich verfälschende Gestaltung des ehemaligen Chorhauptes.

## Architektur
Die Stiftskirche besteht aus zwei Monumenten, deren Anschlüsse untereinander in den ursprünglichen Plänen der Baumeister wahrscheinlich nicht vorgesehen waren. Davon zeugt vor allem, dass die Basilika nicht exakt auf die drei Apsiden der späteren Durchlässe zur Rotunde zentriert ist. Wenn die Verbindung von vornherein beabsichtigt war, so hätte man das sicher getan und die Rotunde ein wenig im Uhrzeigersinn gedreht.

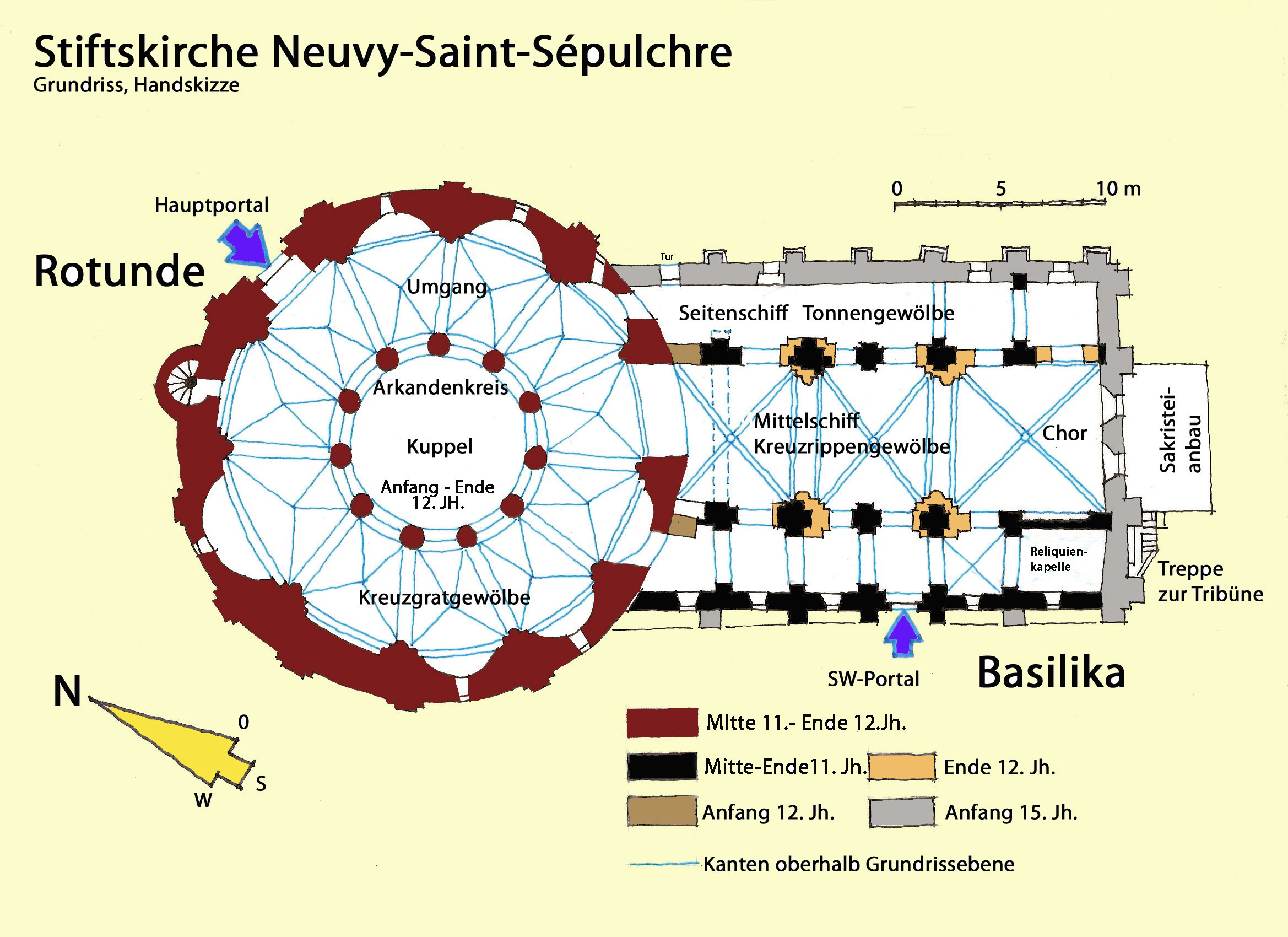
Stiftskirche Neuvy-St.-Sépulchre, Grundriss, Handskizze

Ungefähre Abmessungen (aus Grundrissplan gemessen):
- Gesamtlänge Rotunde + Basilika (über alles): 47,00 m

Rotunde:
- Durchmesser außen: 24,30 m
- Durchmesser innen: 19,60 m
- Wanddicke: 1,80 – 2,00 m
- Durchmesser innerer Arkadenkranz: 8,30 m
- Höhe unter Kuppelscheitel: 22,00 m
- Traufhöhe 13,50 bis 14,00 m

Basilika:
- Breite außen (ohne Strebepfeiler): 16,50 m
- Länge Mittelschiff innen: 19,60 m
- Länge Seitenschiffe außen: 23,70 m

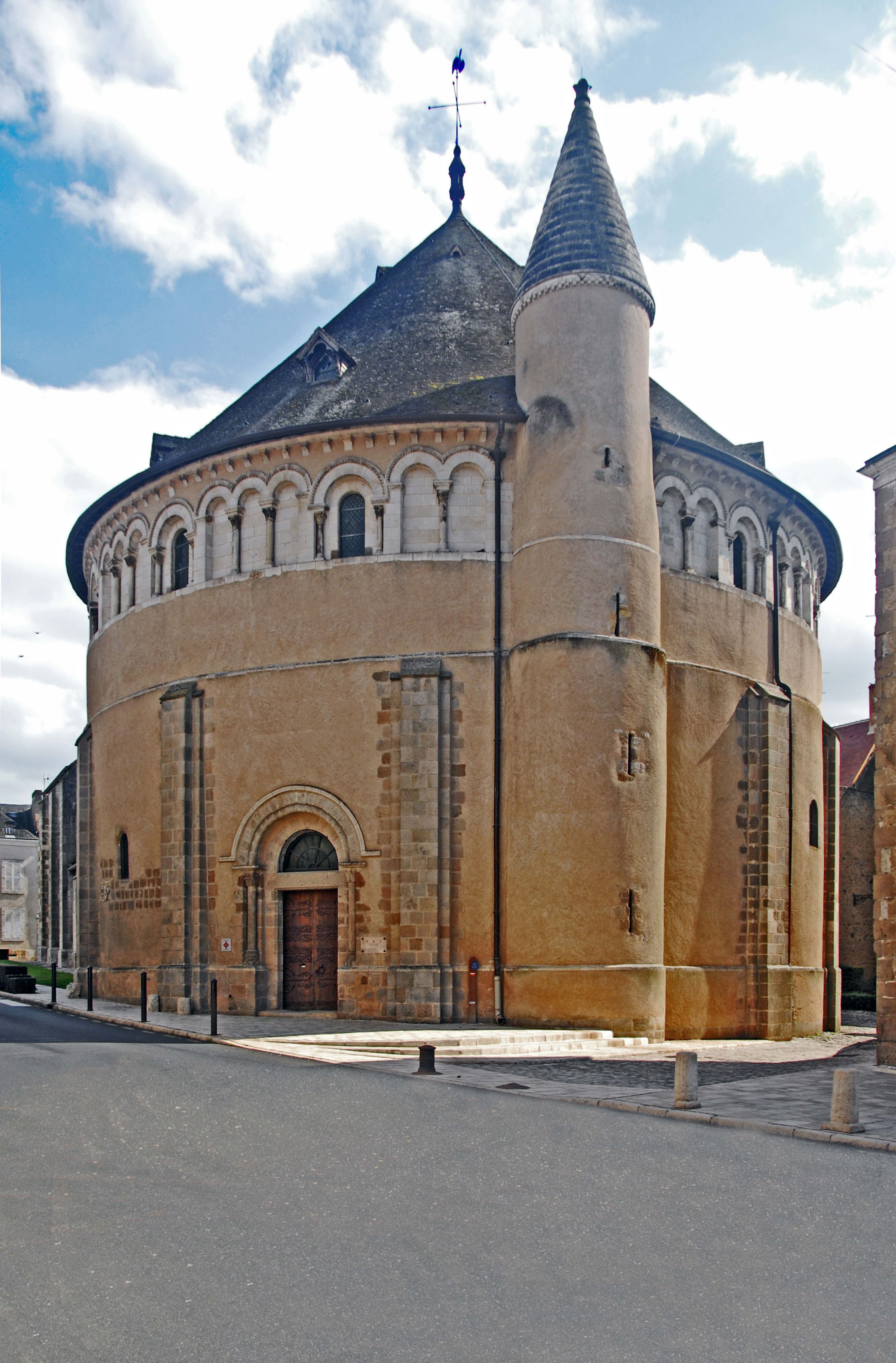
Rotunde von Norden

### Rotunde
Seit ihrer Erbauung sucht das ungewöhnliche Bauwerk der Rotunde aus der Spätromanik in Frankreich Seinesgleichen. Vor allem wird man im Lande kaum vergleichbar große Bauwerke aus dieser Zeit finden. In Verlängerung des Chors der Kathedrale Saint-Bénigne in Dijon (Burgund) ist mit der Krypta allein das Untergeschoss einer ehemals dreigeschossigen Rotunde erhalten, die im Durchmesser etwas kleiner sein dürfte. Sie gehörte einmal zum romanischen Vorgängerbau der Kathedrale, einer großen Basilika, deren Chorumgang sich in die Rotunde mit doppelten Umgängen öffnete. Man kann die Rotunde Neuvys aber noch mit ihrer „kleinen Schwester“ der Grabeskapelle der Stiftskirche Saint-Léonard-de-Noblat, in der Nähe von Limoges vergleichen, die um 1075 an die ursprüngliche Stiftskirche angebaut worden ist und mit dieser räumlich in Verbindung steht. Sie ist heute in einem exzellent renovierten Zustand erhalten.
Derartige Bauwerke wurden im Wesentlichen entwickelt als Grabbauten, wie Erinnerungs-Mausoleen und antike Gräber, als Baptisterien, etwa in Wien, Florenz, Pisa, als orientalische Kirchen, in Form sogenannter „Zentralbauten“, mit einem Altar in der Mitte, oder die massive westliche Art, in Form runder Türme, wie etwa bei karolingischen Kirchen.

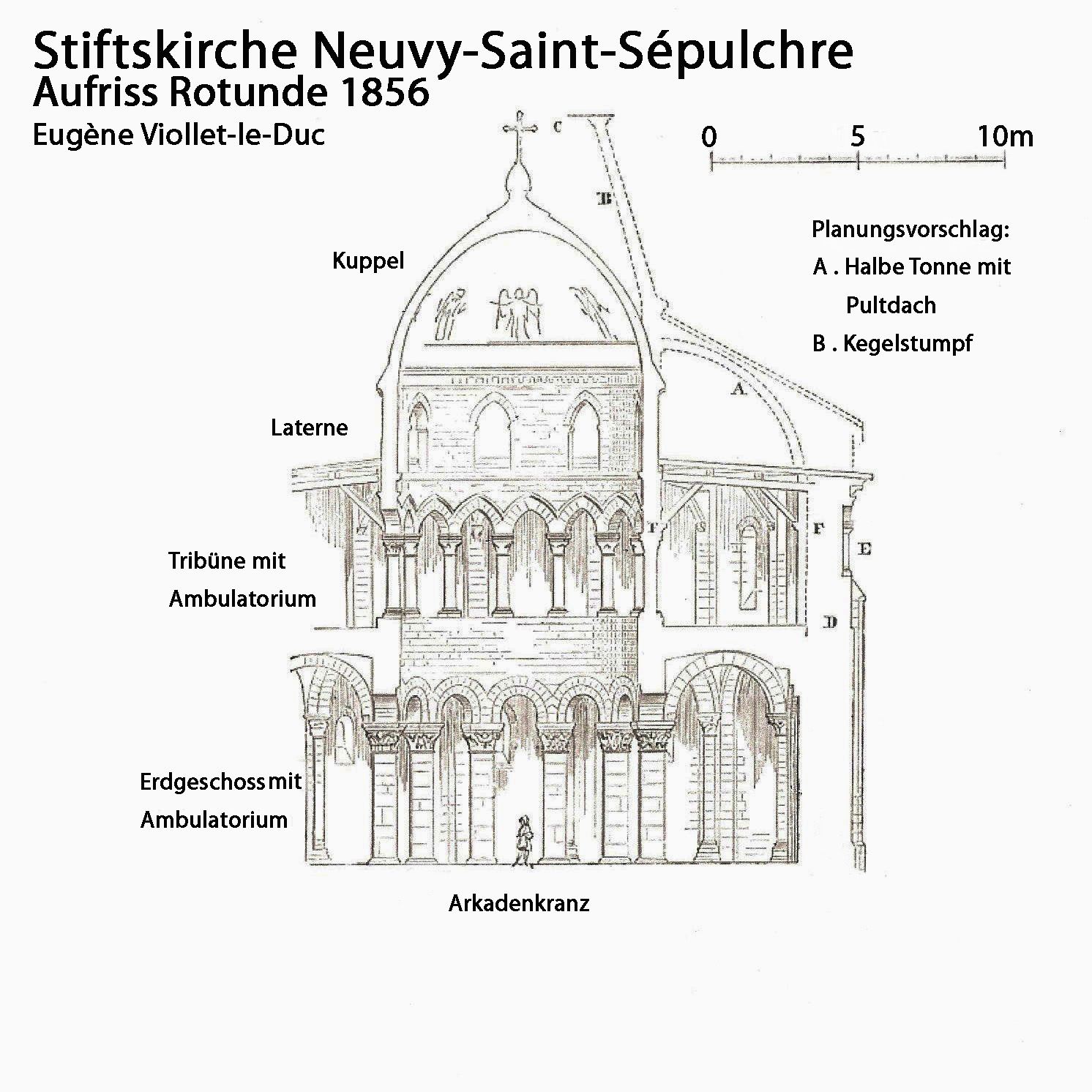
Rotunde, Aufriss 1856 von Viollet-le-Duc

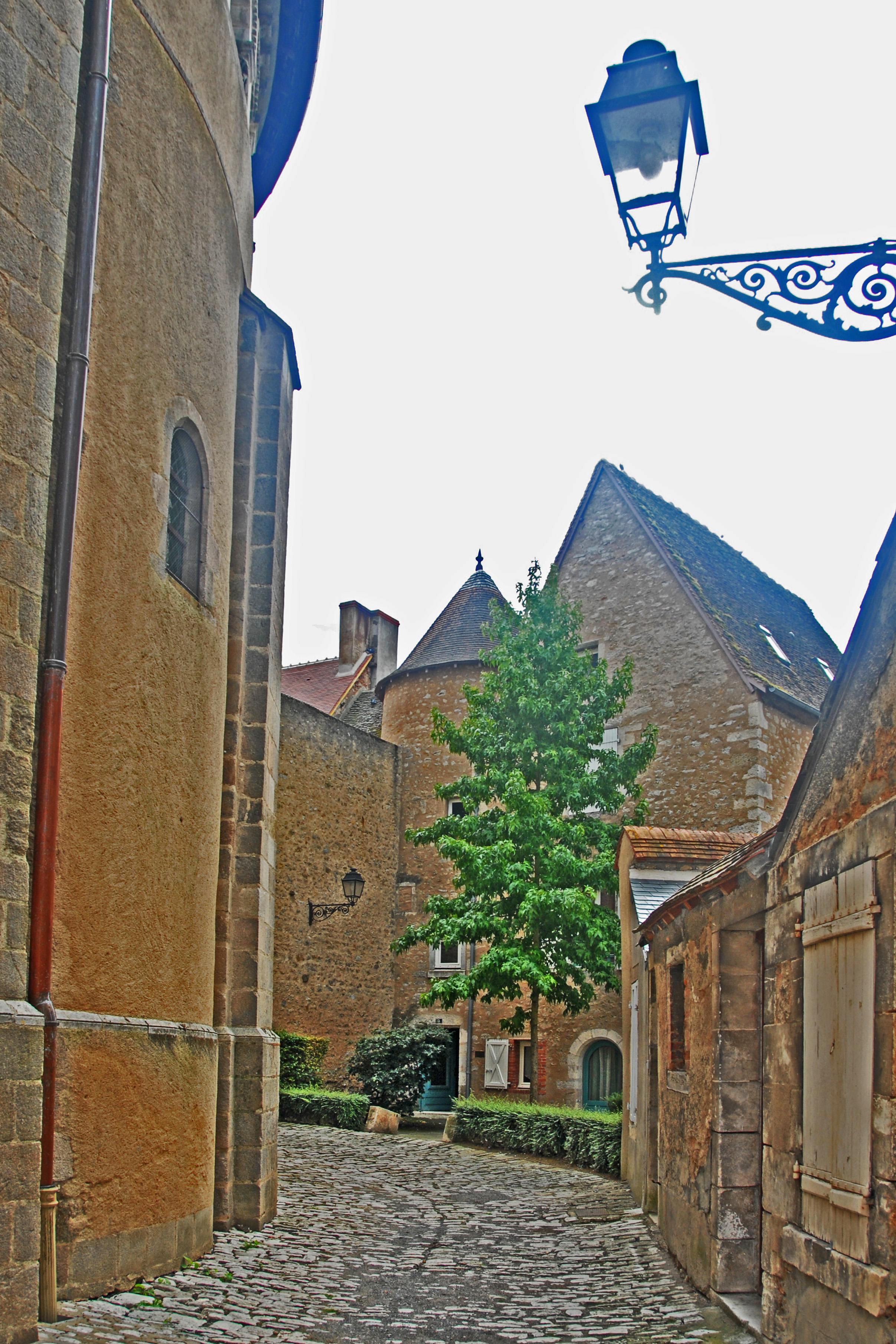
Gasse im Westen, Burgreste

Die Rotunde Neuvys ist in die Gruppe orientalischer Zentralbauten einzuordnen. Sie ist zwar keine getreue Kopie der Grabeskirche von Jerusalem (siehe Geschichtliches), war aber durchaus als ihre Nachahmung gewollt, und damit in ihrer Grobstruktur vergleichbar mit orientalischen Zentralbauten, gekrönt von der kreisrunden Laterne mit einem Kuppelgewölbe, die erst seit 1923 von einem alles überdeckenden Kegeldach „versteckt“ wird. Sie besaß in ihrer Mitte auch den Altar in einer Ädikula. Hingegen besteht die Feinstruktur, besonders im Inneren, aus rein hochromanischen Stilelementen.

#### Äußere Erscheinung
Die fast kreisrunde Außenwand wird von einer besonderen Schlichtheit geprägt, die nichts von ihrer architektonische Pracht im Inneren erahnen lässt. Sie wird entsprechend der inneren Gliederung in zwei Geschosse exakt in Höhe des Fußbodens des Tribünengeschosses durch einen umlaufenden Rücksprung horizontal unterteilt. Der untere Abschnitt ist mit 8,20 bis 8,70 Metern gut 1,5-fach höher als der obere, mit 5,30 Metern. Ein vorspringender Sockel ist dem Gefälle des anschließenden Terrains entsprechend 0,80 bis 1,30 Meter hoch, und wird von einem oberseitig abgeschrägten Profil abgedeckt.

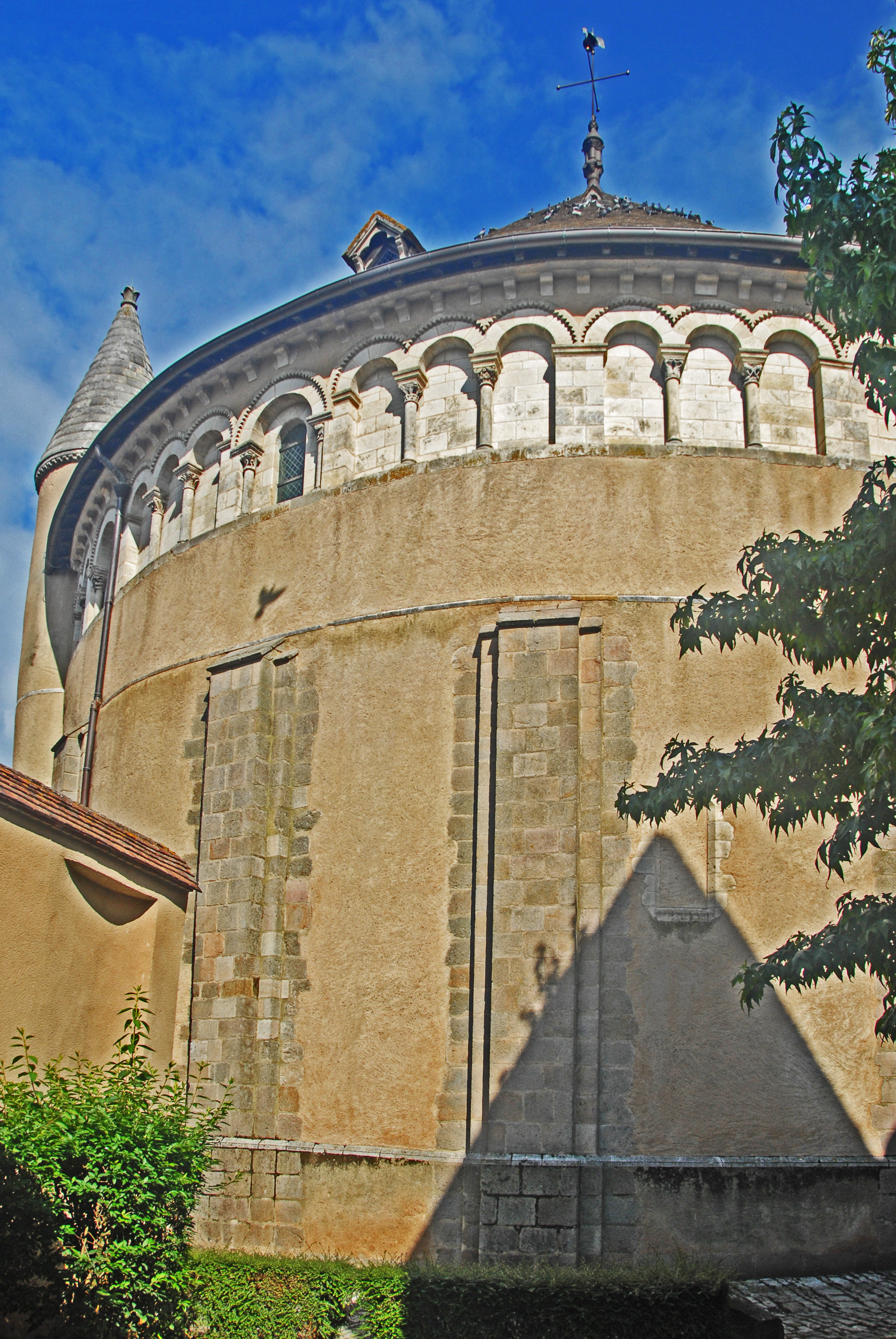
Rotunde von Westen

Die ungewöhnlich große Wanddicke von 1,80 bis 2,00 Meter, in den Abschnitten, gegen die die Gurtbögen stoßen, reicht fast allein schon zur Aufnahme der seitlichen Schubkräfte aus den Gewölben des Ambulatoriums. Deshalb sind außenseitig nur noch gering auftragende Strebepfeiler vorgemauert, deren Kanten mit Rücksprüngen einfach abgestuft sind. Auf den freien Seiten der Außenwand gibt es neun solche Pfeiler in teilweise unterschiedlichen Abständen. Sie enden mit nach außen hin abgeschrägten Oberseiten unmittelbar unter dem die Wandhöhe teilenden Rücksprung. Am Fuß der Pfeiler läuft der vorspringende Wandsockel um sie herum. In den Wänden zwischen den Pfeilern sind in unterschiedlichen Höhen insgesamt fünf kleine rundbogige Fenster ausgespart. Ein weiteres Fenster ist auf der Ostseite in die Ecke zwischen dem letzten Strebepfeiler und der anschließenden nordöstlichen Seitenwand der Basilika eingezwängt. In einem der Zwischenräume ist von einem ehemaligen siebten Fenster eine rundbogige Wandnische übrig geblieben. Der nach Westen weisende Pfeilerzwischenraum besitzt keine Öffnung.
In einem der beiden nach Norden weisenden Zwischenräume ist das Hauptportal in der dort zwei Meter dicken Wand ausgespart. Die etwa 1,75 m breite, rechteckige Portalöffnung wird beidseitig von im Querschnitt quadratischen Pfeilern unmittelbar flankiert und einem Türsturz gleichen Querschnitts überdeckt. Darüber öffnet sich ein halbkreisförmiges Fenster in Breite der Tür, dessen Bogen aus Keilsteinen im gleichen Querschnitt, wie bei der Türöffnung, eingefasst wird. Die äußeren Kanten der Einfassungen von Tür und Fenster sind mit einer Fase gebrochen. Diese Einfassungen stehen – etwas eingerückt – an und unter den zwei Meter breiten Leibungen des eigentlichen Wanddurchbruchs. Im unteren Bereich ist auf beiden Seiten der vorspringende Sockel der Wand um die Leibungskante herum bis gegen die Türeinfassung herumgeführt. Unmittelbar darüber sind die Leibungskanten ein gutes Stück eingerückt, um Platz zu schaffen für je ein Säulchen mit glattem Schaft. Statt auf einer üblichen Säulenbasis stehen die Säulen auf umgedrehten, pflanzlich skulptierten Kapitellen, am oberen Ende werden sie von ähnlichen Kapitellen gekrönt, deren Oberseiten knapp über die Oberkante des Türsturzes hinaufreichen. Darauf liegen Kämpferplatten mit abgeschrägten unteren Sichtkanten, die innenseitig bis gegen den Keilsteinbogen und außen ein gutes Stück auf die Wandoberfläche reichen. Auf den Kämpfern stehen die Enden des Bogens der Leibungskante, die in einen kräftigen Viertelstab aufgelöst ist. Die äußeren Bogensteine werden von einem Kragprofil überfangen, dass an den Enden ein Stück waagerecht auswärts abschwenkt.

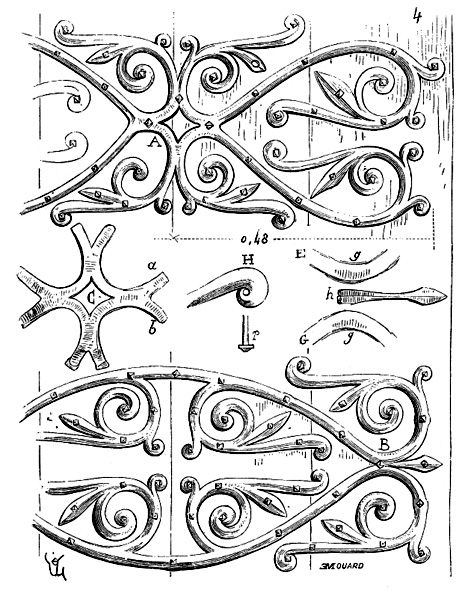
Rotunde, Hauptportal, Portalbänder, Grafik 1856 von Viollet-le-Duc

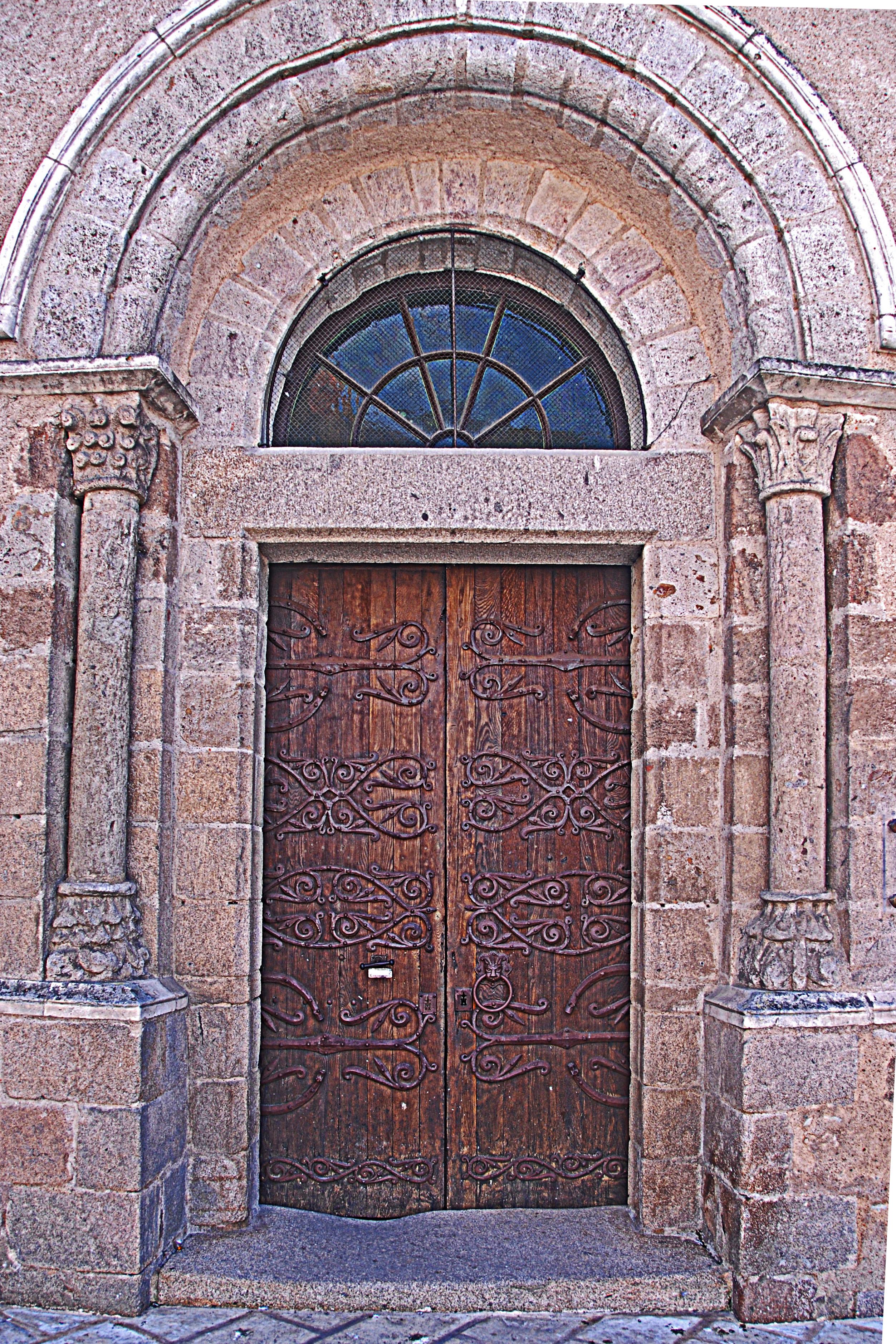
Rotunde Hauptportal

Besondere Beachtung finden am Hauptportal die außenseitig angebrachten Türbänder, die die alten hölzernen Türblätter der zweiflügeligen Portaltür tragen. Die kunstvoll geschmiedeten Bänder präsentieren eine elegante Linienführung von Ranken- und Flechtwerken, die fast die ganze Türoberfläche einnehmen. Ergänzt wird diese Arbeit durch einen Greifring, der von einem Löwenkopf im Maul getragen wird. Zwei Platten mit vielgliedrigen Schlüssellöchern lassen vermuten, dass die alten Schlösser noch vorhanden sind. Es handelt sich dabei um ein seltenes Zeugnis exzellenter Kunstschmiedearbeit des 12. Jahrhunderts. Im Mittelalter haben sich insbesondere die Zisterzienser bei der Verbreitung dieses Kunsthandwerks einen Namen gemacht.

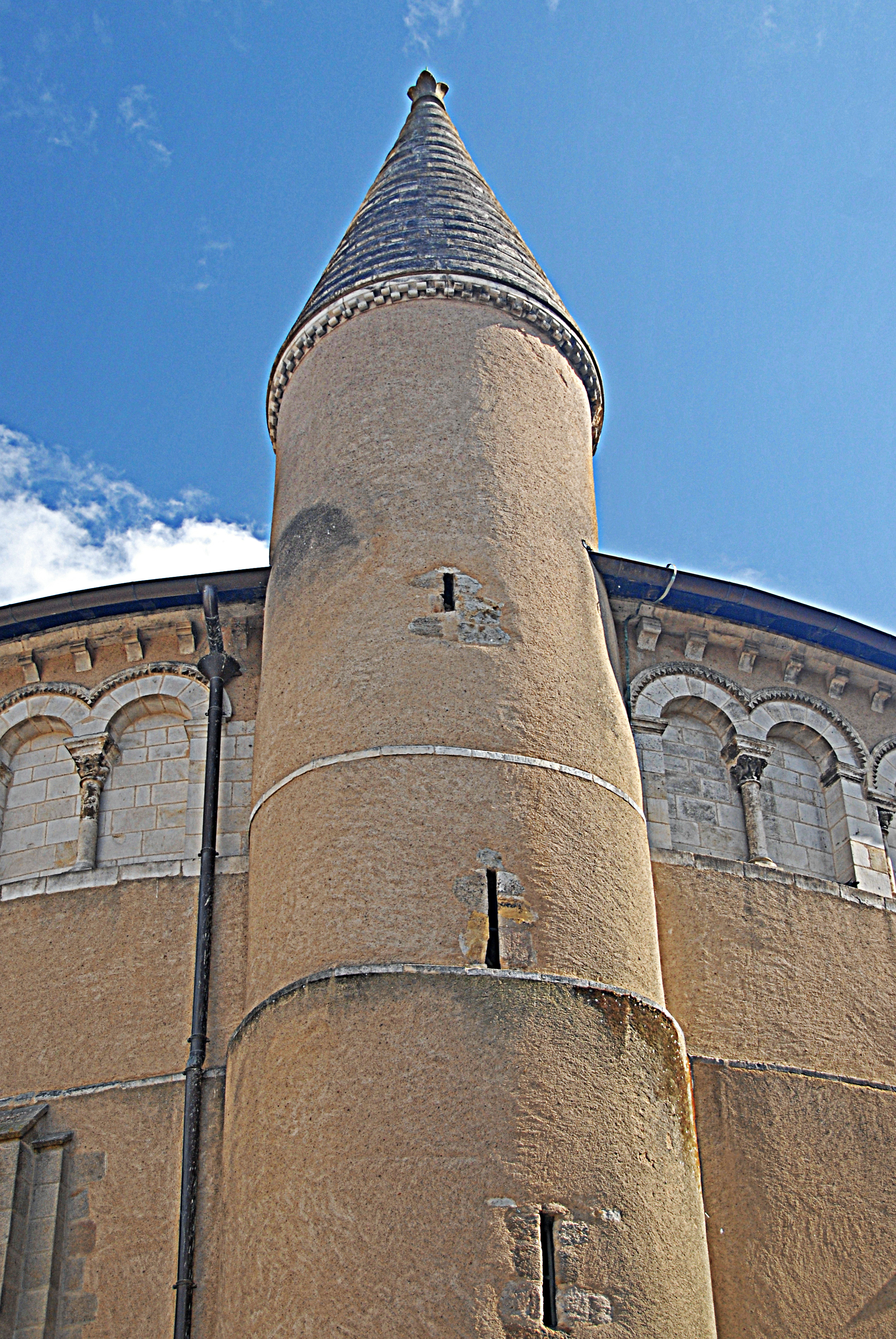
Rotunde, Treppenturm

Rechts neben dem Hauptportal ragt der Treppenturm auf, der eine Spindeltreppe birgt, die vom Ambulatorium im Erdgeschoss bis auf die Tribüne ins Obergeschoss führt. Bis in Höhe der Traufe tritt er im Grundriss halbkreisförmig aus der Außenwand der Rotunde hervor, um darüber noch ein gutes Stück als Zylinder aufzusteigen und von einem steilen kegelförmigen Helm aus dunkelgrauen Steinen abgeschlossen zu werden, der mit einer Art Kreuzblume bekrönt wird. Die waagerechten Zäsuren der Außenwände werden beim Treppenturm übernommen, der oberste Abschnitt verjüngt sich geringfügig. Die Traufe wird durch ein Gesims mit Rollenfries markiert. Auf der Nordseite des Turms sind vier übereinander angeordnete schlitzförmige Schießscharten ausgespart.
Der obere Abschnitt der freien Außenwand der Rotunde, der innen dem Tribünengeschoss entspricht, ist noch einmal etwa hälftig waagerecht unterteilt, und zwar unten in eine unstrukturierte geschlossenen Brüstung, die oberseitig von einer Schicht heller Steinplatten in Art einer Fensterbank abgedeckt ist. Die obere Hälfte besteht aus einer durchlaufenden Folge von einzelnen Arkaden mit deutlich kleineren rundbogigen Fenstern und Gruppen von Blendarkaden, überwiegend Drillingsgruppen. Die äußeren Scheitel aller Arkadenbögen liegen auf gleicher Höhe, kurz unter dem Traufgesims. Die Einzelarkaden mit Fenstern sind breiter, dadurch liegen ihre Kapitelle auf niedrigerer Höhe als bei den schmaleren Blendarkaden. Arkaden und Blendarkadengruppen werden von Wandpfeilern getrennt, die oberflächenbündig mit den Bögen und der durchlaufenden „Fensterbank“ angeordnet sind. Auf ihnen stehen die Bogenenden der äußeren Blendarkadengruppen. Alle sonstigen Bogenenden stehen auf Säulchen mit glatten Schäften, die mit teilweise figürlich skulptierten Kapitellen, profilierten Kämpfern und ebensolchen Basen ausgerüstet sind. Die Bögen sind aus glatten Keilsteinen mit rechtwinkliger Sichtkante gemauert. Bögen der Blendarkadengruppen vereinigen sich untereinander über den Kapitellen. Alle Bögen werden mit Kragprofilen mit Zickzackfriesen überfangen.

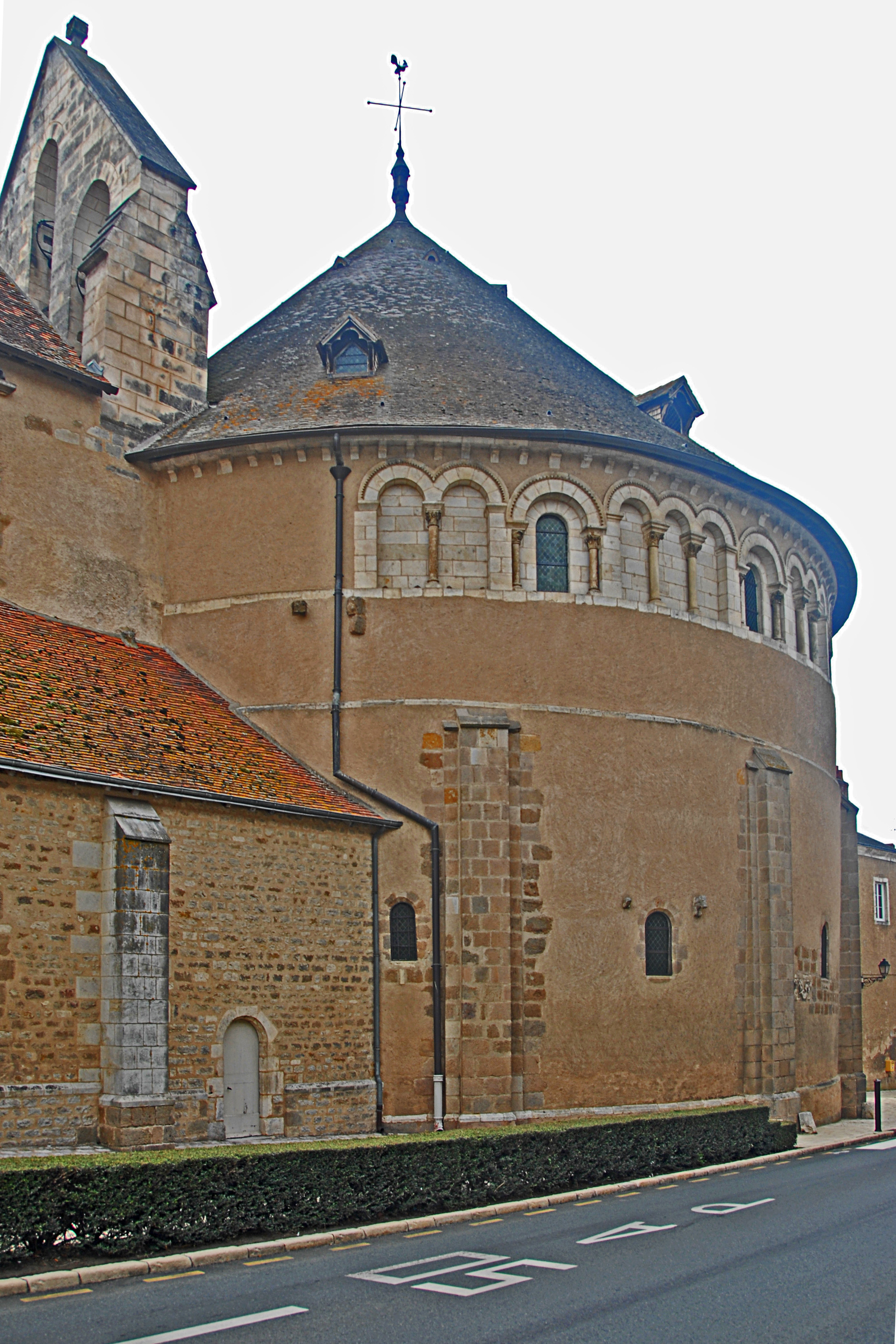
Rotunde von Südosten

Das Traufgesims besteht aus kräftigen waagerechten Gesimsplatten mit abgeschrägter Sichtkante. Sie werden unterstützt von schlichten, eng gestellten Kragsteinen, die vorderseitig nach innen ausgerundet sind.
Die Oberflächen der Außenwand und des Treppenturms sind heute glatt verputzt und leicht ockerfarben getönt. Das Schwarzweiß-Foto von 1923 zeigt, dass zumindest Teile dieser Wandoberflächen steinsichtig waren und aus kleinformatigem Bruchsteinen in unregelmäßigem Schichtenverband gemauert sind. Die Strebepfeiler und schmale Streifen der an sie anschließenden Außenwand sind unverputzt und aus großformatigen glatten Werksteinen in einheitlicher Schichthöhe gemauert. Ihre Farben wechseln von ocker bis braun und grau. Die Elemente der Arkaden und Blendarkaden, inklusive ihrer Hintergründe, sind aus fast weißem Steinmaterial gestaltet.
Der kegelförmige Dachstuhl über der Rotunde, mit ehemals roten Ziegelschindeln eingedeckt und etwa 45 Grad Dachneigung, existierte erst seit 1923. Vorher bestand das Dach über 700 Jahre lang aus einem kreisförmigen sehr flach geneigten Pultdach über dem Tribünengeschoss, rund um die befensterte Laterne herum. Über dem Traufgesims sind die Sparrenköpfe der neuen Dachkonstruktion gerade noch zu erkennen. Das Regenwasser wird in einer kupfernen Regenrinne aufgefangen und über Regenfallrohre aus dem gleichen Material kontrolliert abgeleitet. Etwa in einem Drittel der Dachhöhe sind acht Dachgauben mit Satteldachüberdeckung und verglasten Fenstern angeordnet, die den Dachraum schwach erhellen. Weiter oben, in etwa zwei Drittel den Dachhöhe gibt es noch einige solche, aber besonders kleine Gauben, die zur Entlüftung des Dachraumes beitragen. Das Dach deckt vor allem die orientalische Laterne mit Kuppel ab. Die Spitze des kegelförmigen Dachs wird bekrönt von einer Art doppelten Knauf und einem grazilen „dreidimensionalen“ Kreuz aus Metall, das schon die Kuppel der Laterne zierte. Obenauf sitzt noch ein kleiner Wetterhahn. Das Schwarzweißfoto aus dem Jahr 1923 zeigt den Zustand nach Errichtung der Glockenwand, aber kurz vor der Überdeckung der Rotunde mit dem heutigen Kegeldach im selben Jahr.

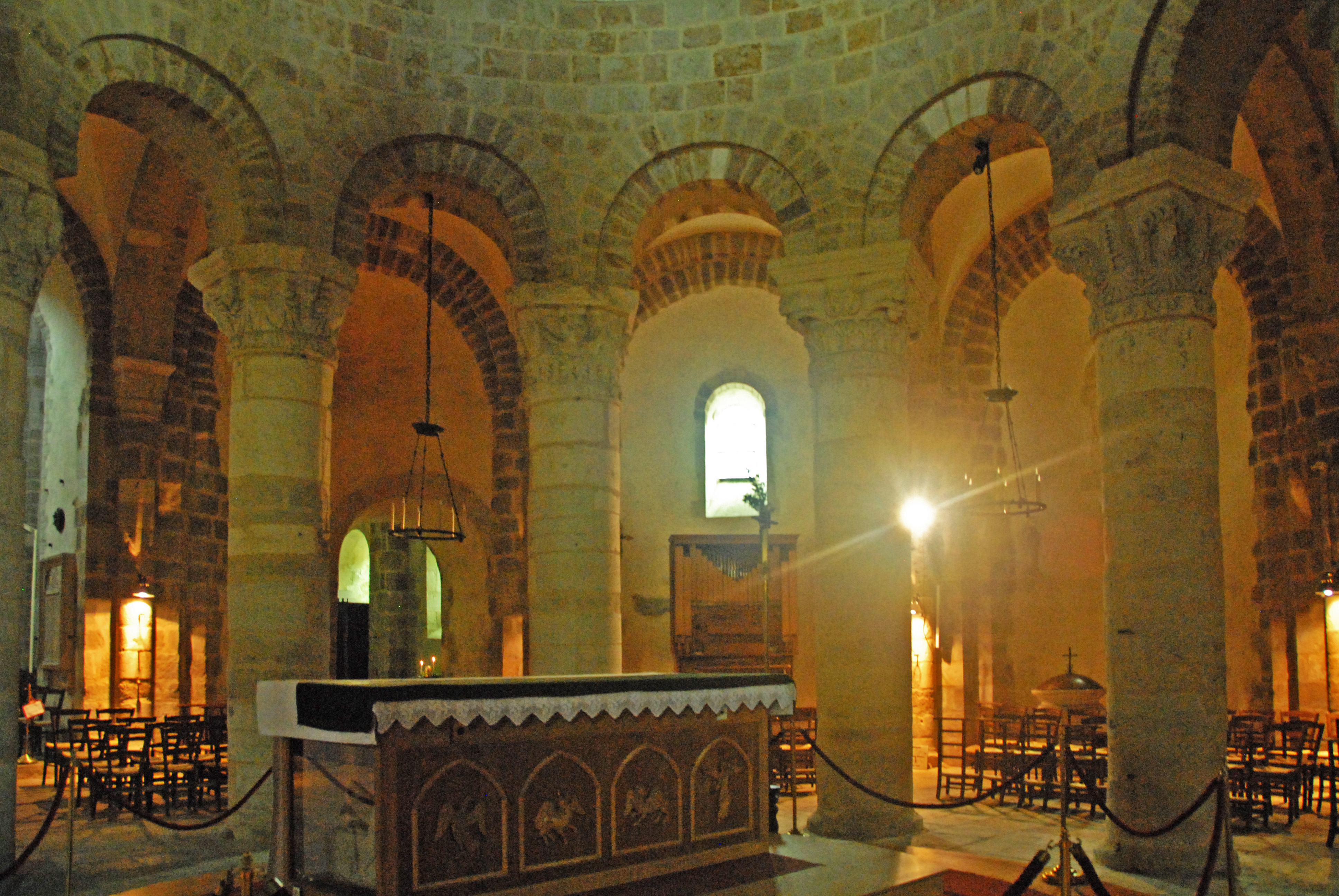
Rotunde, Arkandenkranz, Altar

#### Inneres der Rotunde

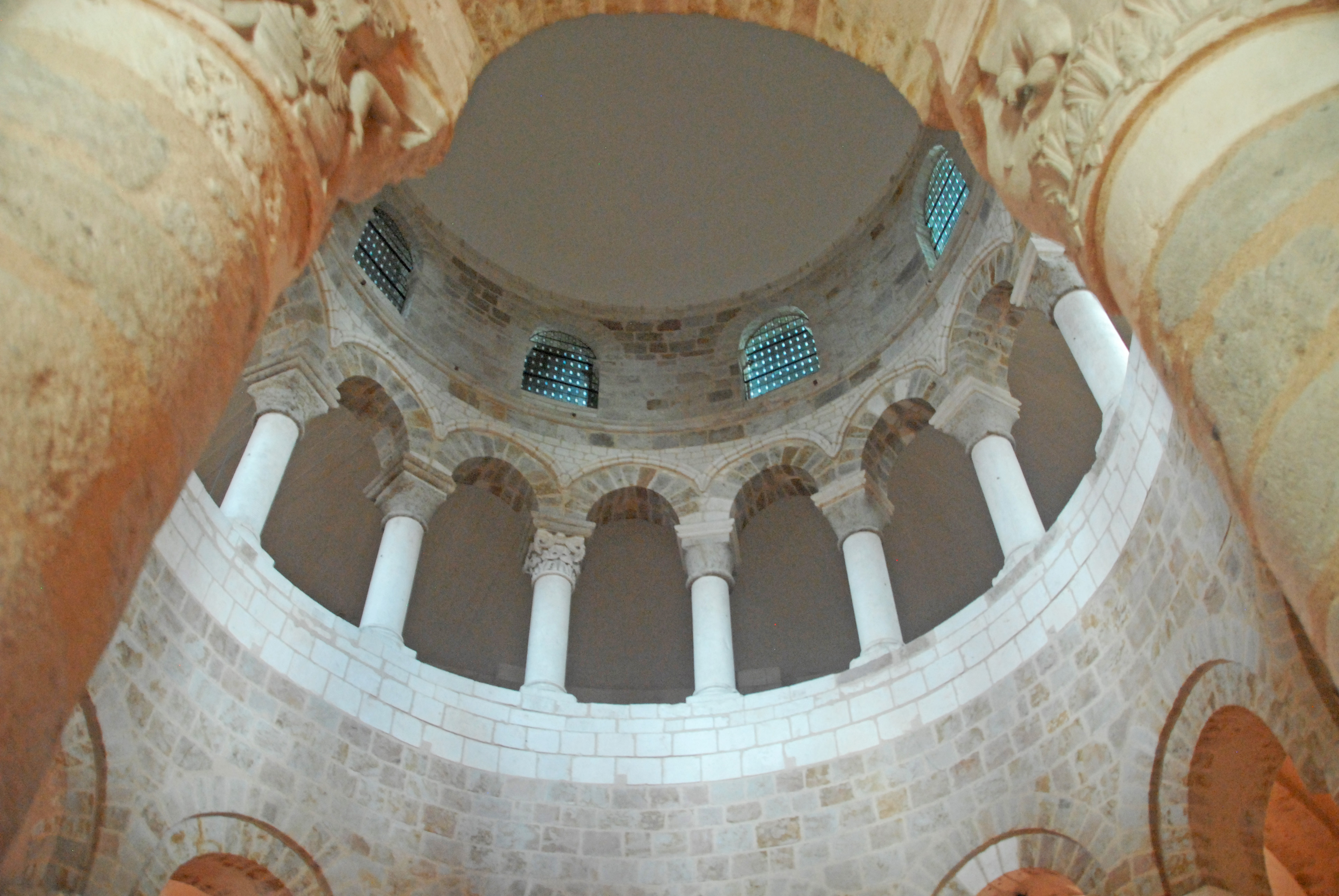
Rotunde, Tribüne

Der beeindruckend große Innenraum wird von der Außenwand kreisförmig umschlossen, die von vortretenden Wandpfeilern mit Halbsäulen in zehn gleich breite Abschnitte und einen deutlich breiteren unterteilt wird. In ursprünglich acht dieser Wandabschnitte sind im Grundriss kreissegmentförmige Apsiden vertieft, die von Kalotten überwölbt werden. Die nach Westen weisende Apsis ist deutlich größer als die anderen. Möglicherweise war das einmal eine Art Altarnische oder Chorapsis (?). Die ursprünglich nach Südosten weisende Apsis musste bei der Verbindung beider Bauwerke einer großen rundbogigen Öffnung in das Mittelschiff der Basilika weichen. Beidseitig dieser Öffnung wurden in den benachbarten Apsiden kleinere rundbogige Durchbrüche zu den Seitenschiffen angelegt. In allen nach außen weisenden Apsiden sind kleine rundbogige Fenster ausgespart, mit nach innen aufgeweiteten Gewänden. Die Wandabschnitte beidseitig der größeren Apsis und derjenige, mit dem Hauptportal, enthalten keine Apsiden und sind im Verlauf der Außenwand nur leicht gekrümmt. Alle elf Wandabschnitte werden von halbkreisförmigen Gurtbögen überdeckt, deren Kanten einfach abgestuft sind. Sie stehen auf den Rändern der Wandpfeiler. Sie tragen die äußeren Ränder der Gewölbe über dem kreisringförmigen Ambulatorium (Umgang).

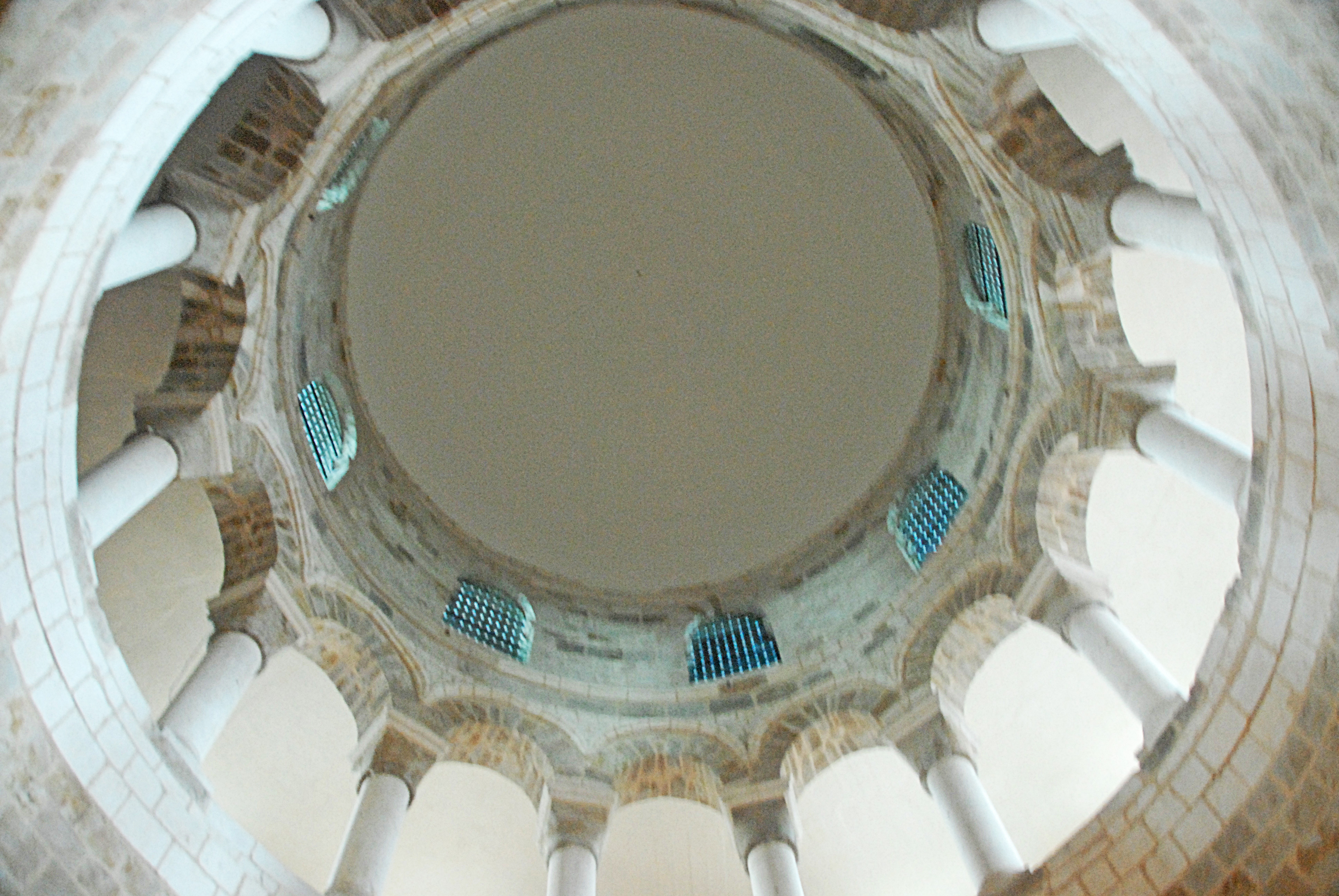
Rotunde, Tribüne, Laterne und Kuppel

Den elf Abschnitten der Außenwand gegenüber stehen elf Arkaden und bilden den inneren Arkadenkreis. Dementsprechend stehen den elf halbrunden Diensten auf den Wandpfeilern elf kräftige Säulen dieser Arkaden gegenüber, die den gleichen Durchmesser aufweisen wie die Dicke der darauf aufragenden zylindrischen Wand. Sie sind aus großformatigen Werksteinen gemauert. Die Arkadenbögen werden aus Keilsteinen gebildet zum Umgang hin in einfacher, zum Zentrum hin in doppelter, leicht abgestufter Anordnung. Die Säulen werden gekrönt von üppigen Kapitellen mit pflanzliche und figürlicher Skulptur, auf denen kräftige Kämpferplatten aufliegen mit profilierten leicht nach unten abgeschrägten Sichtkanten. Die Säulen stehen auf schlichten profilierten Basen. Auch die Halbsäulen gegenüber tragen Kapitelle mit Kämpfern, allerdings kleinere vertikal geteilte, und etwas höher angeordnete. Sie stehen auf kapitellartig skulptierten Basen. Zwischen den äußeren und inneren Kapitellen spannen sich halbkreisförmige im Querschnitt rechteckige Gurtbögen. Zum Ausgleich der Höhenunterschiede der Kämpferplatten, sind die innenseitigen Gurtbogenenden mit kämpferartigen Platten unterfüttert. Die polygonalen Felder zwischen den Untergurten und Arkadenbögen sind vierteilige romanische Kreuzgratgewölbe eingespannt, deren äußeren Segmente sich weit aufspreizen. Sie befinden sich an der höchsten Stelle immerhin 7,30 m über dem Fußboden.
Die Säulen, Halbsäulen, Wandpfeiler und Gurtbögen sind steinsichtig aus glatten Werksteinen gemauert, mit natürlichen Farbtönen, von hellbeige und bräunlich bis zum dunkleren Grau reichen. Hingen sind die Wand- und Gewölbeflächen in hellem Naturton verputzt.

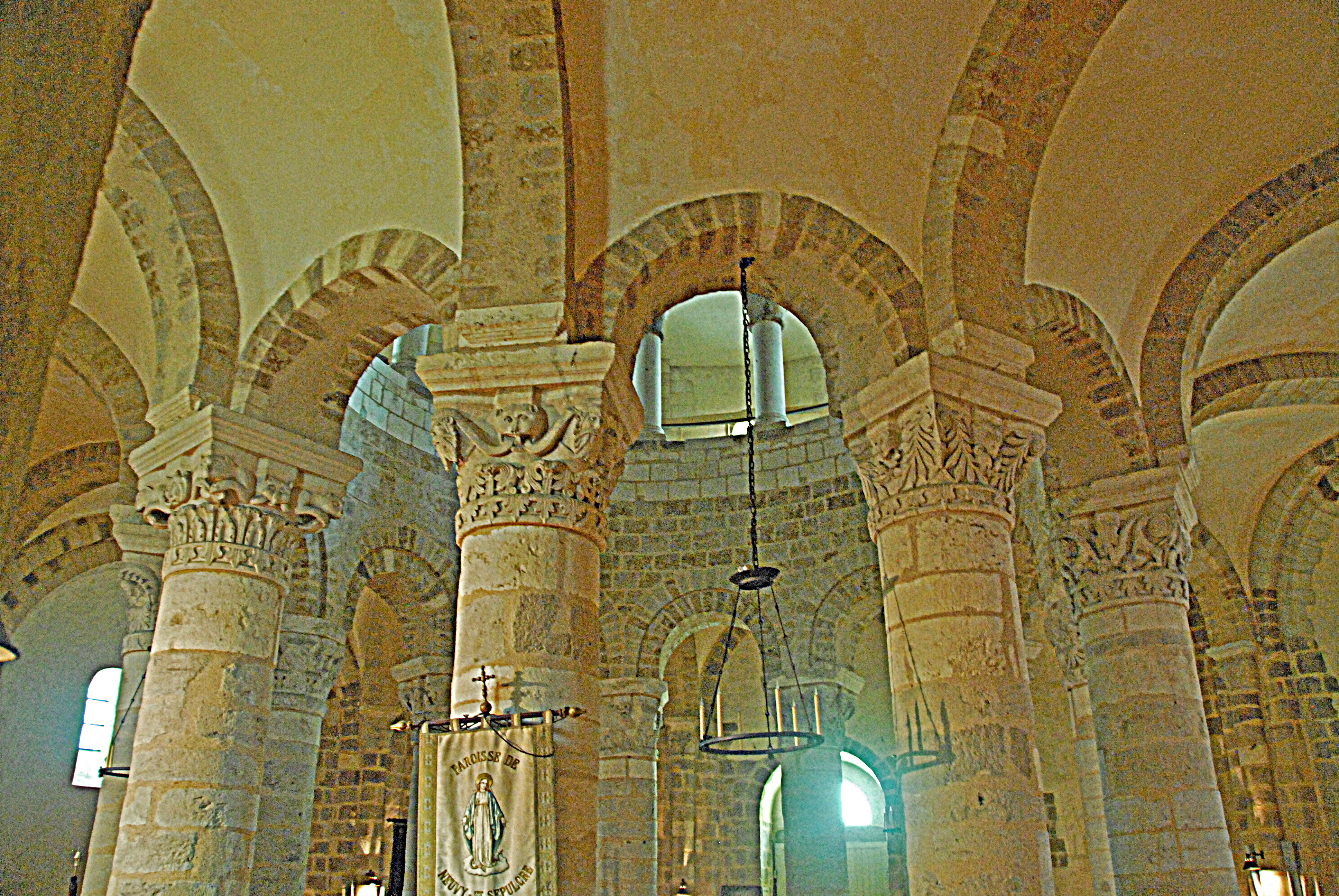
Rotunde, Arkandenkranz

Im inneren Zylinder wechselt der dunklere bräunliche Farbton des Mauerwerks etwa in Höhe der Decke über dem Ambulatorium in fast weißes Natursteinmauerwerk, das knapp einen halben Meter über dem Tribünenboden abschließt. Das Ambulatorium der Tribüne erreicht man über die im Norden der Außenwand befindlichen Spindeltreppe. Ihre ebene unstrukturierte weiße Decke befindet sich etwa 5,70 m über dem Fußboden der Tribüne. Sie wird getragen von einer einfachen nicht sichtbaren Holzunterkonstruktion. Die kreisrunde Außenwand wird von elf im Querschnitt rechteckigen Wandpfeilern ausgesteift, die bis in die Deckenkonstruktion hineinreichen. Zwischen den Pfeilern sind hin und wieder einzelne kleine rundbogige Fenster ausgespart. Deren Gewände und Gewändekanten mit dunklen Werksteinen bekleidet sind. Ansonsten sind die Wände verputzt.
Der innere Arkadenkranz besteht aus 14 Arkaden und Säulen und steht auf der Natursteinbrüstung. Die Länge der Säulen, inklusive schlichter Kapitelle, von denen nur eins skulptiert ist, profilierten Kämpferplatten, profilierter Basen und rechteckigen Plinthen beträgt insgesamt etwa 2,80 m. Ihre fast weißen Schäfte sind deutlich schlanker als die des Erdgeschosses und bestehen aus einem monolithischen Stück. Auf ihnen treffen sich die schwach angespitzten Rundbögen der Arkaden aus grauen und bräunlichen Keilsteinen. Auch die Dicke der Bögen und der darüber aufgehenden zylindrischen Wand ist wesentlich geringer, als die der gleichen Wand im Erdgeschoss. Die Keilsteinbögen werden überfangen von profilierten Kraggesimsen. Knapp darüber endet das die Bogenzwickel ausfüllende weiße Mauerwerk. Es folgt ein Streifen leicht farbiger Werksteine, wie es sie auch im Erdgeschoss gibt. Er wird oberseitig mit einem profilierten Kraggesims abgeschlossen. Darüber ragt der senkrechte Zylinder der Laterne knapp vier Meter hoch auf, in ähnlich farbigem Mauerwerk. In ihr sind acht schwach angespitzte Fenster ausgespart die von engmaschigen Eisengittern ausgefüllt sind, durch das elektrisches Kunstlicht in bläulichem Farbton einfällt.
Der Zylinder wird überdeckt von einer leicht angespitzten Kuppel, deren glatte Oberfläche hellgrau getönt ist.

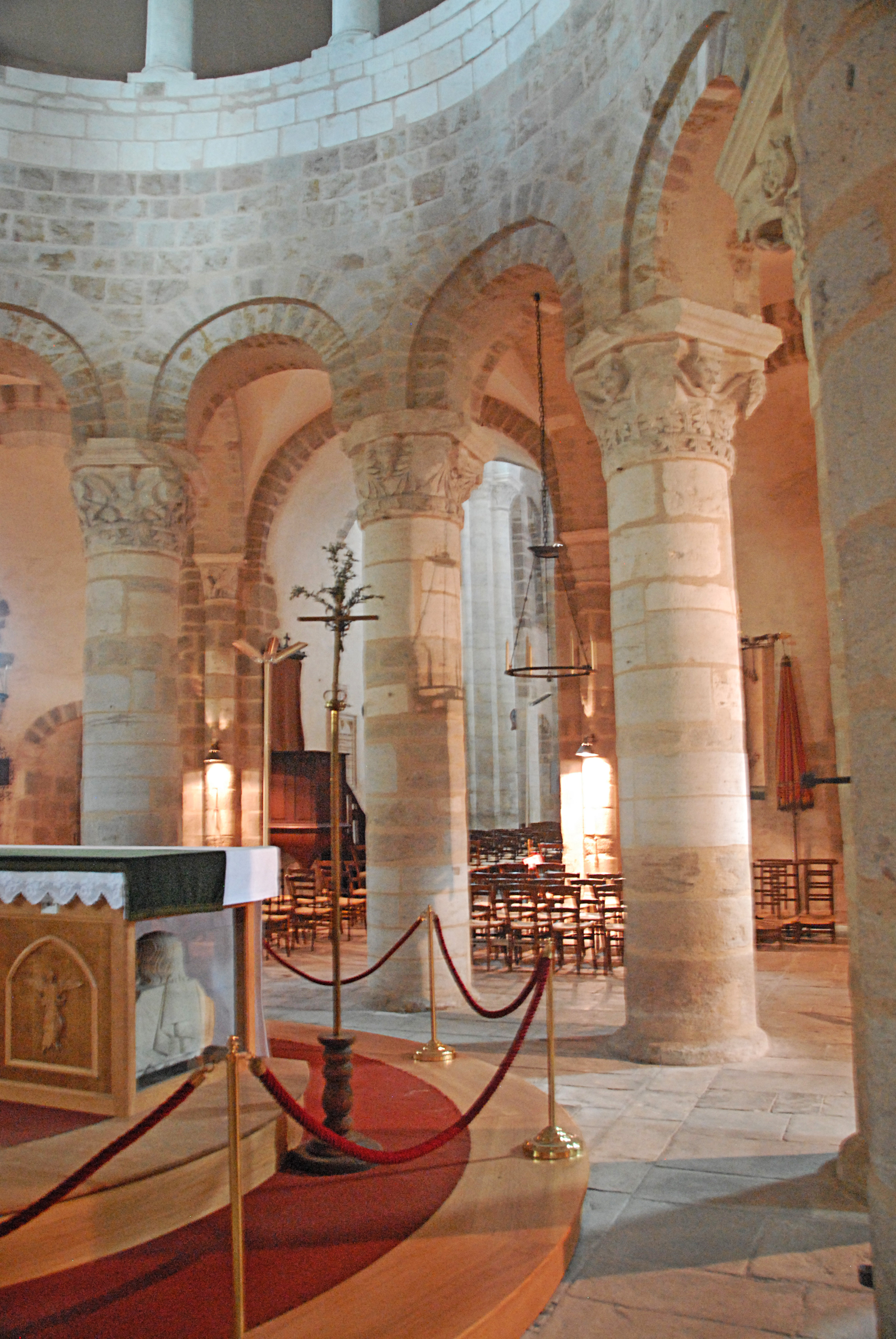
Rotunde, Arkandenkranz
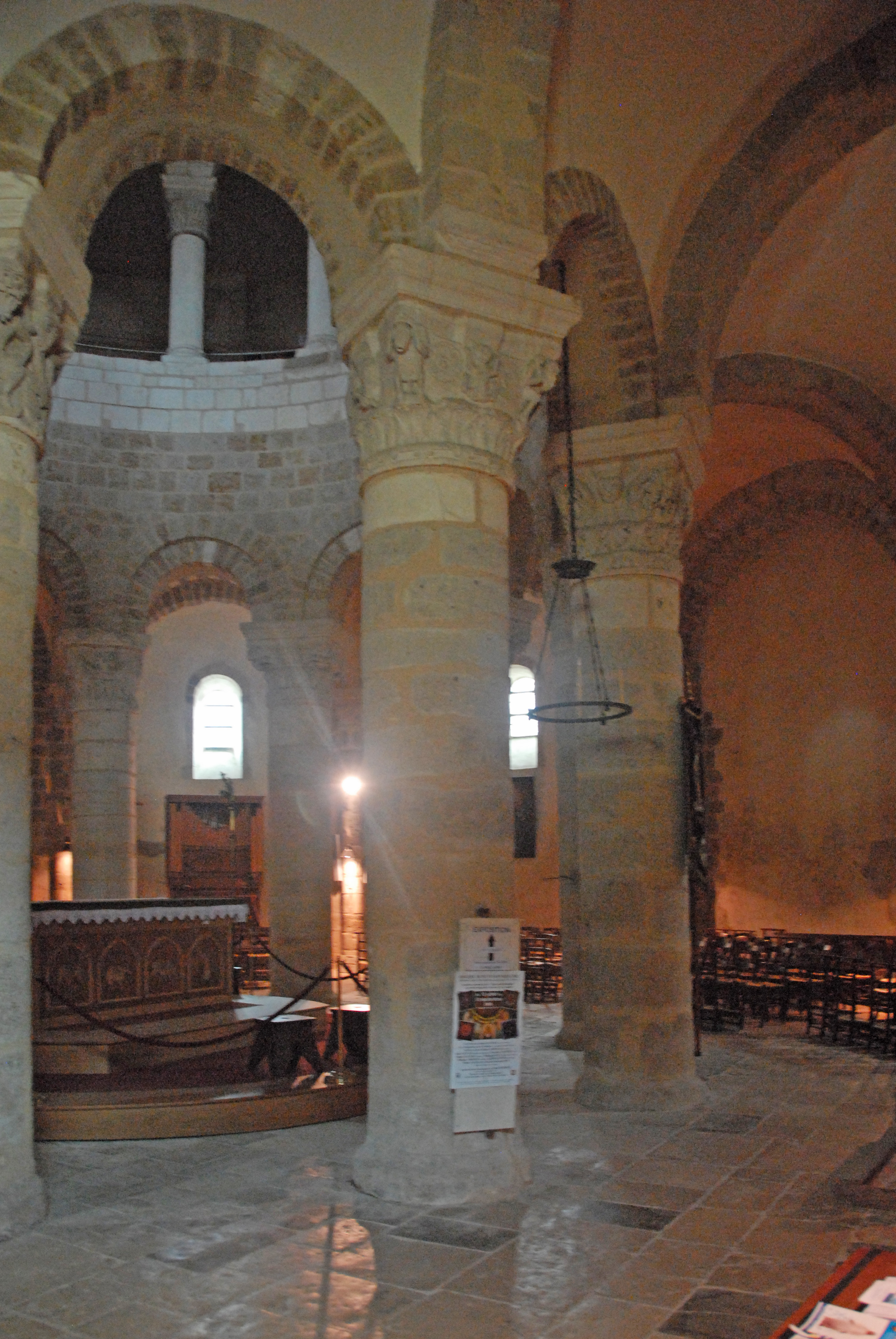
Rotunde, Arkandenkranz, Umgang
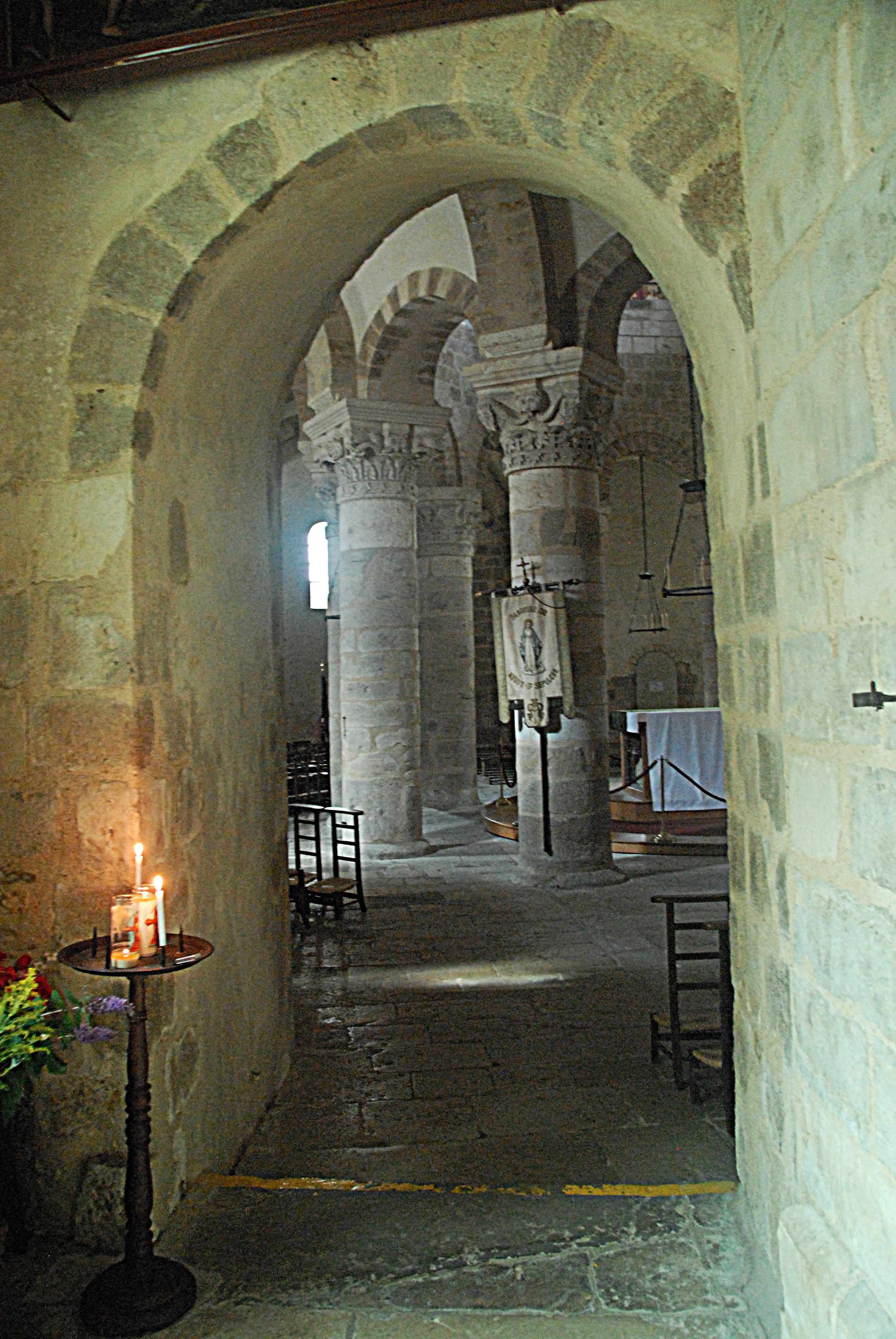
Rotunde, aus SW-Seitenschiff der Basilika

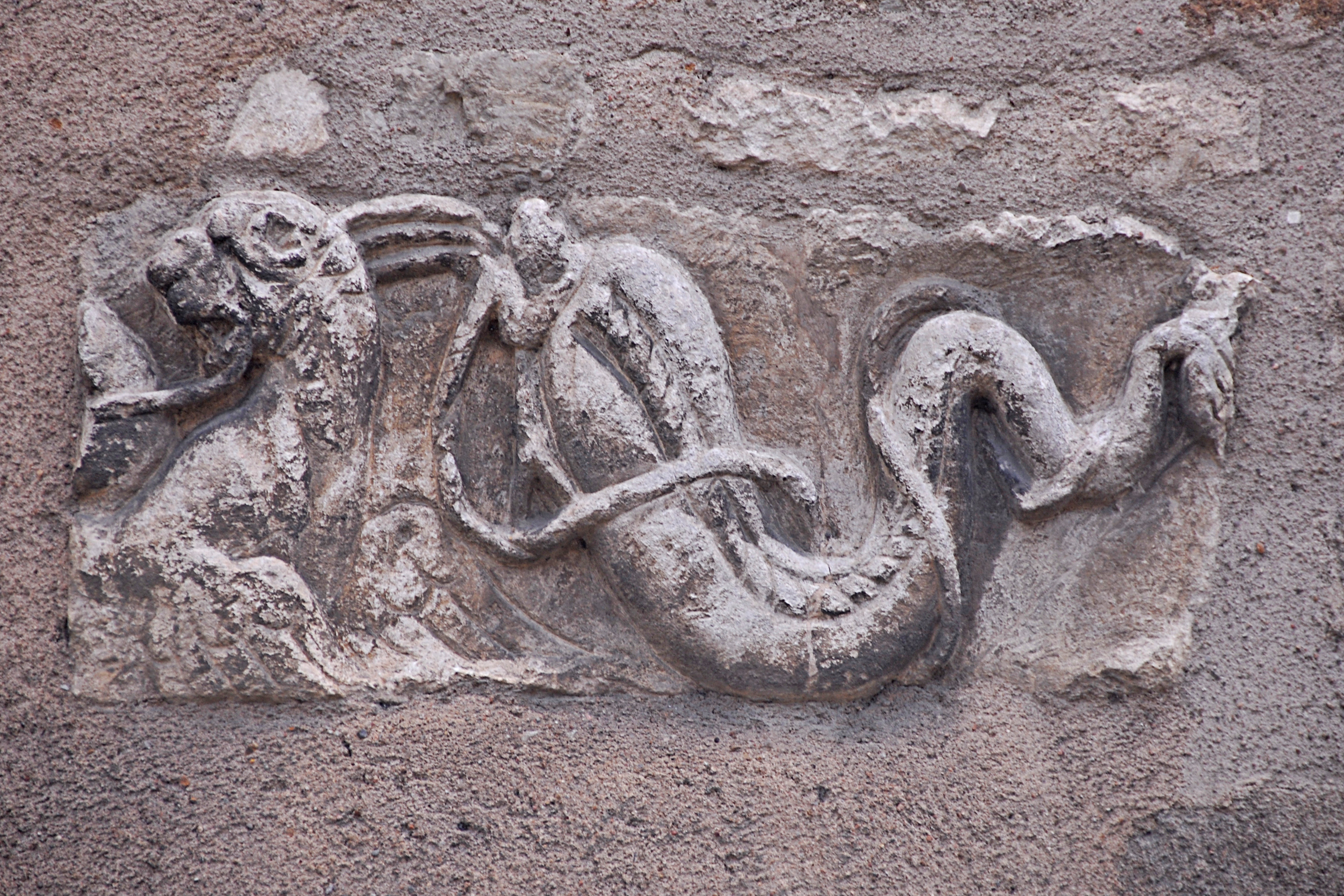
Rotunde, Relief neben Portal

#### Skulptur der Rotunde
Außenseitig im Wandabschnitt links neben dem Hauptportal ist etwas über Augenhöhe ein größerer Monolith aus fast weißem Kalkstein eingemauert auf dem ein tiefgründiges Relief skulptiert ist. Dargestellt ist offensichtlich links ein geflügeltes Seeungeheuer und rechts ein Wasser speiender Delphin mit gewundenem Körper. Über seine Herkunft gibt es keine gesicherten Aussagen. Es ist möglicherweise der Ersatz eines gallorömischen Werkes oder eine mittelalterliche Kopie (karolingisch bis romanisch) nach antikem Vorbild.
Bei den Kapitellskulpturen innerhalb der Rotunde unterscheidet man zwei Schulen. Bei der ersten handelt es sich um wiederverwendete ehemalige Kapitelle, die nachträglich an den Füßen halbrunder Dienste und um diese herum eingefügt worden sind. Es gibt einige Exemplare hochwertiger Skulptur, etwa die eines Zentaur, der auf einen Bogen geformt ist, oder skulptierte Basen, die auf vorromanische Traditionen zurückgehen.

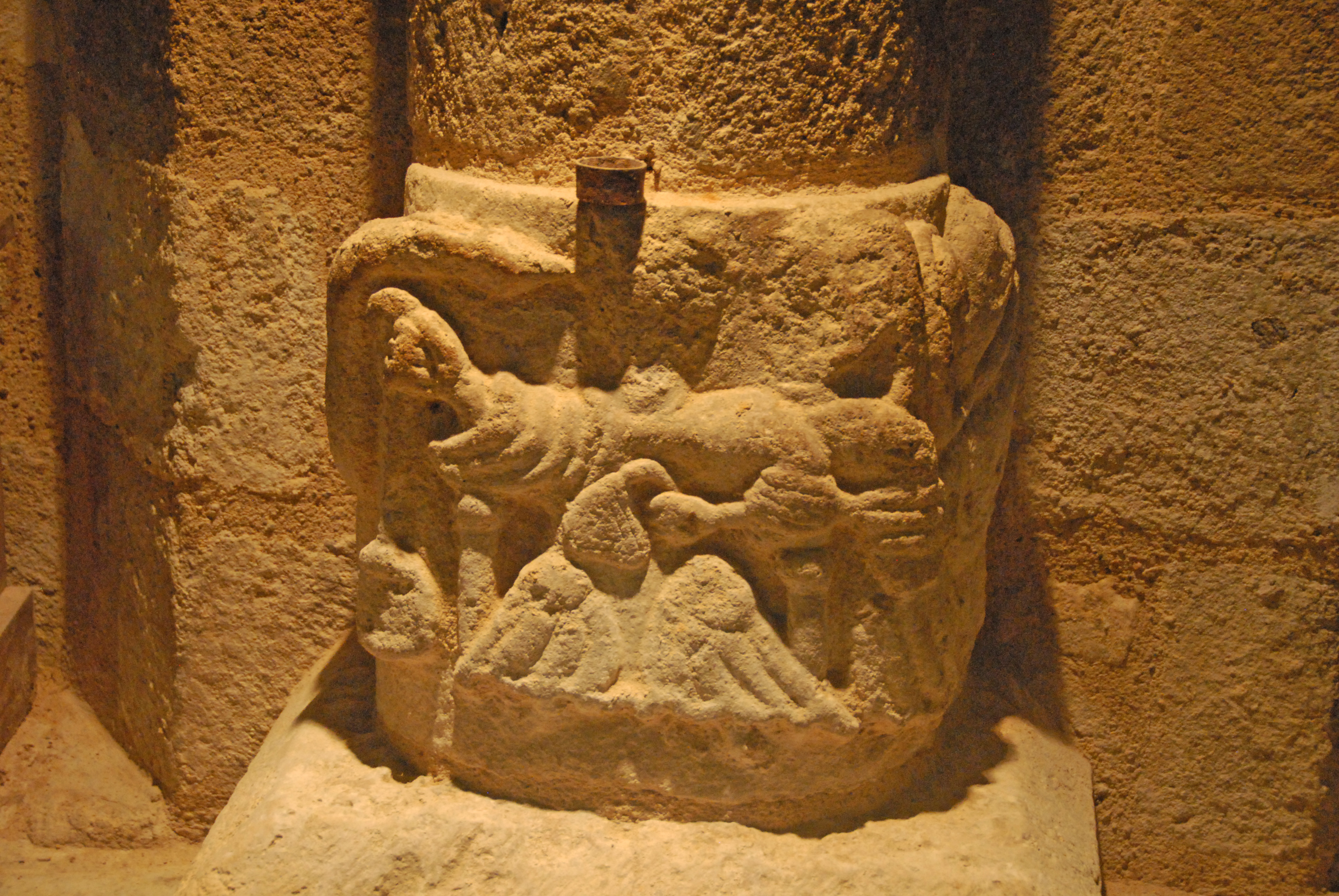
Rotunde, Dienstbasis, Geiz
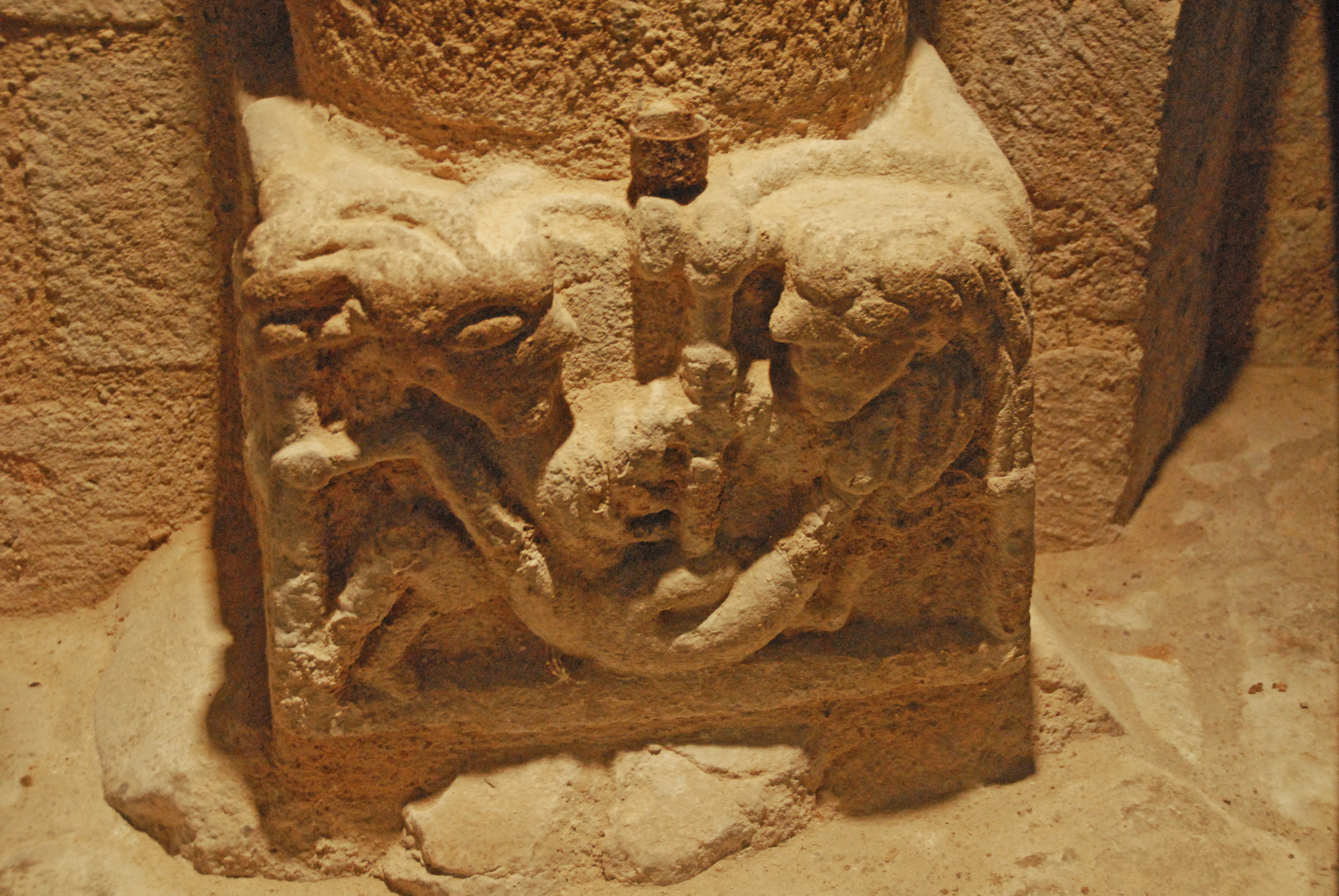
Rotunde, Dienstbasis

Die zweite Schule findet man in den Skulpturen auf den elf Kapitellen im Erdgeschoss, die direkt an die große Tradition von Fleury in Saint-Benoît-sur-Loire anknüpfen. Man schuf in diesem Ensemble verschiedene Typen: korinthische, fantastische Tiere und menschliche Gesichter. In diesen Bildern sind die bekannten Auseinandersetzungen zwischen Gut und Böse zu erkennen, zwischen Tugenden und Laster, zwischen Mensch und Tier. In ihnen symbolisieren Katzen die Häresie, die Lüge, lebt von Verbindungen, dargestellt von pflanzlichen Bändern oder Ranken, die Rede der Weisen, symbolisiert durch bärtige Männer, oder die Mächtigen der Erde, als hockende Atlanten. Einige Tiere prangern den Luxus an, während andere mit offenem Mund an die Schlemmerei erinnern. Monster ernähren sich von umgekehrten Lilien (fr. Fleur de Lys), was die Verunreinigung darstellt, gegen die unerschütterlichen Gesichter von Frauen in Weisheit. Die Lage dieser fürchterlichen Figuren auf den Kapitellen der Kirche, auch in der Basilika, erinnern an die gut bewachten Pforten des Himmels, und es ist schrecklich, sie zerbrechen.

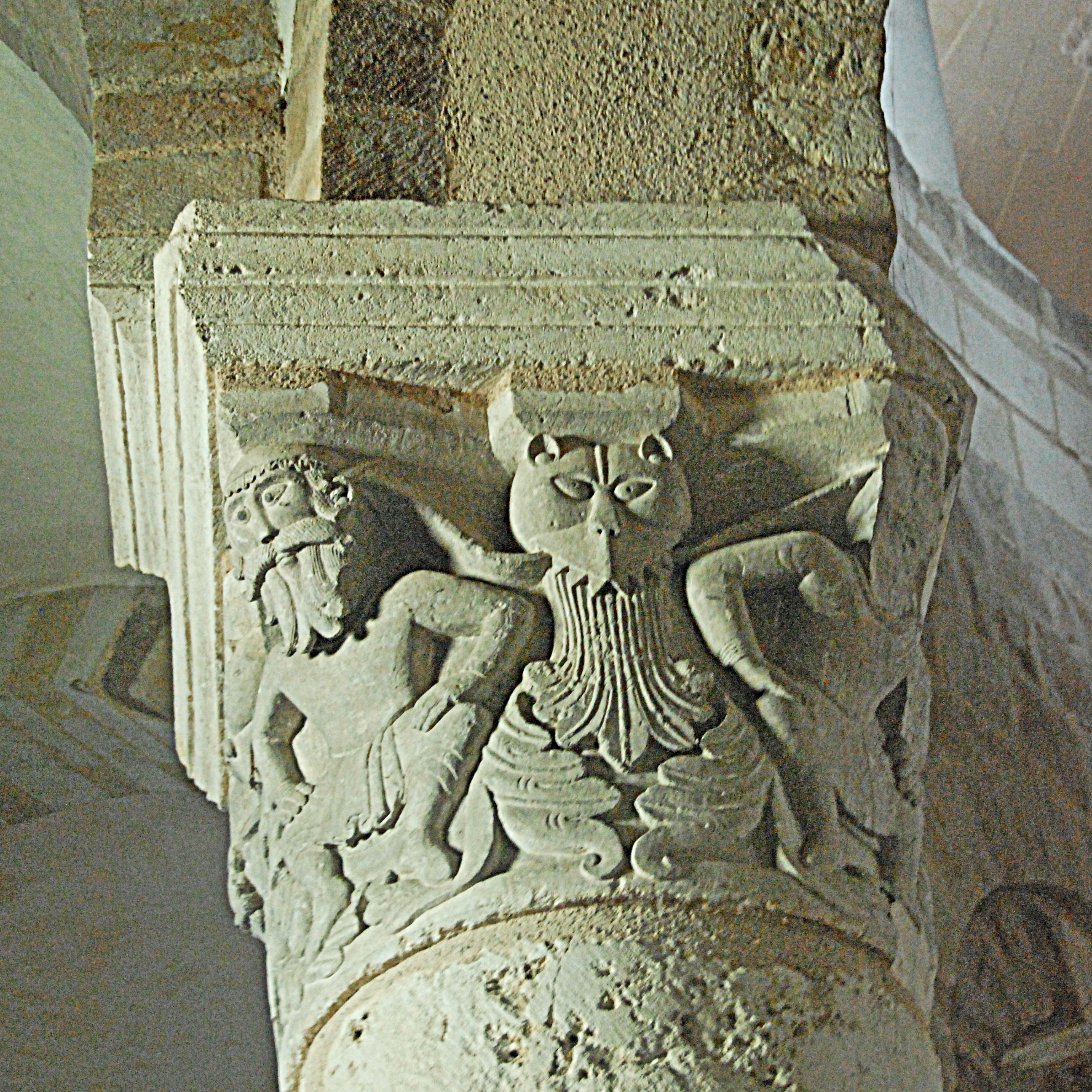
Rotunde, Kapitell, Monster, bärtige Männer
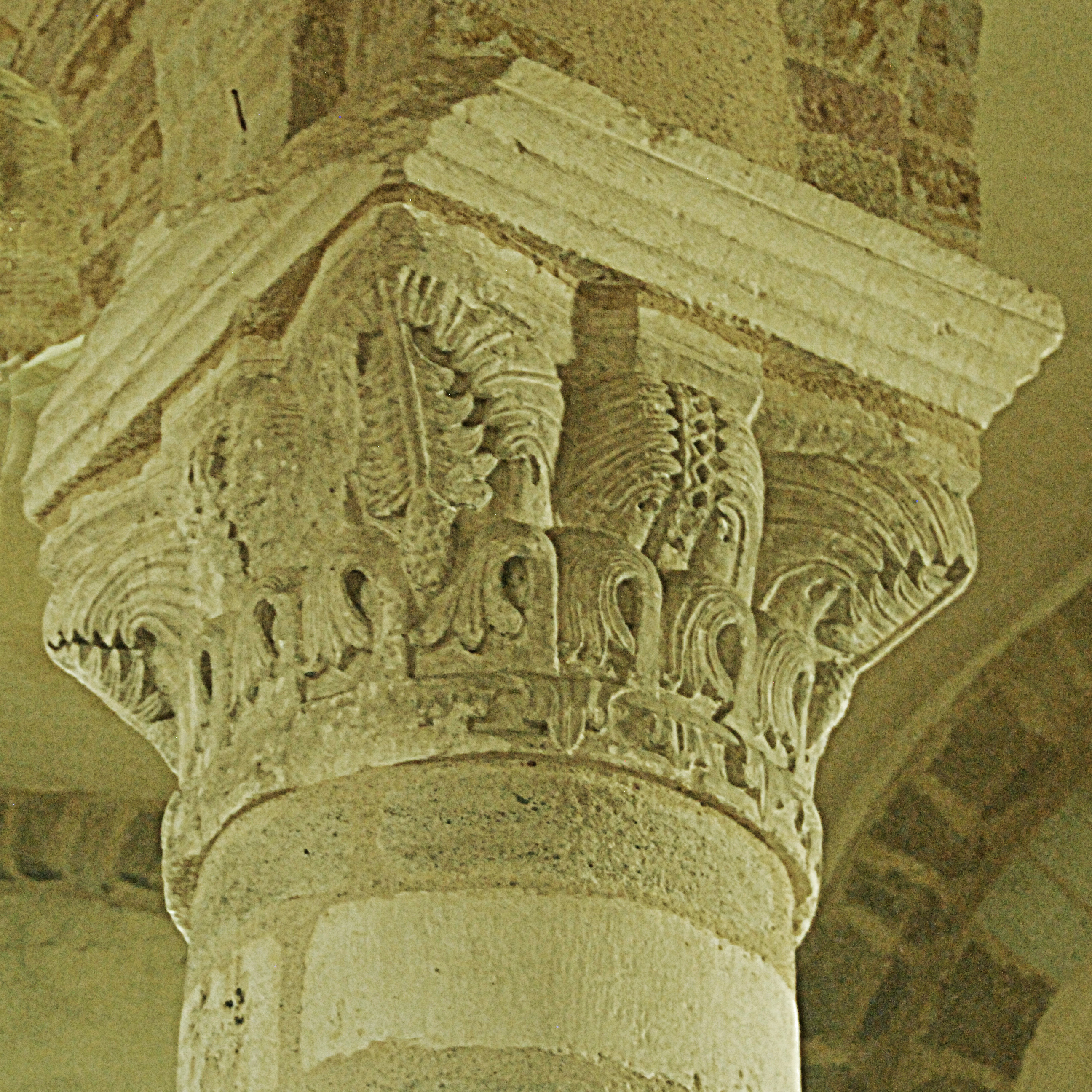
Rotunde, Kapitell, pflanzl. Skulptur

An einigen Kapitellen findet sich eine regionale Besonderheit. Zwischen Kapitell und Säulenschaft befindet sich üblicherweise ein ringförmiges Band oder Wulst. Hier jedoch verdoppelt sich das Band, zwischen und über denen sich pflanzliche Motive entwickeln.

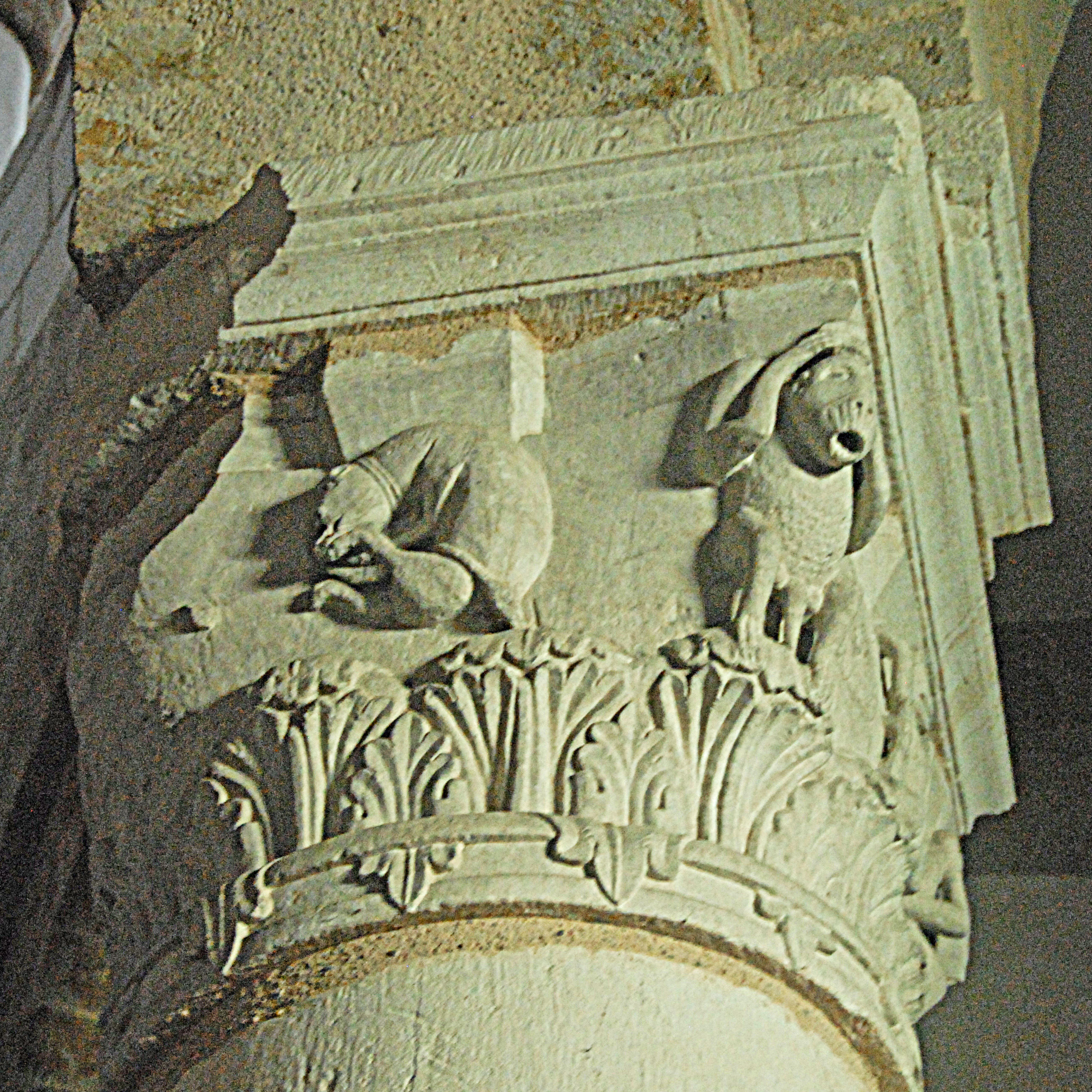
Rotunde, Kapitell, Fabelwesen
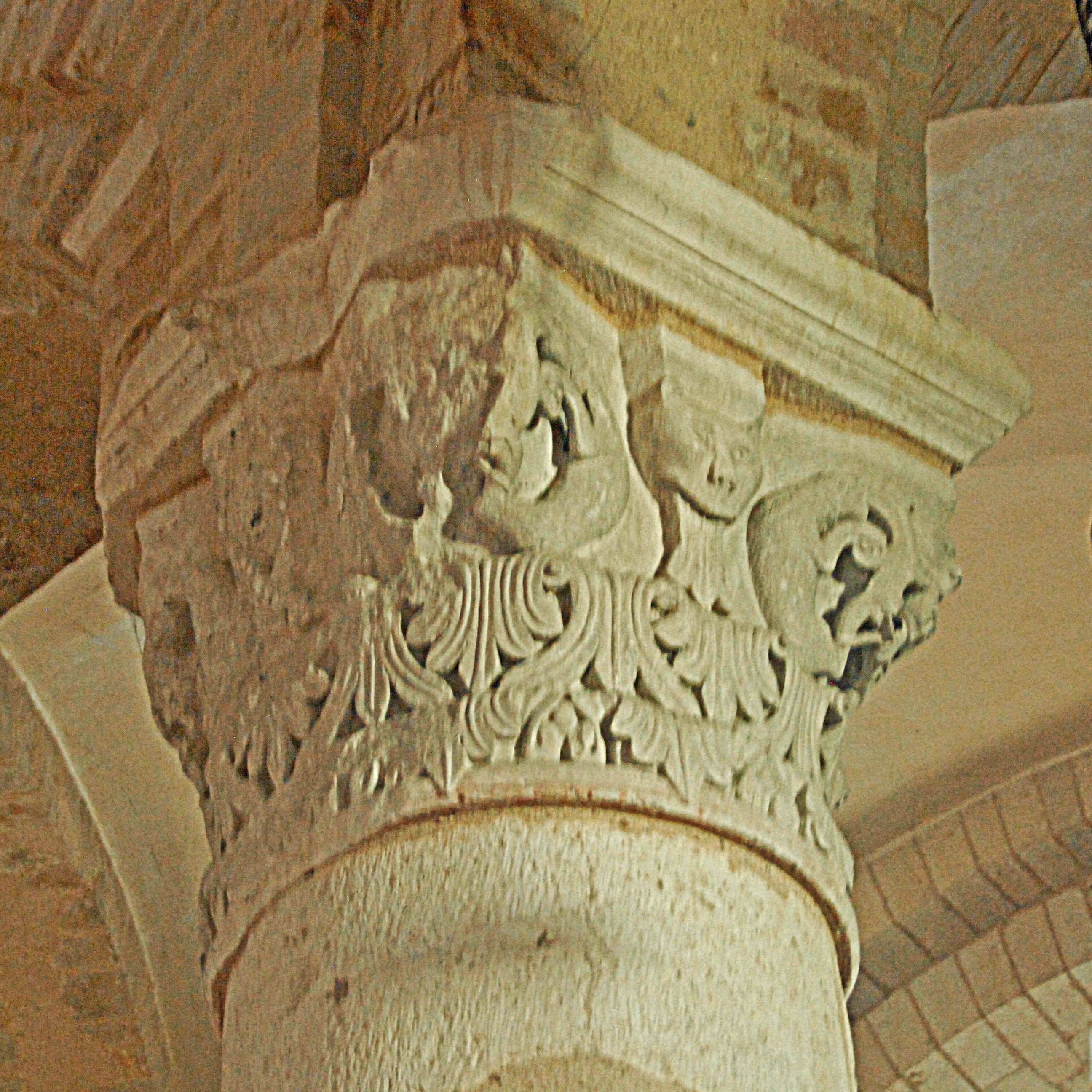
Rotunde, Kapitell, Monster
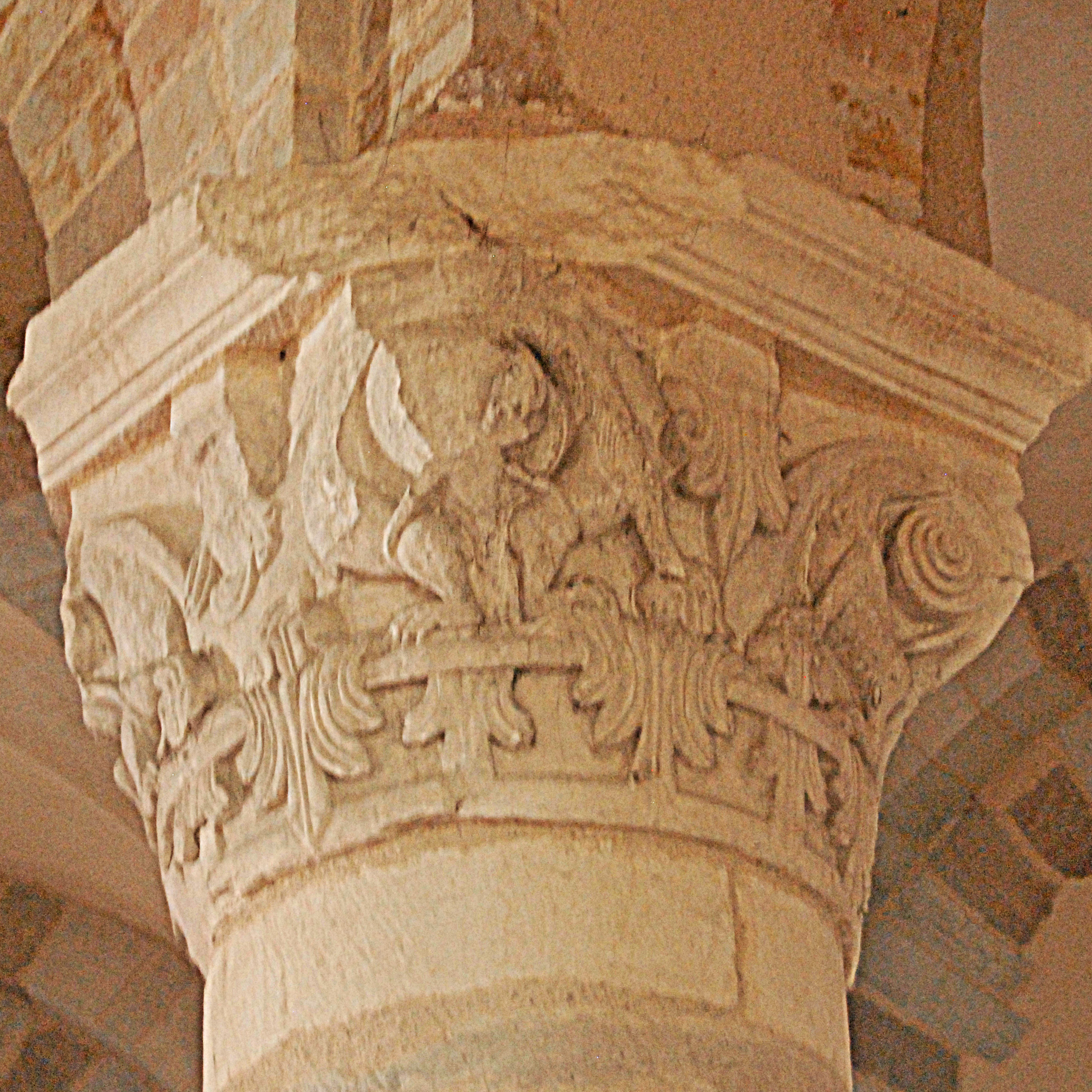
Rotunde, Kapitell, Fabelwesen
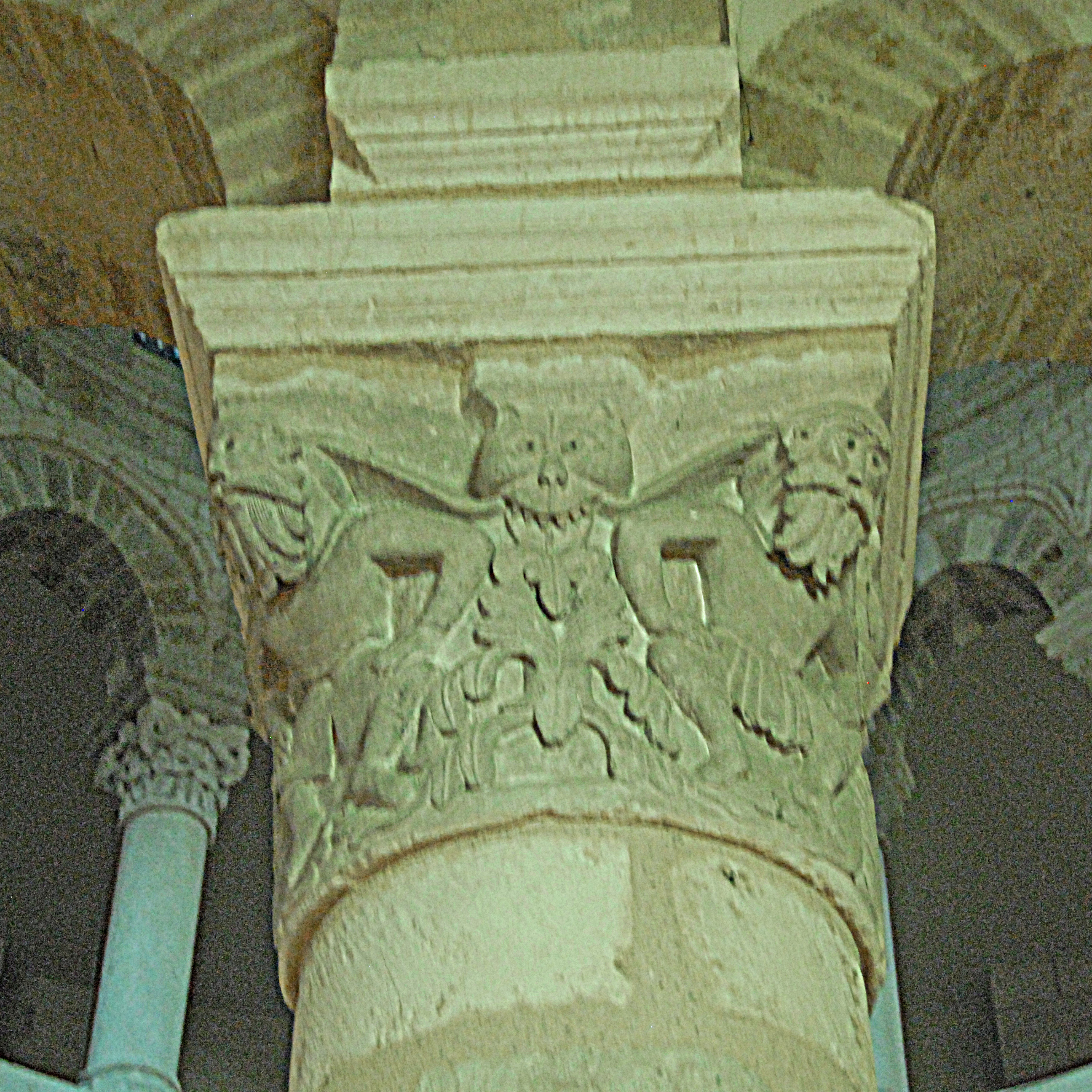
Rotunde, Kapitell, Monster u. weise Männer
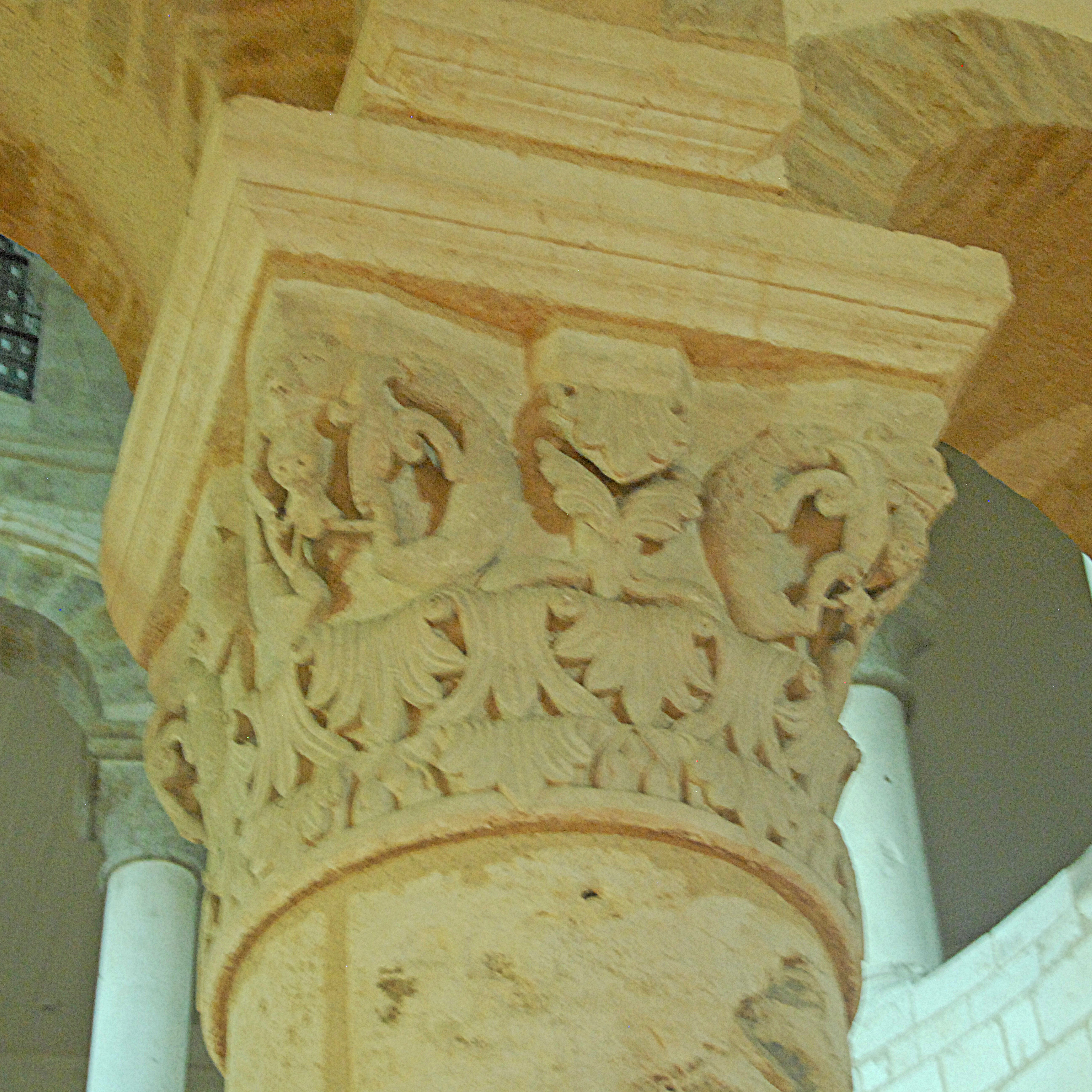
Rotunde, Kapitell, pflanzl. Skulptur
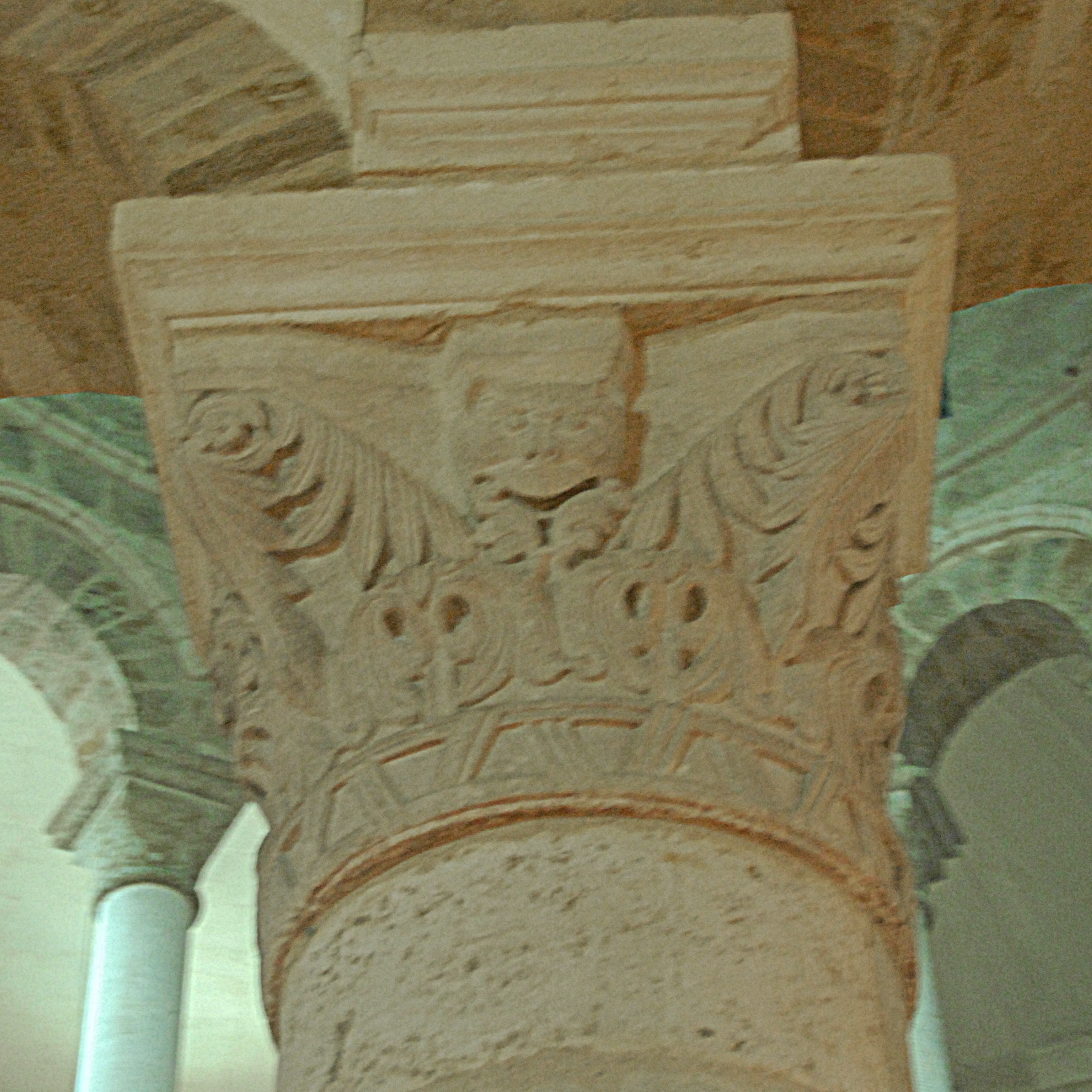
Rotunde, Kapitell, Monster im Rankenwerk
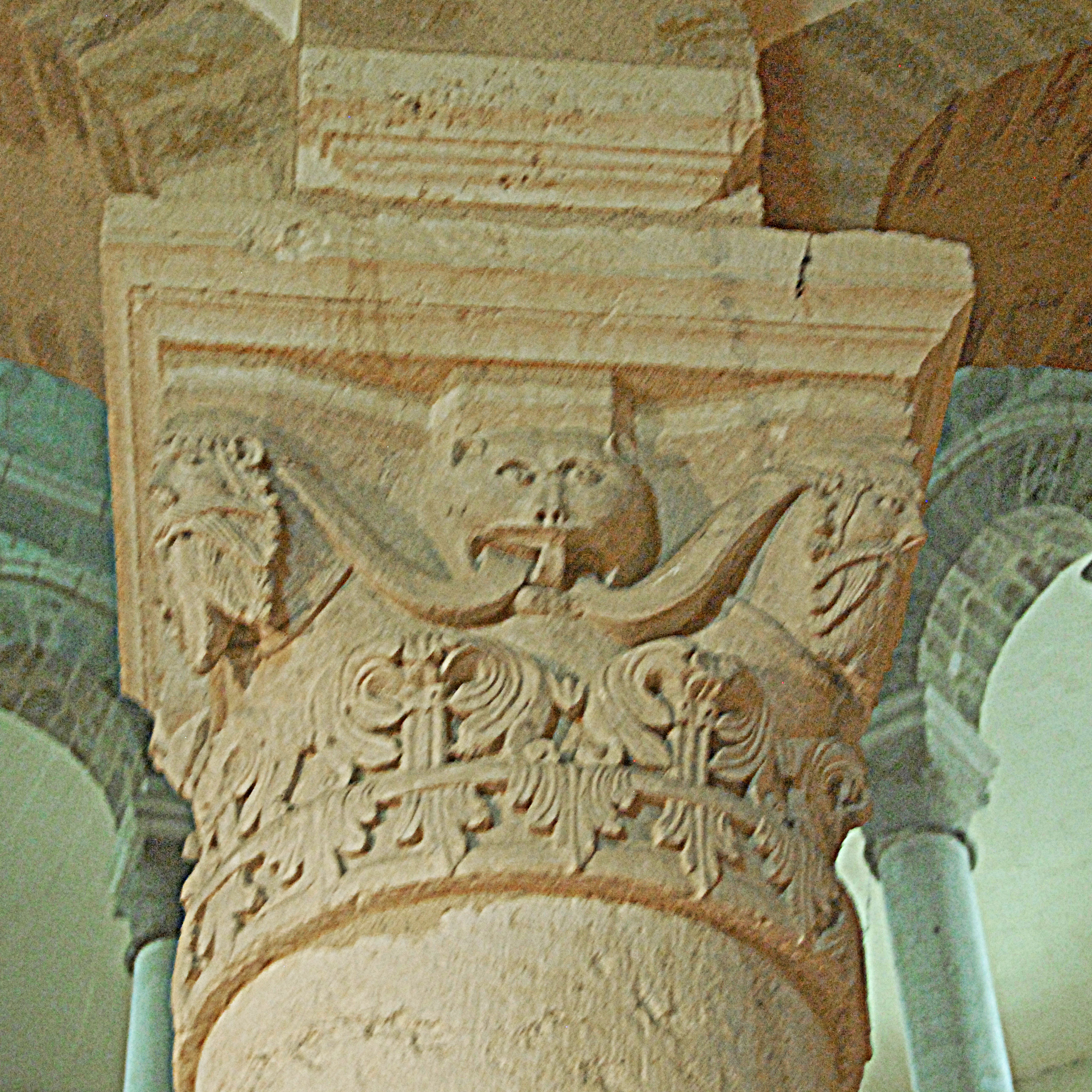
Rotunde, Kapitell, Monster, bärtige Gesichter
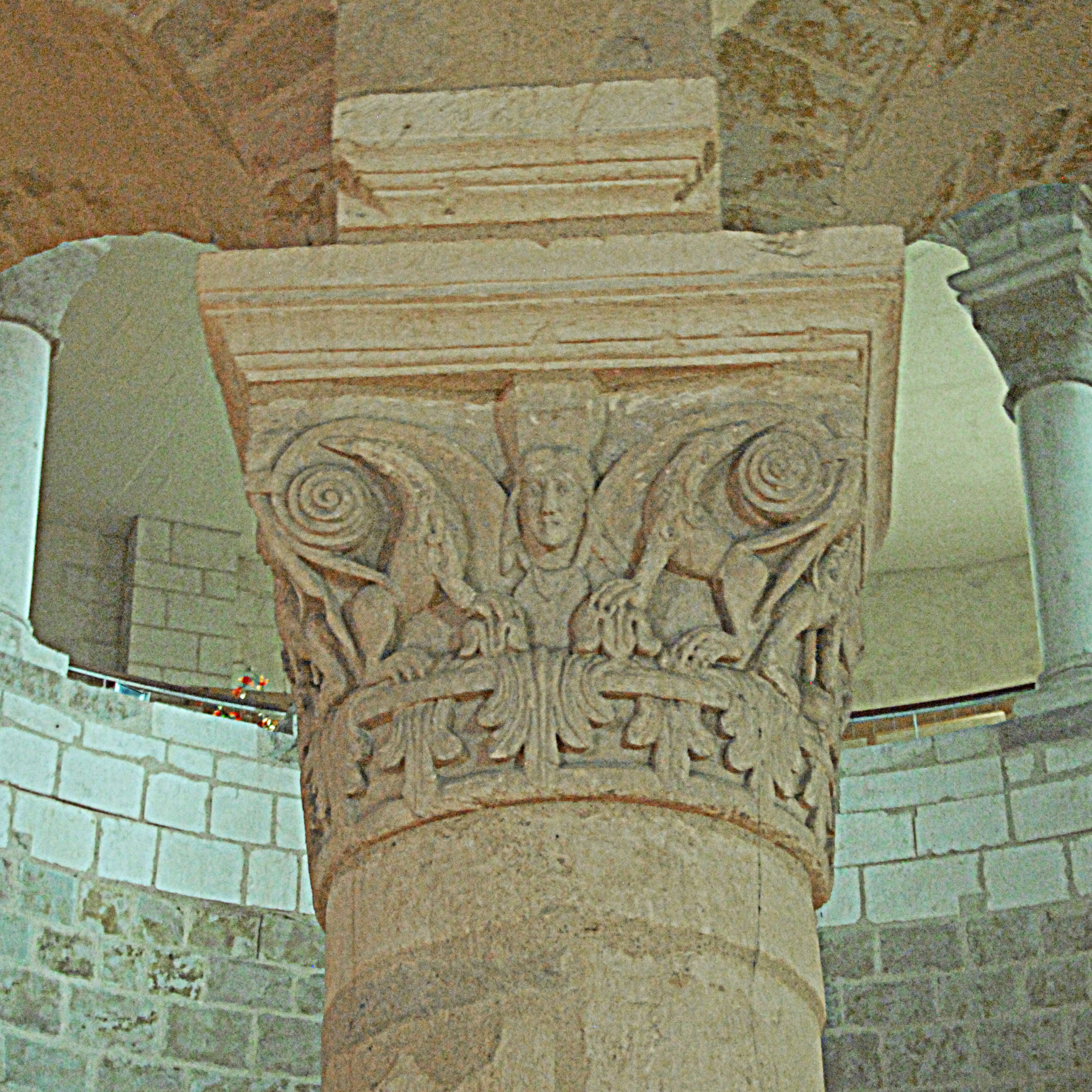
Rotunde, Kapitell, Gesicht u. 2 Vierbeiner

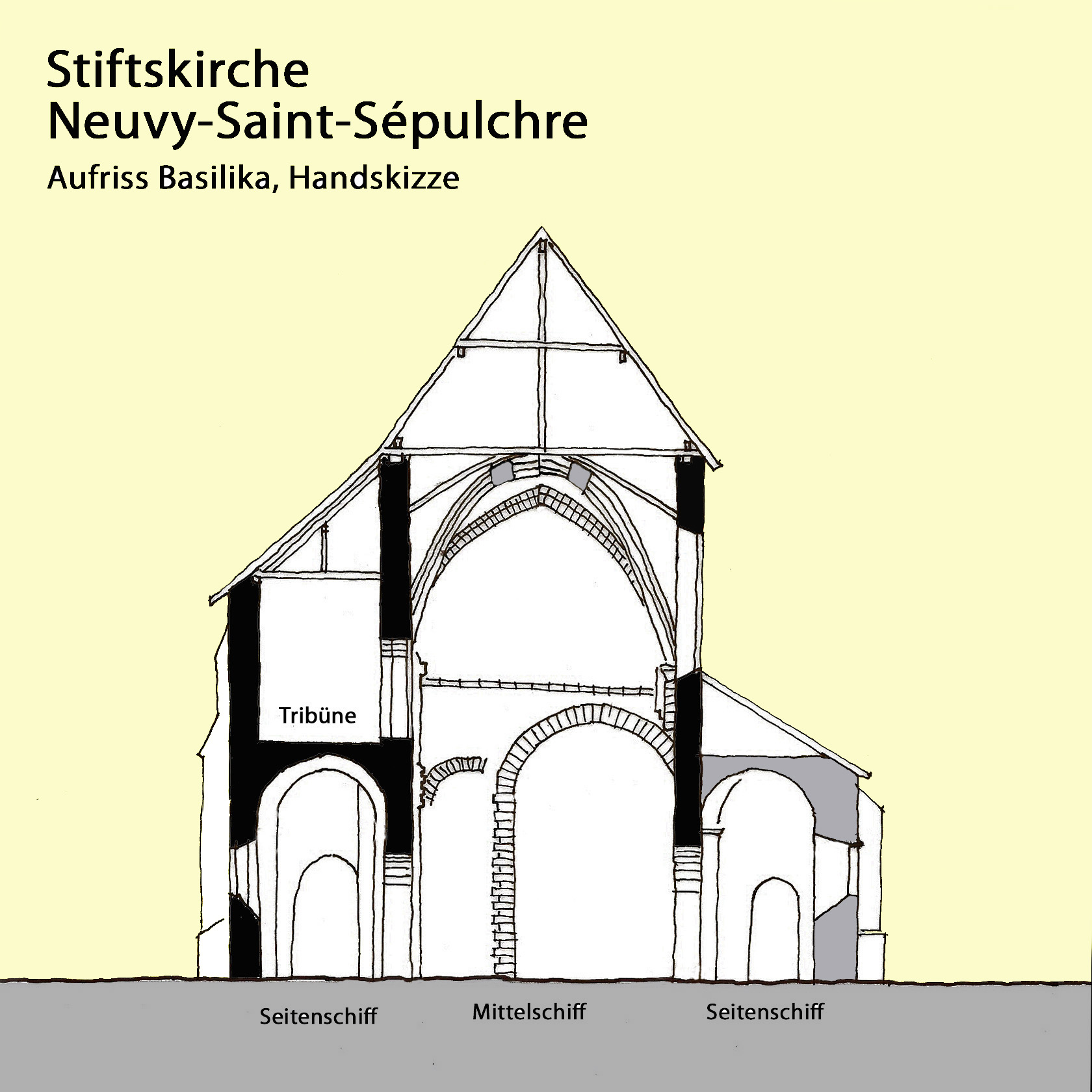
Stiftskirche Neuvy-St.-Sépulchre, Aufriss Basilika, Handskizze

### Basilika

#### Äußere Erscheinung
Das heutige Langhaus der Basilika steht auf dem klaren Grundriss eines Rechtecks im Verhältnis von etwa 1 zu 1,4. Die Basilika besitzt weder ein Querhaus noch ein ausgeprägtes Chorhaupt mit Apsiden. Der Chorabschluss besteht über die ganze Langhausbreite und in ganzer Höhe der Ortgänge aus einer planen Wand. Die Dreischiffigkeit, aus breitem Mittelschiff mit zwei schmalen Seitenschiffen, erkennt man bereits von außen. Das Mittelschiff wird in ganzer Länge von einem Satteldach überdeckt mit gut 50 Grad Neigung. Über den Seitenwänden des Mittelschiffs knicken dann die Dachflächen geringfügig ab, um über den Seitenschiffen in Schleppdächer mit 45 Grad Dachneigung überzugehen. Die Dachflächen sind mit roten Ziegelschindeln eingedeckt. An den etwas auskragenden Traufen ohne Gesims sind kupferne Regenrinnen montiert, von denen das Regenwasser über Regenfallrohre kontrolliert abgeleitet wird. Man erkennt ebenso von außen, dass die Seitenschiffe einmal gänzlich zweigeschossig gewesen sind. Auf der Nordost- oder Straßenseite fehlt etwa zwei Drittel des Tribünengeschosses. In diesem Bereich ist das Seitenschiff unmittelbar von einem Pultdach mit etwa 30 Grad Neigung überdeckt.

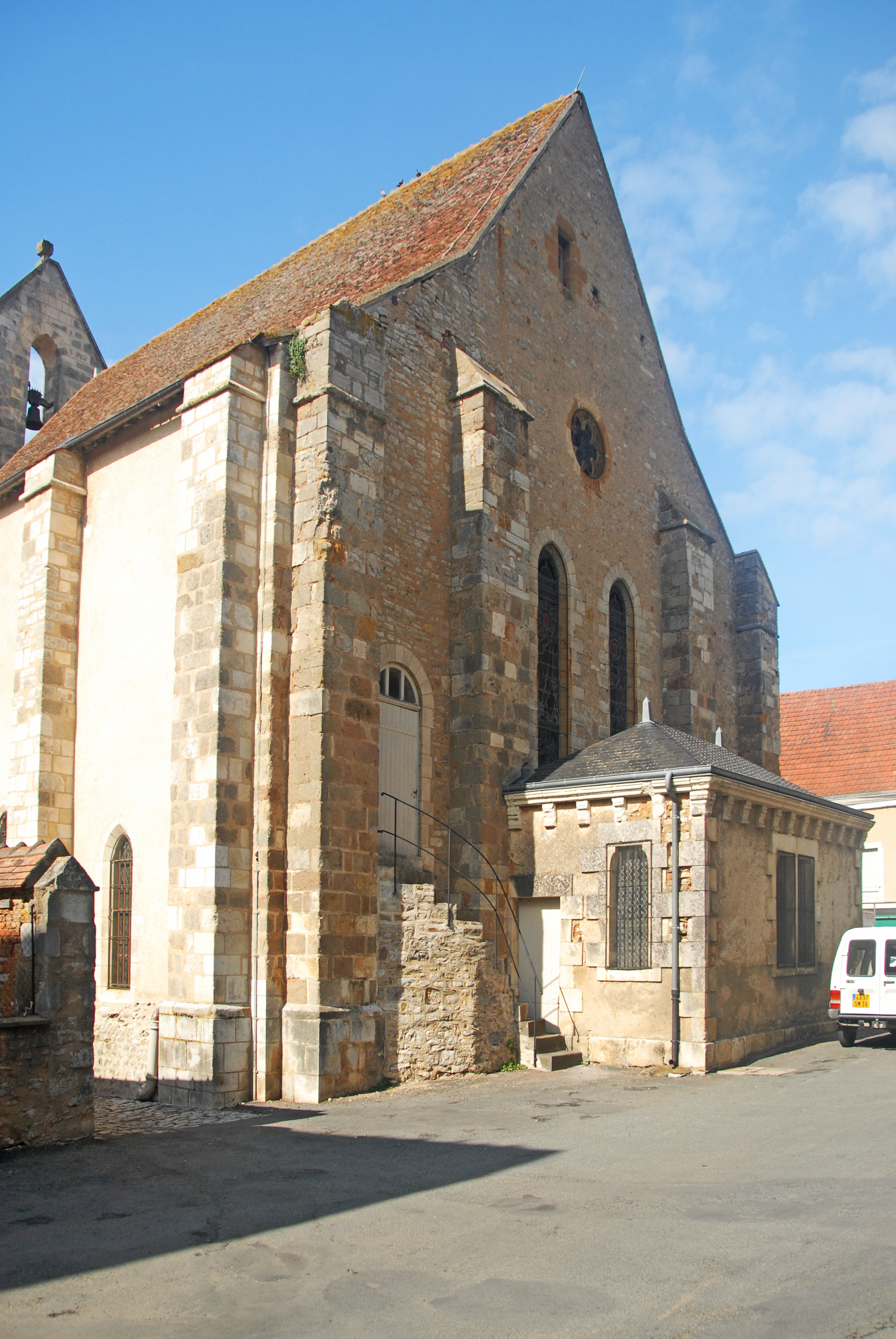
Basilika, Südost-Seite von Süden
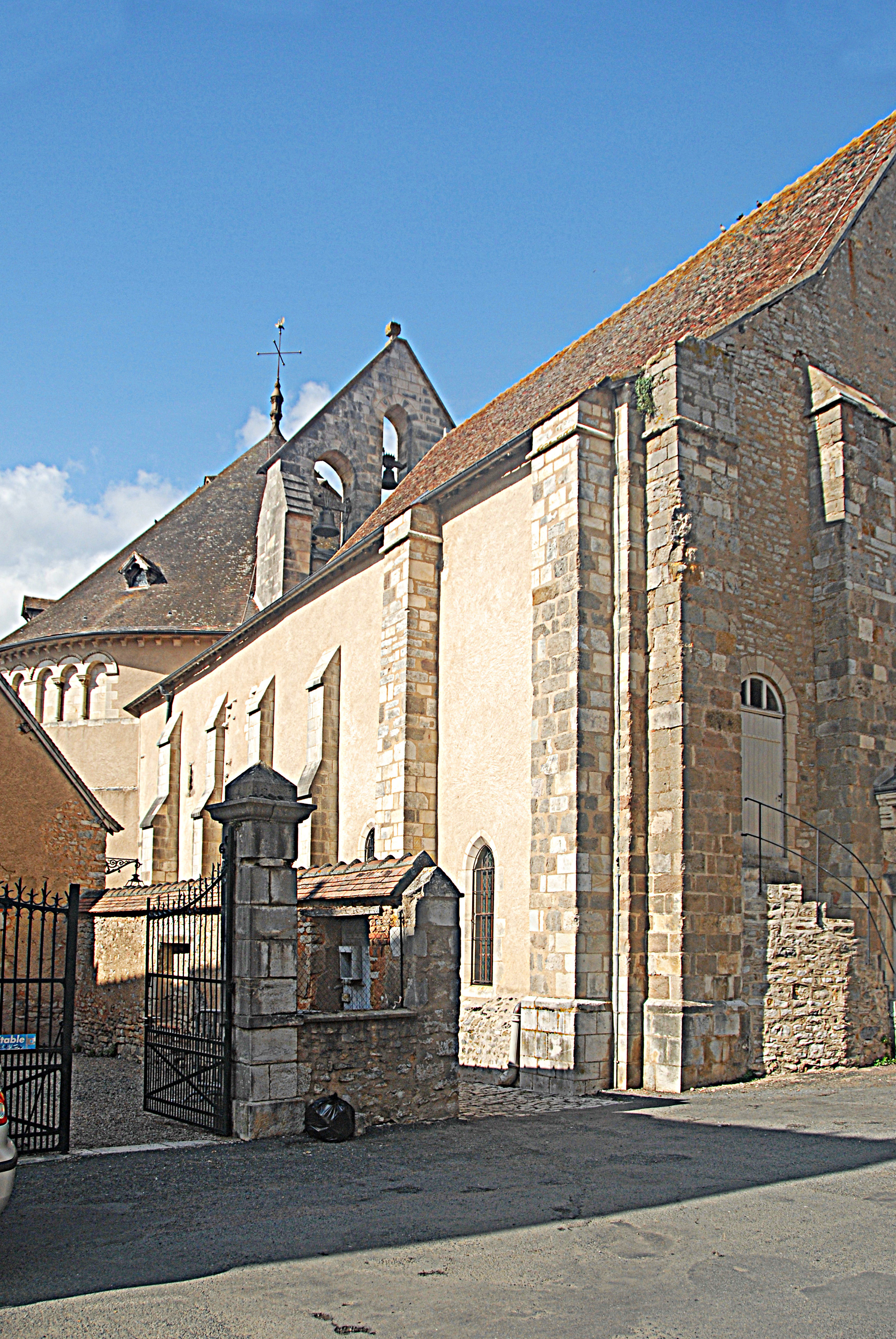
Südwest-Seite von Süden
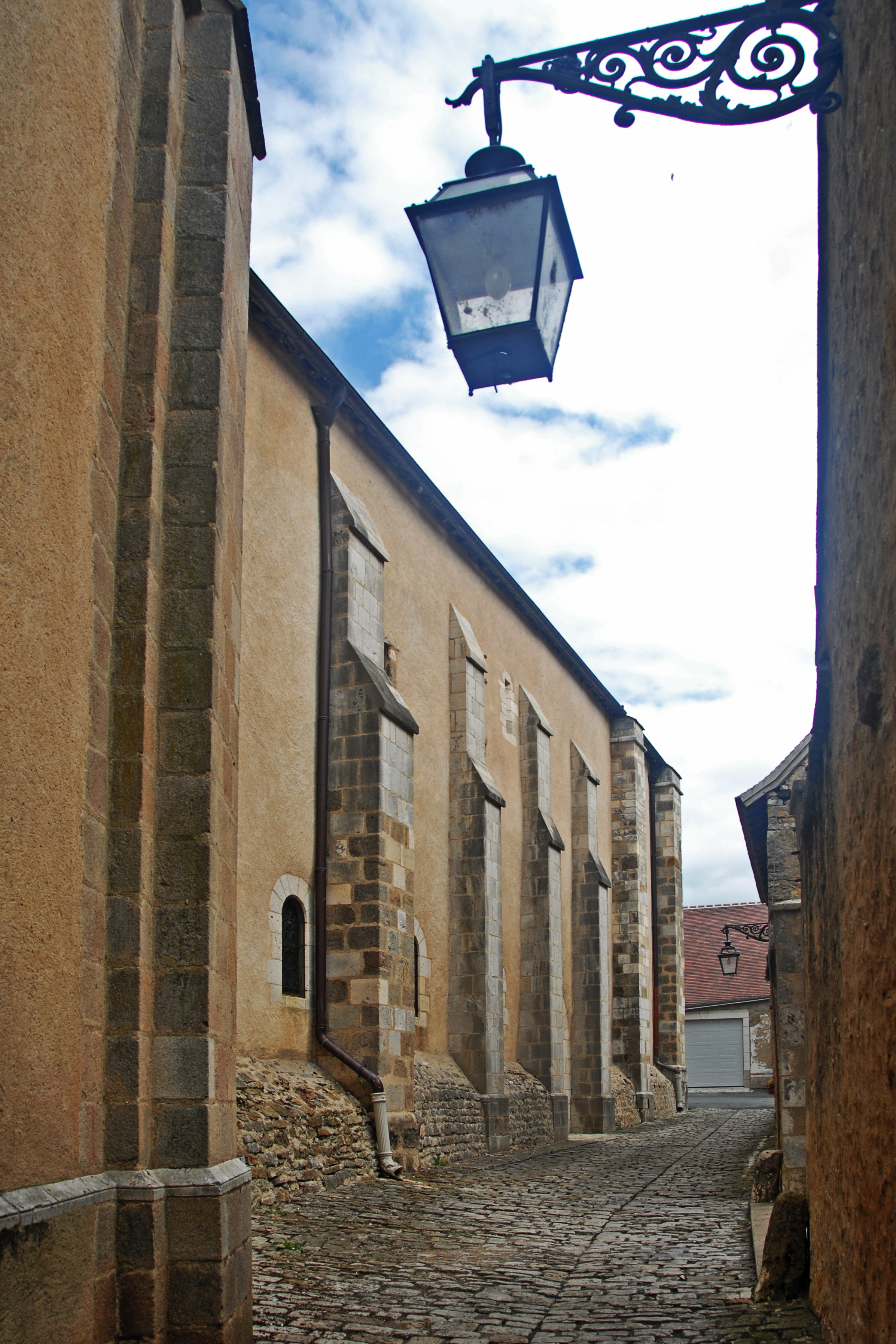
Basilika, SW-Seite von NW

Die Längswände der Basilika stoßen an ihrem nordwestlichen Ende stumpf gegen die Rundung der Außenwand der Rotunde. Die seitlichen Außenwände des Langhauses sind vertikal von Strebepfeilern in sechs Joche unterteilt, was der ursprünglichen inneren Unterteilung in fünf Joche entspricht. Es ist lediglich beim Zusammenschluss der beiden Kirchengebäude ein sechstes hinzugekommen. Auf der südwestlichen Seite, auf der die Tribüne durchgehend erhalten ist, sind die ersten fünf Joche (ab der Rotunde) von vier schlanken Strebepfeilern unterteilt, die etwa bis dreiviertel der Wandhöhe hinaufreichen, welche etwa in halber Wandhöhe deutlich zurückspringen und von steil geneigten Oberseiten abgeschlossen werden. Das letzte Joch wird von zwei deutlich massiveren Strebepfeilern begrenzt, die über die gesamte Wandhöhe bis unter die auskragenden Dachtraufen hinaufreichen. Die Pfeiler weisen an ihrem Fuß vorspringende Sockel auf. Die Zwischenräume der Pfeiler in etwa 1,50 m Höhe und bis in fast ganzer Pfeilertiefe mit Bruchsteinmauerwerk aus Feldsteinen ausgefüllt, deren Frontseiten leicht ausgerundet und oben steil abgeschrägt sind. In den Wänden zwischen den Pfeilern sind in den Jochen eins bis drei und fünf kleine rundbogige Fenster ausgespart, in Joch sechs ein größeres Fenster mit angespitztem Bogen und in Joch vier ein rundbogiges Portal.
Auf der gegenüberliegenden Seite des Langhauses sind die ersten vier Joche durch schlanke Strebepfeiler unterteilt, die mit ihren abgeschrägten Oberseiten bis knapp unter die Traufe des erdgeschossigen Seitenschiffs reichen. Die nächsten beiden aber zweigeschossigen Joche sind mit deutlich kräftigeren Strebepfeilern in ganzer Wandhöhe unterteilt, entsprechend denen des letzten Jochs der gegenüber liegenden Seite. Zu beachten ist, dass die Tribünengeschosse, bis auf zwei kleine Ausnahmen, je ein winziges Fensterchen auf beiden Seiten des Langhauses, ohne jede direkte Belichtung über Fenster auskommen müssen. Die Strebepfeiler weisen wieder die vorspringenden Sockel auf. Im ersten Joch ist eine rundbogige Tür ausgespart, im zweiten ein kleines rundbogige Fenster, in den Jochen fünf und sechs je ein größeres Fenster mit angespitztem Bogen. Auf dem frei liegenden Wandabschnitt des Mittelschiffs, oberhalb des Pultdachs des Seitenschiffs, gibt es nur einen Strebepfeiler zwischen den größeren gotischen Jochen eins und zwei. In der Mitte der beiden Joche ist je ein großes Fenster mit angespitztem Bogen gestemmt worden.
Die plane Giebelwand bildet den südöstlichen Abschluss des Langhauses und reicht bis unter die Steinplattenabdeckung der entsprechend den Dachneigungen abgeschrägten Ortgängen, die die Dachflächen nur geringfügig überragen. Die äußeren beiden kräftigen Strebepfeiler sind von den Kanten der Giebelwand leicht eingerückt und oberseitig, bündig mit den Ortgangabdeckungen, seitwärts abgeschrägt. In Verlängerung der Seitenwände des Mittelschiffs stehen ebensolche Strebepfeiler, deren Oberseiten nach außen abgeschrägt sind. Zwischen ihnen sind zwei sehr hohe schlanke Fenster mit angespitzten Bögen ausgespart. Mittig darüber öffnet sich ein kreisrundes sogenanntes „Ochsenauge“ mit gotischem Maßwerk, in Art einer Blattrosette. Weiter oben im Giebeldreieck gibt es etwas außermittig ein kleines, schlankes, rechteckiges Fenster. Auf der Kopfseite des südwestlichen Seitenschiffs ist über knapp drei Metern Höhe eine rundbogige Tür ausgespart. Zu ihr führt eine gewendelte Steintreppe, die innen vermutlich noch etwas höher ansteigt, um über sie auf die südwestliche Tribüne zu gelangen.
Mittig vor der Giebelwand ist in der Neuzeit ein kleines Sakristeigebäude angebaut worden. Es besitzt einen rechteckigen Grundriss, der von Mitte zu Mitte der inneren Stützpfeiler und in der Höhe bis zu den Fensterbrüstungen reicht. Er wird von einem flach geneigten Walmdach mit Schiefereindeckung überdacht. Ein kräftiges auf der Sichtkante profiliertes Gesims ruht auf schlicht gestalteten Kragsteinen. Die Dachentwässerung erfolgt wie bei der Kirche. Auf der Südostseite ist mittig ein großes rechteckiges Zwillingsfenster ausgespart, auf der Südwestseite ein rechteckiges Fenster und eine Zugangstür. Die Bauteil- und Öffnungskanten sind von leicht auftragenden Werksteinen in wechselnder Größe dekoriert.

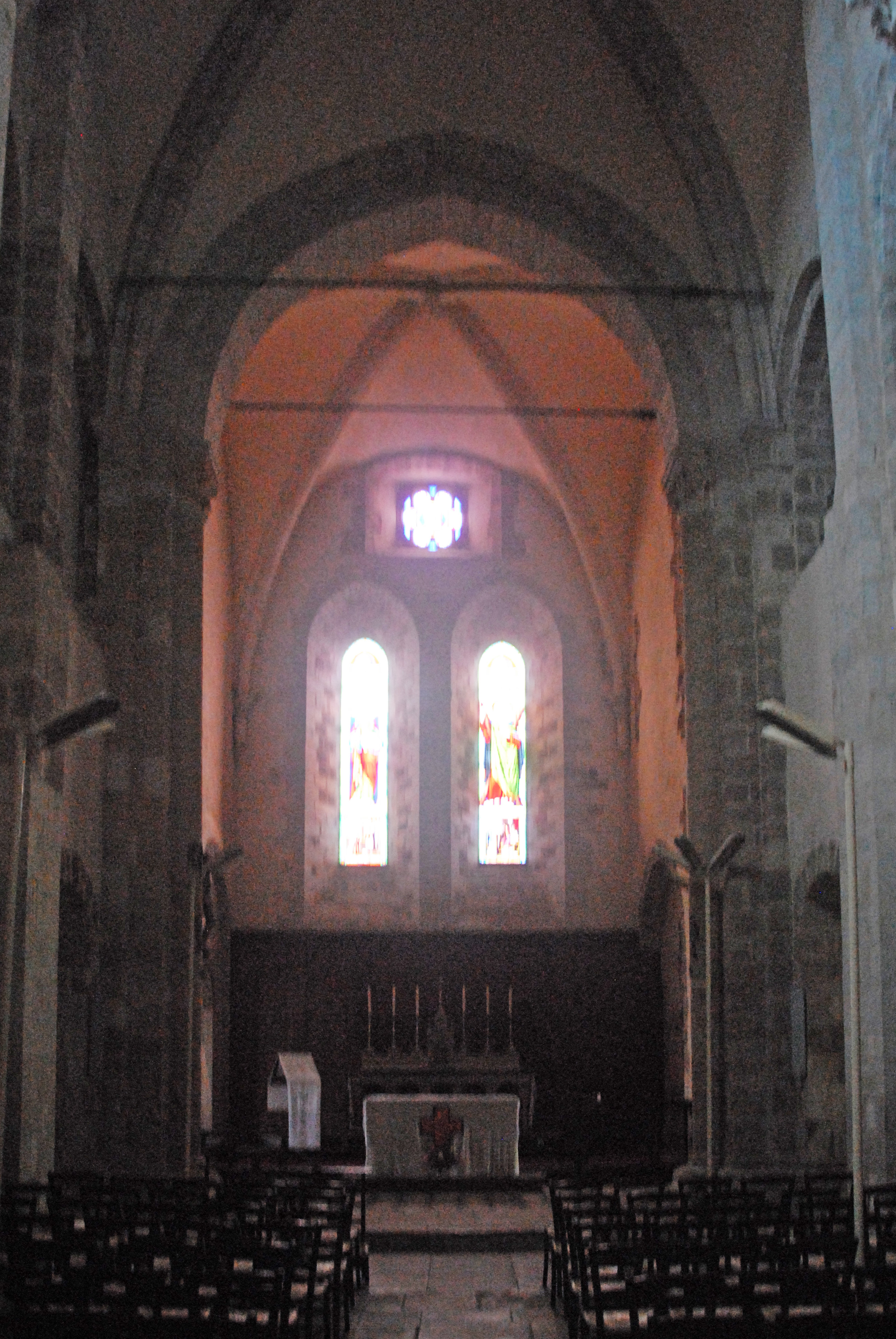
Basilika, Chor

Als Ersatz für den deutlich älteren, im Jahr 1899 eingestürzten Glockenturm ist 1923 eine Glockenwand errichtet worden. Sie ist so breit wie das kurz vor ihm endende Mittelschiff und steht auf dem südöstlichen Abschnitt der Außenwand der Rotunde. Sie wird an beiden Enden durch kurze Querwände begrenzt und ausgesteift, die in Verlängerung der Mittelschiffseitenwände aufragen, die auf beiden Seiten der Glockenwand oberseitig steil abgeschrägt sind. Die im Winkel der Dachflächen zu den Enden hin abgeschrägten Oberseiten der Glockenwand sind mit flachen leicht auskragenden Steinplatten abgedeckt. Auf dem abgeflachte First der Wand steht eine Skulptur aus Stein, aus einem kurzen Stiel, auf dem eine gedrungene kreisrunde Walze auf der „Lauffläche“ aufsteht. Ihr Durchmesser entspricht ihrer Breite. Das Gebilde ist weiterhin mit Blüten dekoriert. In der Glockenwand sind drei schlanke hohe Öffnungen mit angespitzten Bögen ausgespart. Die innere ist schmaler und höher angeordnet als die beiden äußeren. In ihnen sind eine kleinere und zwei größere Glocken frei drehend aufgehängt.
Die Wandoberflächen auf der Südwestseite sind uni hell beigefarben verputzt. Auf den übrigen Wänden schauen einzelne Steine, Steingruppen und größere Partien des kleinformatigen Natursteinmauerwerks in wechselnder Färbung aus dem geschlämmten Putz hervor. Sämtliche Strebepfeiler, Bauteil- und Öffnungskanten sind aus großformatigen Werksteinen in unterschiedlicher Färbung sauber gefügt. Bei den Fenstern mit angespitzten Bögen weisen die Gewände teilweise Profilierungen auf.

#### Inneres der Basilika
Das heute erhaltene dreischiffige Langhaus steht auf einem nahezu rechteckigem Grundriss, dessen vierte Seite die äußere Oberfläche der gekrümmten Außenwand der Rotunde bildet. Das Mittelschiff ist mehr als doppelt so breit, wie die Seitenschiffe. Man vermisst eigentlich das sonst übliche Chorhaupt aus einer zentralen Chorapsis und den flankierenden Kapellenapsiden, eventuell auch ein Querhaus. Es fehlen bislang archäologische Untersuchungen, die genauen Umstände hätten klären können. Bekannt ist jedenfalls, dass die schlichte südöstliche Abschlusswand des gesamten Langhauses erst gegen Beginn des 15. Jahrhunderts errichtet worden ist, vielleicht als Ersatz für eine eventuell andere architektonische Situation (?).

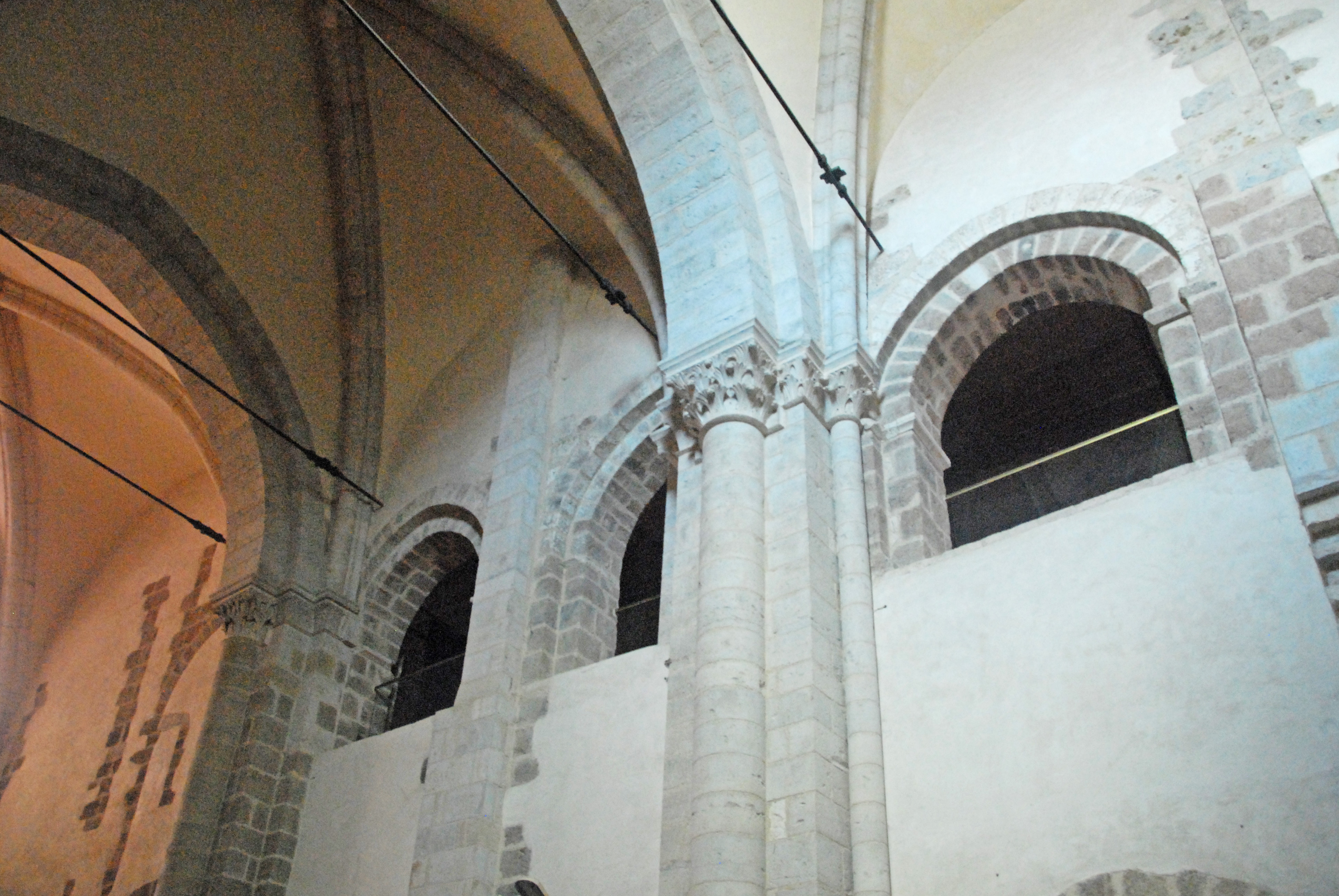
Basilika, Mittelschiff, Südwest-Wand, oben
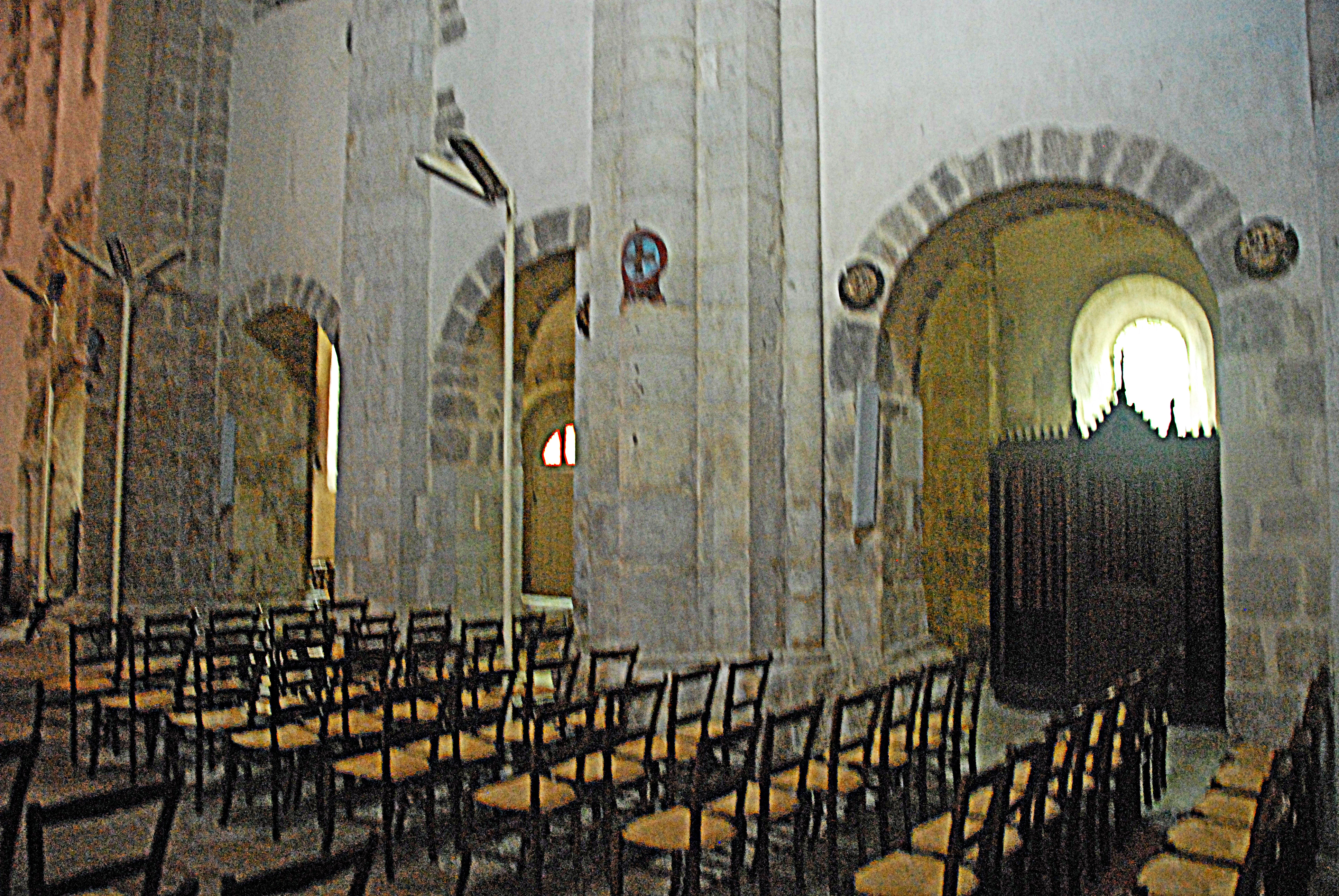
Basilika, Mittelschiff, Südwest-Wand, unten
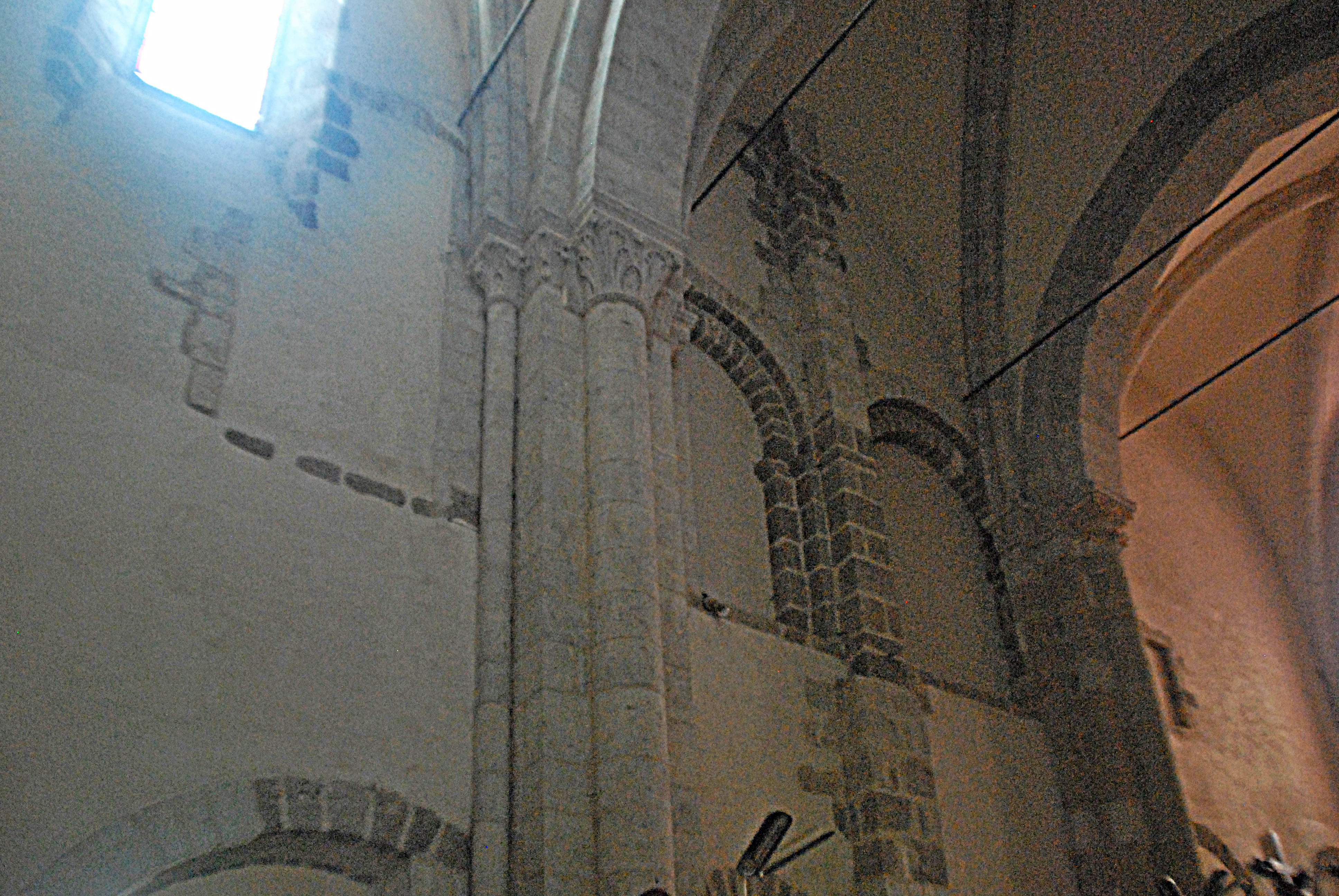
Basilika, Mittelschiff, Nordost-Wand, Joche 1–3
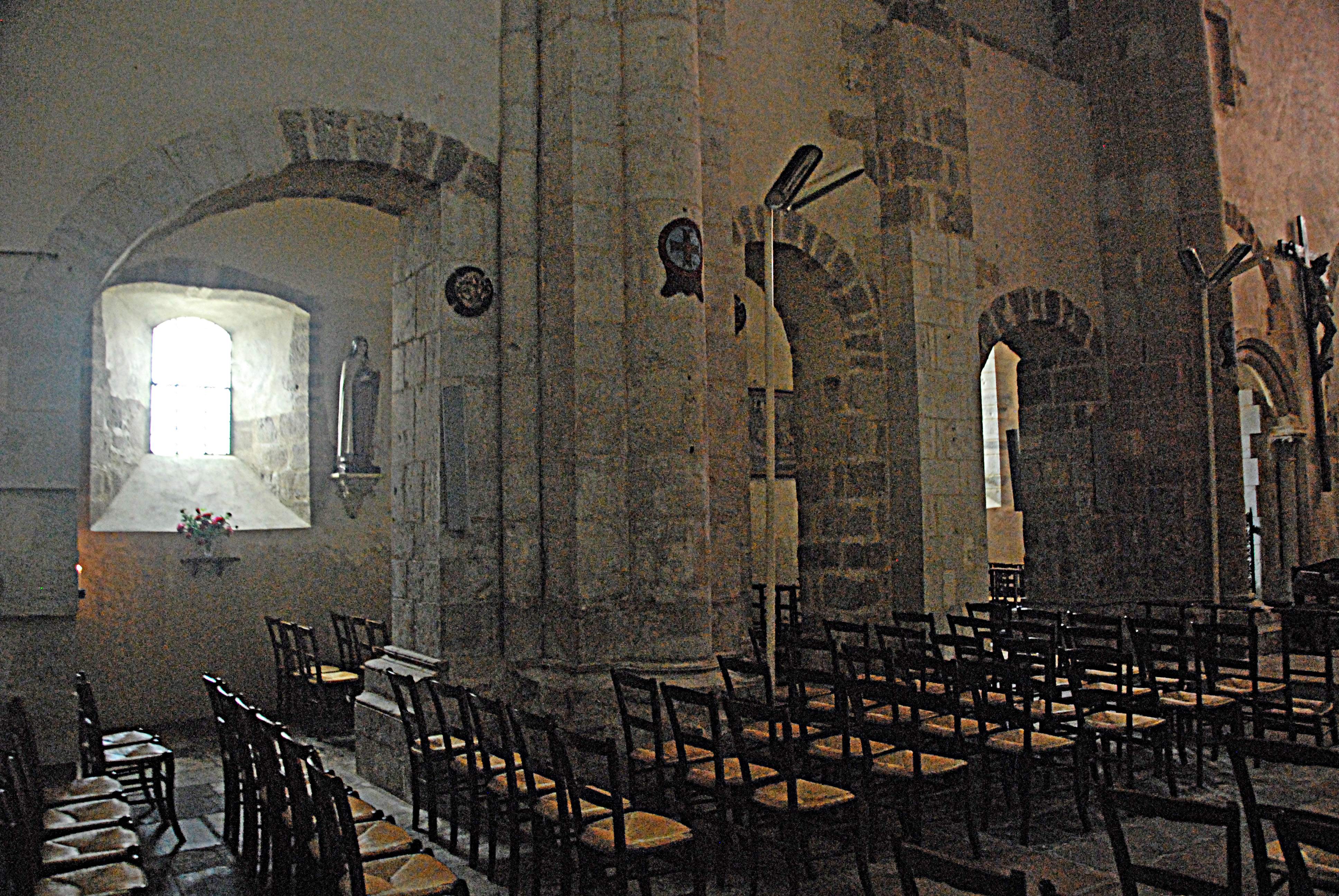
Basilika, Mittelschiff, Nordost-Wand, unten

Das heutige Mittelschiff zeigt das Ergebnis einer recht frühen Umwandlung der ursprünglich romanischen Architektur in gotische Stilelemente, von der überwiegend die Gewölbe betroffen waren. Aus den ursprünglich sechs Jochen, einschließlich des Anschlussjochs, wurden drei Joche, zwei rechteckige und ein quadratisches, das heutige Chorjoch. Die Verteilung der Gewölbelasten änderte sich dadurch beträchtlich und konzentrierte sich im Wesentlichen auf die Pfeiler in den vier Ecken des mittleren Jochs, die daraufhin wesentlich verstärkt werden mussten. Es entstanden nunmehr voluminöse Bündelpfeiler aus kreuzförmigem Grundriss, deren zum Mittelschiff weisenden Arme mit kräftigen halbrunden Diensten bestückt sind. In die beiden Innenwinkel daneben sind deutlich schlankere halbrunde Dienste gestellt. Die Pfeilerverstärkungen reichen auf der Scheidewand hinauf bis etwa in Höhe der Bogenansätze der Tribünenarkaden. Das obere Ende der Bündelpfeiler krönt jeweils ein Bündel von Kapitellen deren pflanzliche Skulptur sich über die Pfeilkanten hinweg entwickelt. Das Gleiche gilt für die aufliegenden profilierten Kämpferplatten. Alle Pfeilerverstärkungen stehen auf profilierten Basen und vorspringenden Sockeln in etwa einen halben Meter Höhe. Die Architektur der verstärkten Bündelpfeiler zeigt noch keine gotischen Stilelemente, sie sind allenfalls der Spätromanik, vielleicht noch der Frühgotik zuzuordnen.
Die neuen Joche sind getrennt von kräftigen leicht angespitzten Gurtbögen deren Kanten durch rechtwinklige Rückversätze aufgelöst sind. Auch sie gehören noch nicht zum gotischen Stil. Sie stehen auf den Kapitellen der vier Pfeilerverstärkungen. Ihre äußeren Kanten enden exakt über den Kanten der Pfeilerkerne, ihre inneren Kanten schließen ungefähr ab mit den Kapitellkämpfern der „älteren“ Dienste in Pfeilermitte. Die Joche werden überdeckt von vierteiligen gotischen Kreuzrippengewölben, deren Rippenenden auf den Kapitellen der jüngeren Dienste aufstehen. Die Rippen bestehen aus einem mittleren Dreiviertelrundstab der von flach gekehlten Profilen begleitet wird, die wiederum von schmalen tiefgründigen Kehlen getrennt sind. Ihre Schlusssteine bestehen aus kreisrunden Scheiben im Durchmesser der Dreiviertelrundstäbe der Rippen, die mit einer Rosette dekoriert sind. Von ihr gehen in Richtung der Rippen kurze angeforme Stücke von Dreiviertelrundstäben ab, an die die Stäbe der Rippen anschließen.
Die kaum noch vom Mittelschiffgewölbe belasteten übrigen Pfeiler unter den Scheidewänden mit kreuzförmigem Grundriss sind weitgehend unverändert erhalten, sie reichen auf den Mittelschiffseiten der Scheidewände als Wandpfeiler, der ab Höhe des Tribünenbodens sich etwas verjüngt, bis hinauf zu den Schildbögen der Gewölbezwickel. Sie bleiben ohne Sockel. Es gibt auch teilweise nur oberflächenbündige Konturen von Resten des Werksteinmauerwerks ehemaliger Pfeiler oder auch ehemaliger Öffnungen. In den Scheidewänden zwischen dem Mittelschiff und den Seitenschiffen waren ursprünglich in jedem Joch eine Arkadenöffnung ausgespart. Sie wurden seitlich begrenzt durch die Pfeilerarme und oben durch halbkreisförmige Bögen mit schlichten rechtwinkligen Kanten, deren Scheitel noch ein gutes Stück unter den Ansätzen der Gurtbögen der Seitenschiffe bleiben. Die Arkadenbögen selbst gehen ohne Zäsur in die seitlichen Leibungen über. In Höhe des südwestlichen Tribünengeschosses sind knapp über dessen Fußboden ähnliche Öffnungen ausgespart, allerdings mit zurückgesetzten Leibungs- und Bogenkanten und eine davon mit auskragenden Kämpferprofilen, in Höhe der Bogenansätze. Auf der gegenüberliegenden Seite des Mittelschiffs sind alle Arkaden zum ehemaligen Tribünengeschoss gänzlich zugemauert, auch wenn im Bereich des Chorjochs ein Stück dieses Geschosses wiederhergestellt ist. In einer der zugemauerten Arkaden ist eine kleine Einstiegluke verblieben. Die meisten der ehemaligen rundbogigen Öffnungen der Scheidearkaden beider Geschosse werden von den Pfeilerverstärkungen mal weniger, mal mehr, gar bis zur Hälfte seitlich eingeschnürt, was schon immer einen provisorischen und unvollständigen Eindruck hinterlassen hat.

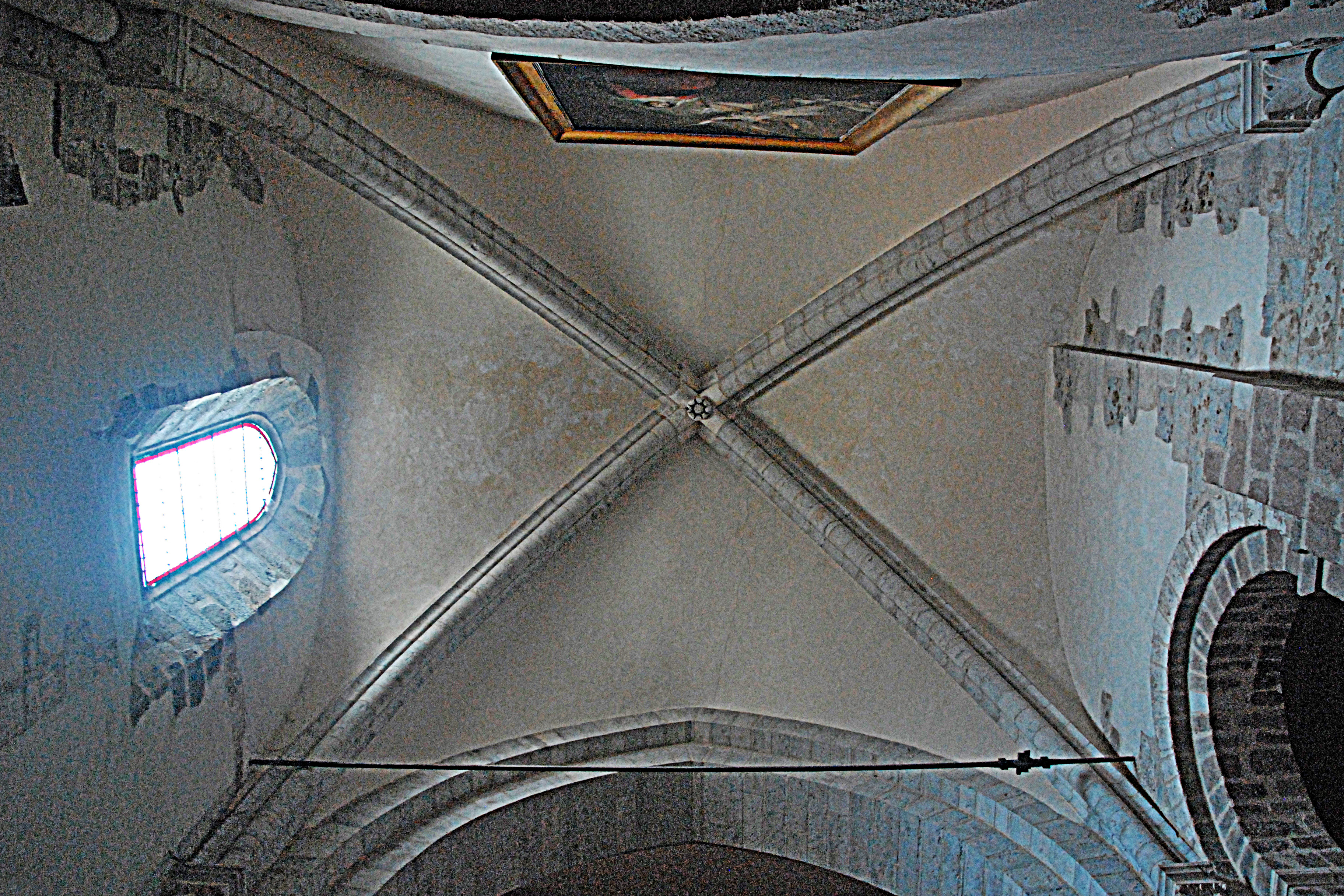
Basilika, Mittelschiff, Gewolbe Joch 1

Ausgenommen von den meisten Scheidearkaden sind diejenigen im größeren Chorjoch. Die im Erdgeschoss auf der Südwestseite waren etwas breiter aber deutlich höher als die anderen, ihre Scheitel blieben etwas unter der Höhe der Gewölbescheitel der Seitenschiffe. Die letzte Arkade ist gänzlich in halber Wanddicke zurückversetzt zugemauert. Der Hintergrund dieser Nische weist oberflächenbündige Werksteinspuren von verschiedenen kleineren Öffnungen auf, wie Türen und Fenster. Unmittelbar daneben ist die Arkadenöffnung nur teilweise zugemauert. Im unteren Bereich hat man eine deutlich kleinere außermittige Arkadenöffnung offen gelassen. Sie wird mittelschiffseitig überdeckt von einem angespitzten Bogen mit gestufter Kante, dessen untere als Halbrundstab und obere als Hohlkehlprofil ausgebildet ist. Die Profilenden stehen auf Säulchen in Wandrücksprüngen und sind ausgerüstet mit pflanzlich skulptierten Kapitellen, doppelten Kämpferplatten, profilierten Basen und vorspringenden Sockeln. Oberhalb dieser Arkade ist die restliche große Arkadenöffnung zu etwa zwei Drittel wandbündig zugemauert. Die Wand darüber ist gänzlich oberflächenbündig verschlossen. Verbliebene Werksteinreste zeugen aber noch von zwei ehemaligen Arkadenöffnungen zur Tribüne.
Auf der gegenüberliegenden nordöstlichen Seite des Chorjochs gab es ursprünglich die beiden gleichen großen rundbogigen Arkadenöffnungen. Die letzte ist wieder in halber Wanddicke zurückversetzt zugemauert, weist aber in der verbliebenen Nische etwa mittig einen deutlich kleineren rundbogigen Durchlass auf. Die zweite große Arkade ist wandbündig zugemauert und besitzt eine etwa gleich dekorierte aber rundbogige Arkadenöffnung, wie gegenüber. Die Scheidewand darüber ist gänzlich geschlossen, ausgenommen der oben erwähnten Einstiegluke. Es gibt keinerlei Spuren von ehemaligen Arkadenöffnungen zur Tribüne.
In die ebene Kopfwand des Chorjochs sind zwei schlanke hohe Fenster mit angespitzten Bögen und aufgeweiteten Gewänden ausgespart. Mittig darüber befindet sich ein kreisförmiges „Ochsenauge“ mit gotischem Maßwerk, dessen Gewände sich nach innen fast zu einem Quadrat aufweiten.

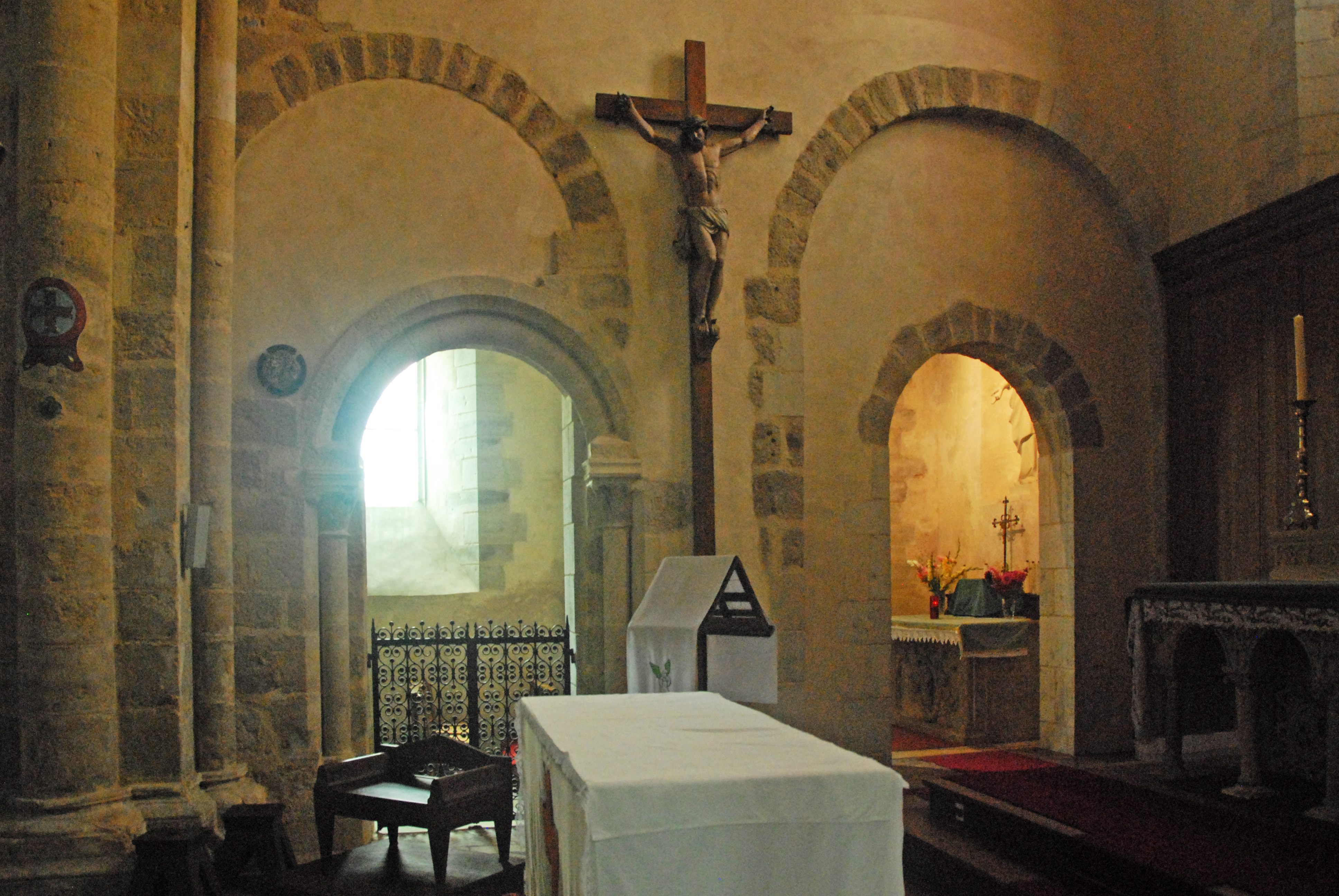
Basilika, Mittelschiff, Nordost-Wand, Chorjoch
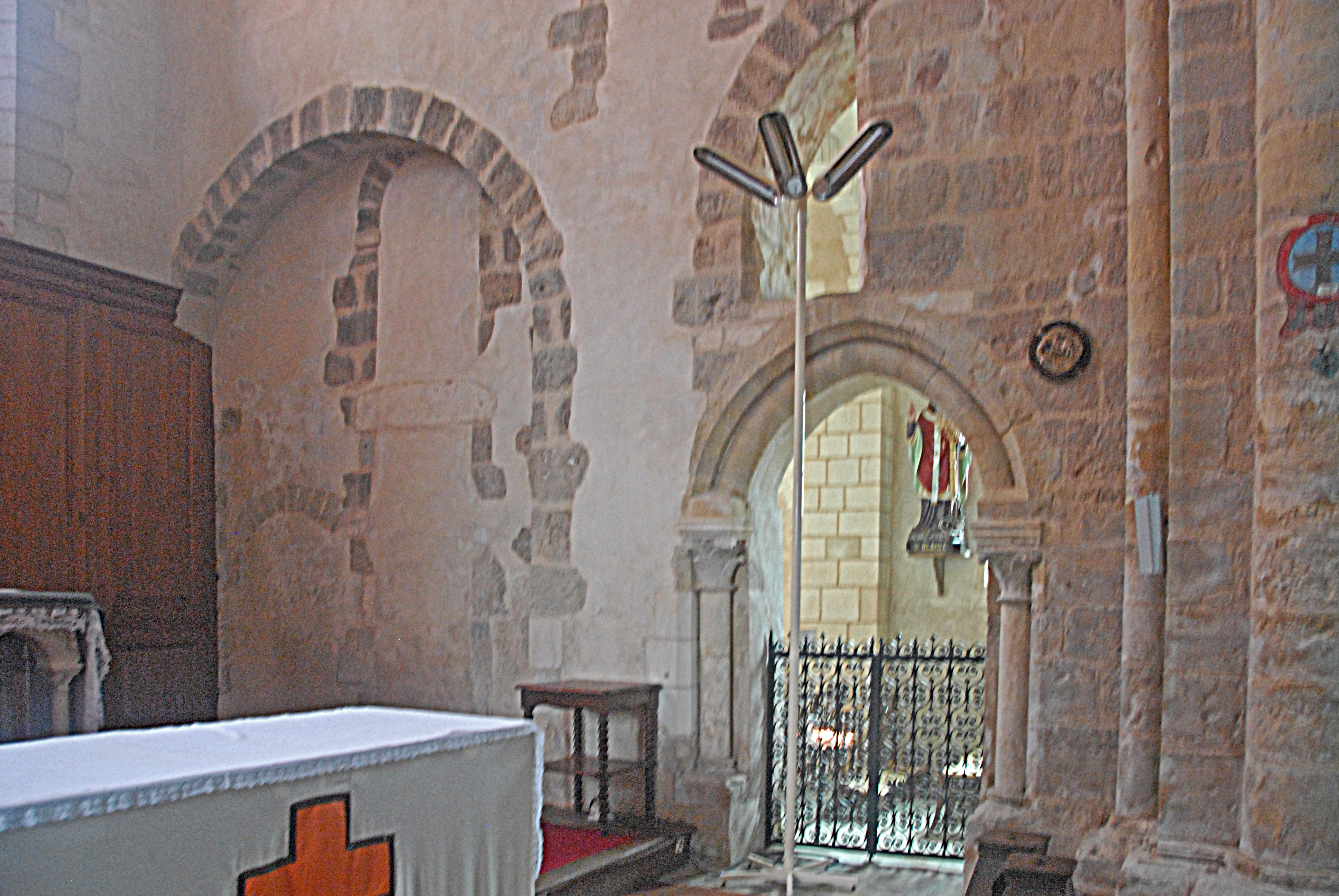
Basilika, Mittelschiff, Südwest-Wand, Chorjoch
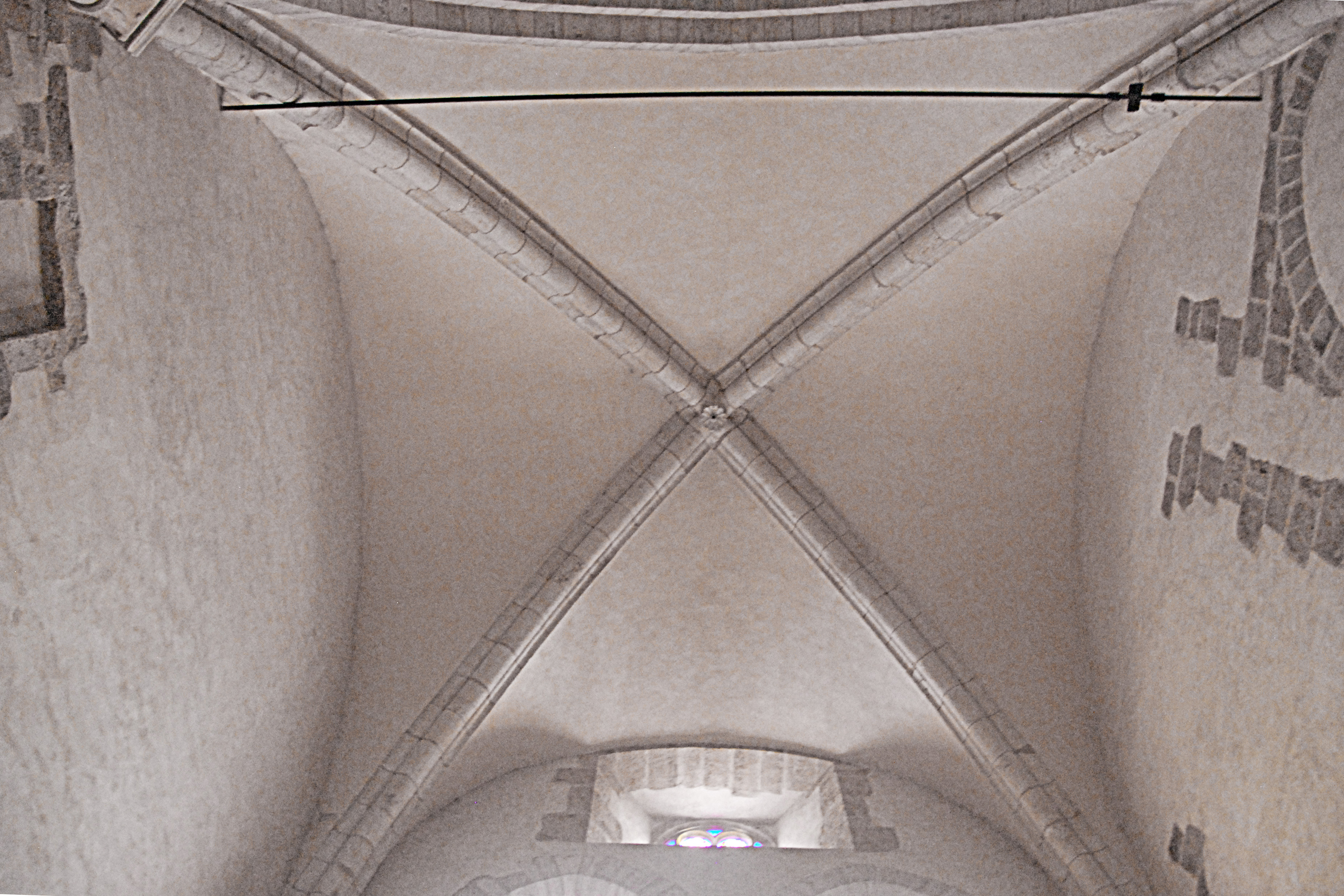
Mittelschiff, Gewölbe, Chorjoch

Das nordwestliche Seitenschiff zeigt im Wesentlichen sein ursprüngliches Aussehen, mit einer Gliederung in sechs Joche, einschließlich des Anschlussjochs. Die Joche werden unterteilt durch rechtwinklige Gurtbögen, die außen auf Wandpfeilern und innen auf den im Querschnitt kreuzförmigen Pfeilern der Scheidewand aufstehen. Vier dieser Pfeiler zeigen auch zum Seitenschiff hin ihre nachträglichen Verstärkungen, die die Arkadenöffnungen einengen und ihre Sockelvorsprünge. Die Bögen gehen ohne Zäsur in die Pfeiler über. Die Jochfelder sind von Tonnengewölben überdeckt, die von den Wänden und Gurtbögen getragen werden. Das fünfte Joch ist das ein Kreuzgratgewölbe. Die Scheitelhöhe des Seitenschiffgewölbes ist etwa doppelt so hoch, wie seine Breite. Die Joche eins bis drei und fünf werden von kleinen rundbogigen Fenstern erhellt, das sechste Joch von einem größeren Fenster mit angespitzten Bogen. Alle Fenstergewände sind nach innen aufgeweitet. Im vierten Joch ist eine rundbogige Tür ausgespart, der unmittelbare Eingang in die Basilika. Die Kopfwand des Seitenschiffs ist plan geschlossen.

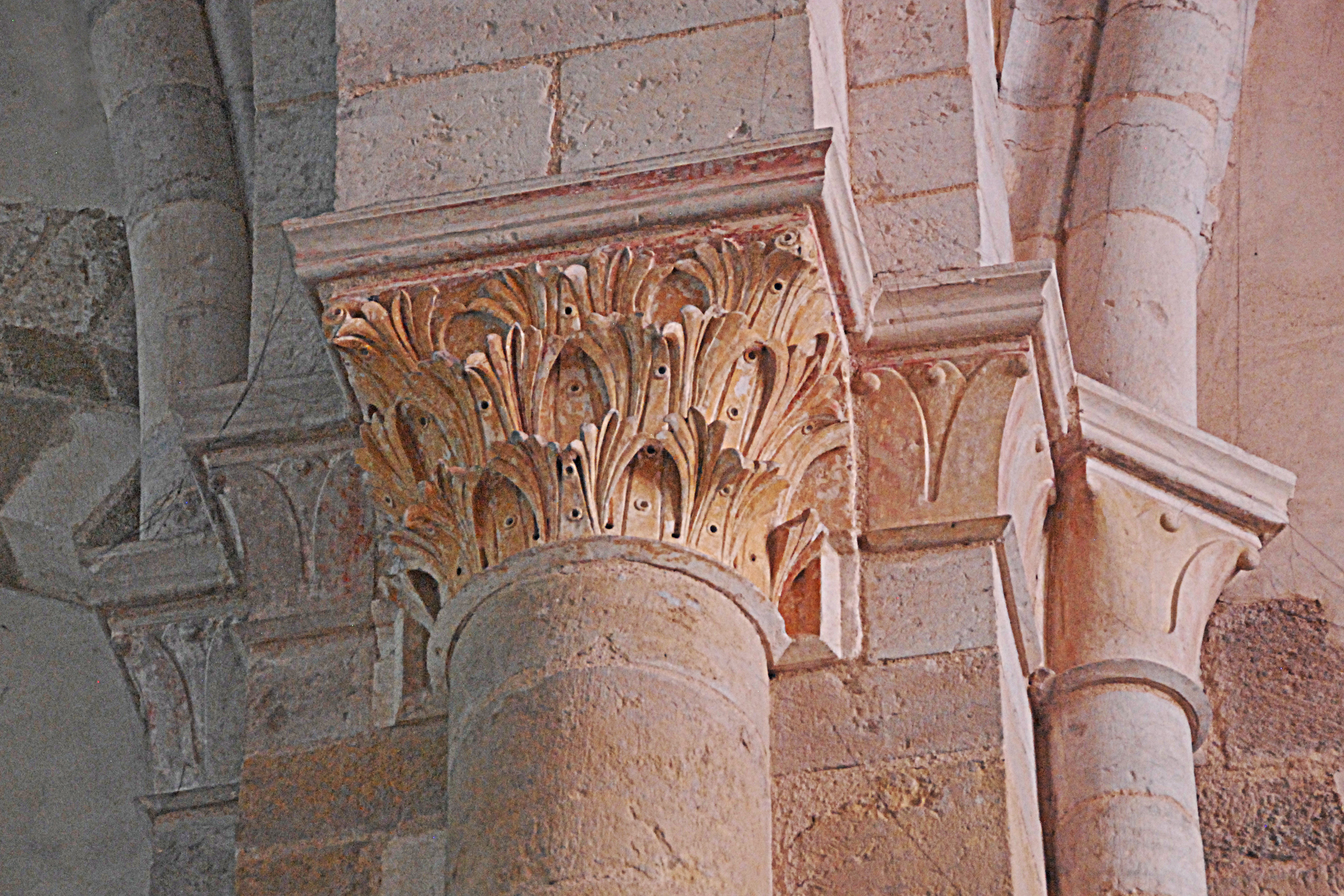
Basilika, Mittelschiff, Kapitellbündel

Das nordöstliche Seitenschiff verdankt sein heutiges Aussehen einer Wiedererrichtung vom Anfang des 15. Jahrhunderts. Über die ersten zwei Drittel seiner Länge wird es von einer durchlaufenden Tonne überwölbt, ohne die ehemaligen Gurtbögen und Wandpfeilern der Außenwand. An einem der alten Pfeiler unter der Scheidewand ist noch der Ansatz eines Gurtbogens zu erkennen. Lediglich im letzten Drittel des Seitenschiffs sind noch zwei alte Gurtbögen erhalten, die zwei Gewölbeabschnitte tragen. Das ist auch vermutlich der Grund, weshalb man beim Wiederaufbau diesen Teil der alten Tribüne berücksichtigt hat. Im ehemaligen ersten Joch ist eine rundbogige Tür ausgespart, im ehemaligen zweiten Joch ein kleines rundbogiges Fenster, in den Jochen fünf und sechs sind es zwei größeren Fenster mit angespitzten Bögen. Die Kopfwand ist plan geschlossen, weist aber eine apsidenförmige Nische auf.
Die Oberflächen der Wände und der Gewölbe sind hell, fast weiß, verputzt. Pfeiler, Gurtbögen, Rippen, Bauteil- und Öffnungskanten sind steinsichtig aus überwiegend grauen bis hellgrauen großformatigen Werksteinen gemauert. Innerhalb der Putzflächen der Wände gibt es oberflächenbündige Reste von ehemaligen Öffnungen aus ähnlichem Mauerwerk.

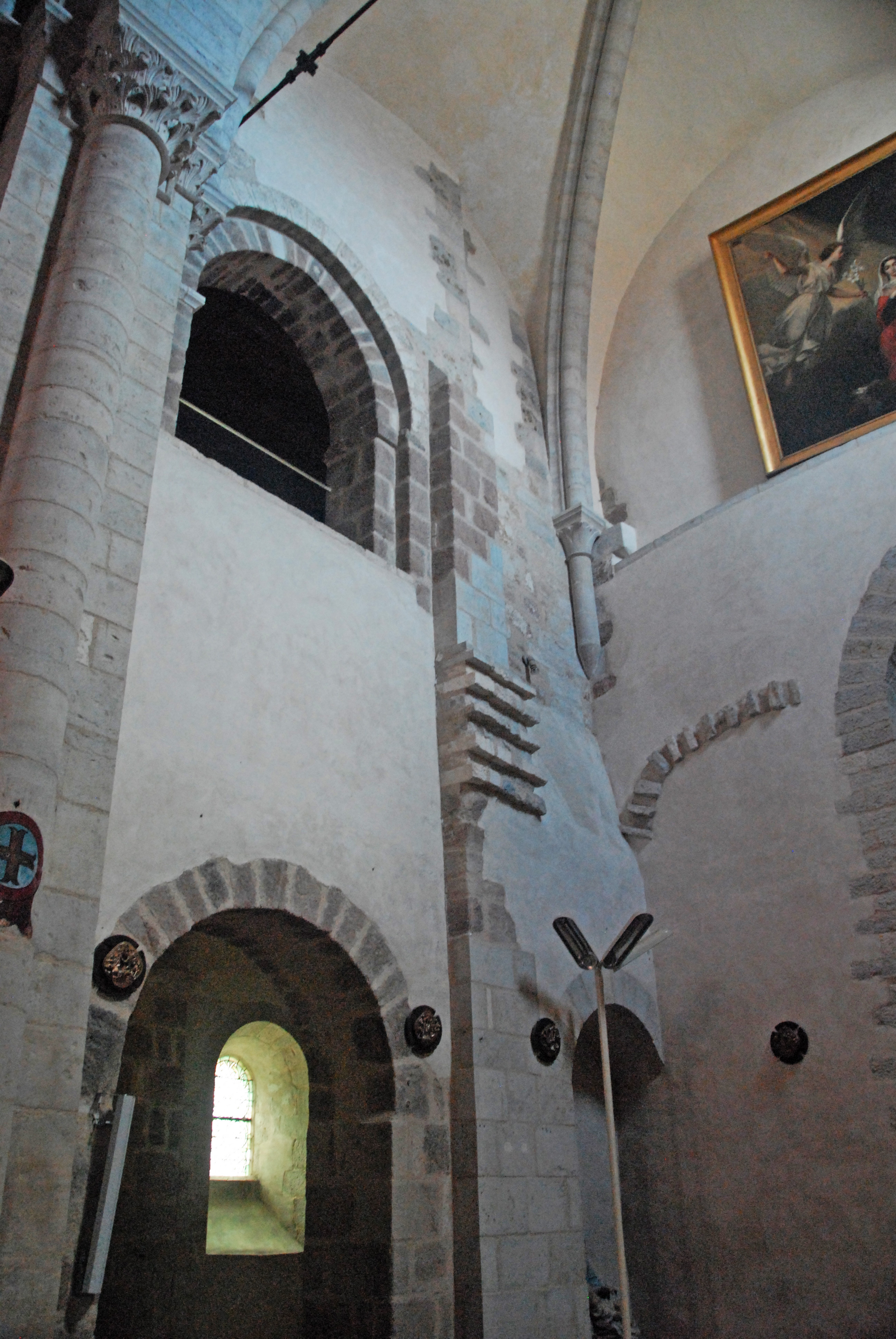
Basilika, Mittelschiff, Joch 1, Anschluss
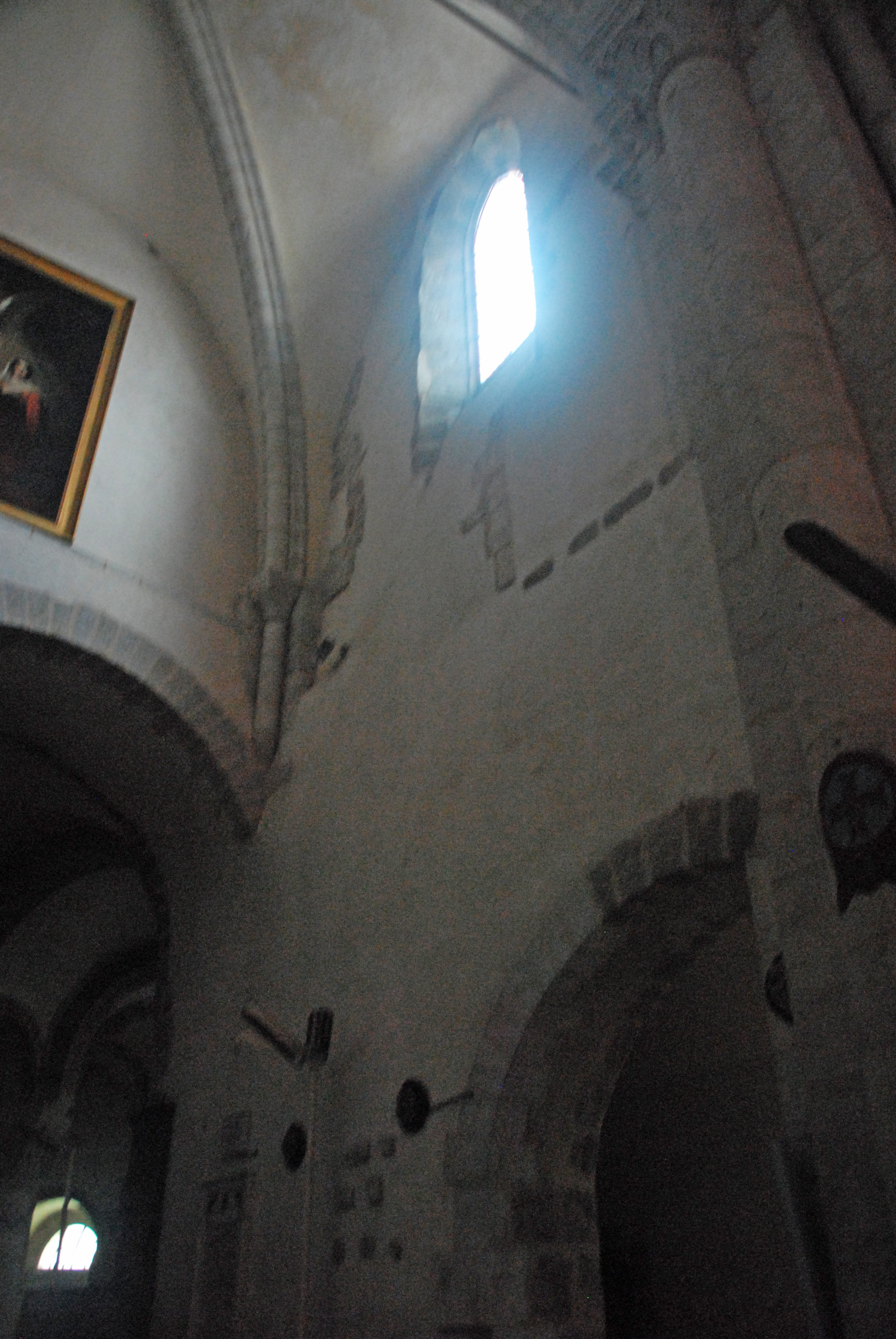
Basilika, Mittelschiff, Joch 1, Anschluss
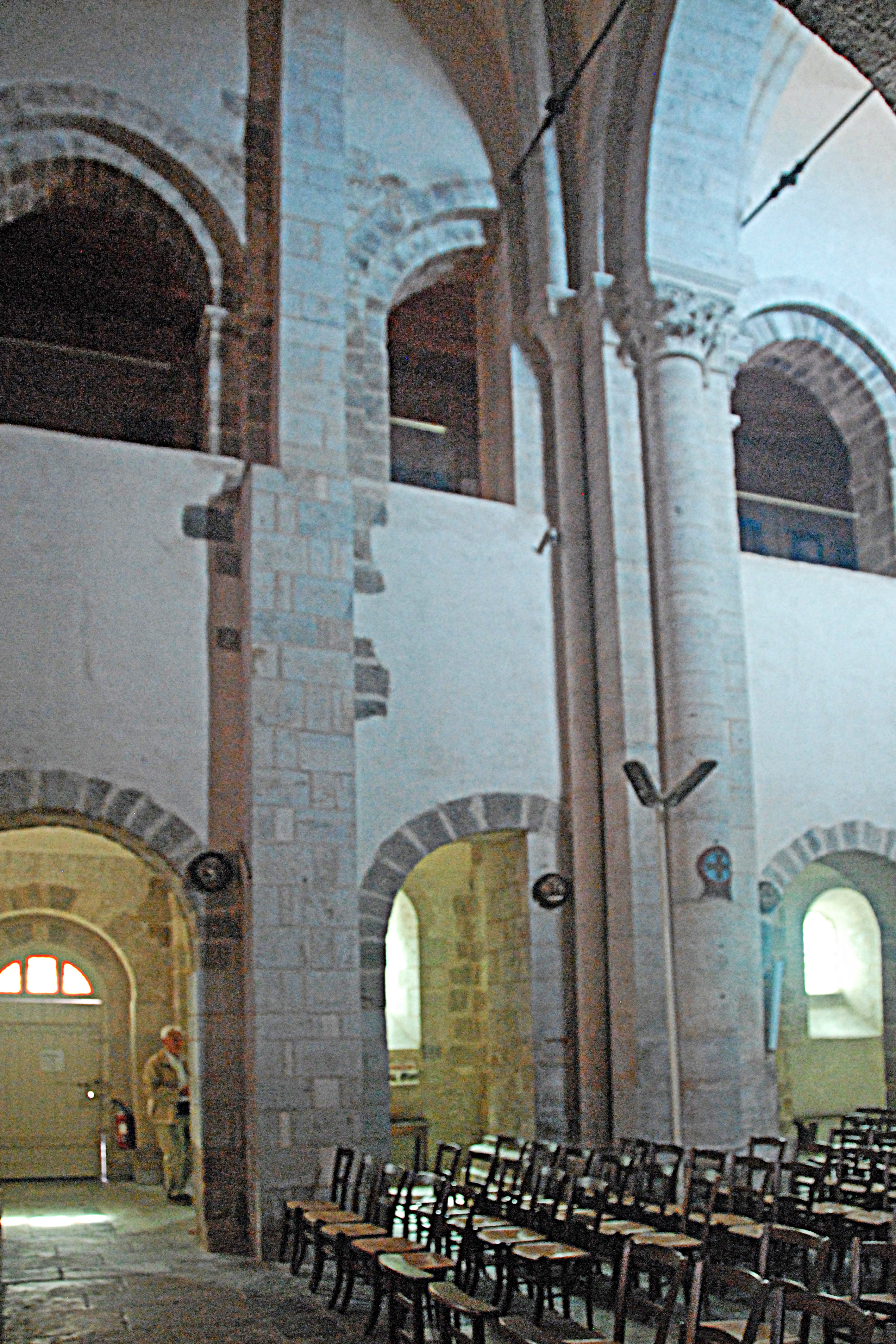
Basilika, Mittelschiff, SW-Wand, Joche 2 u. 1
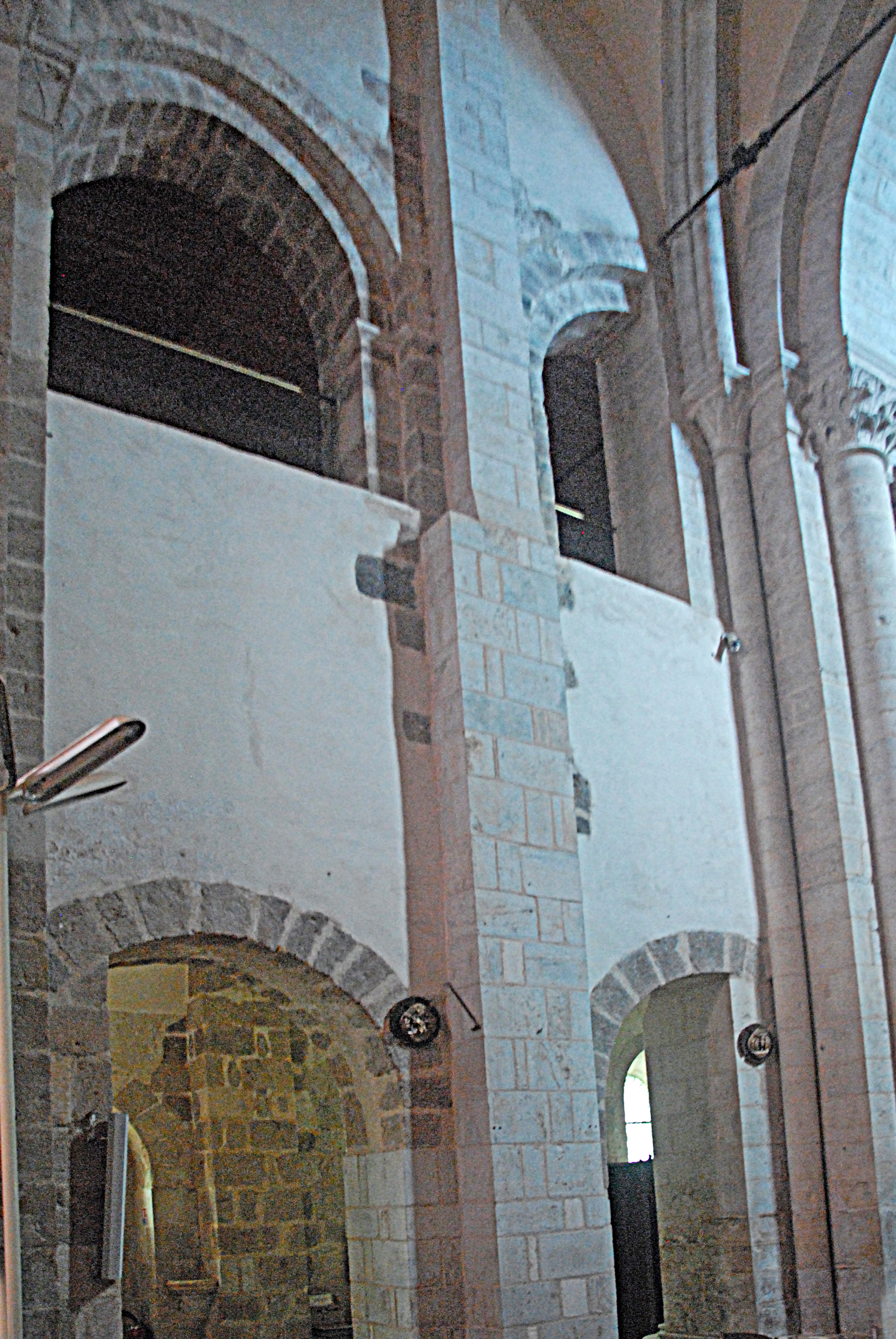
Basilika, Mittelschiff, SW-Wand, Joch 2
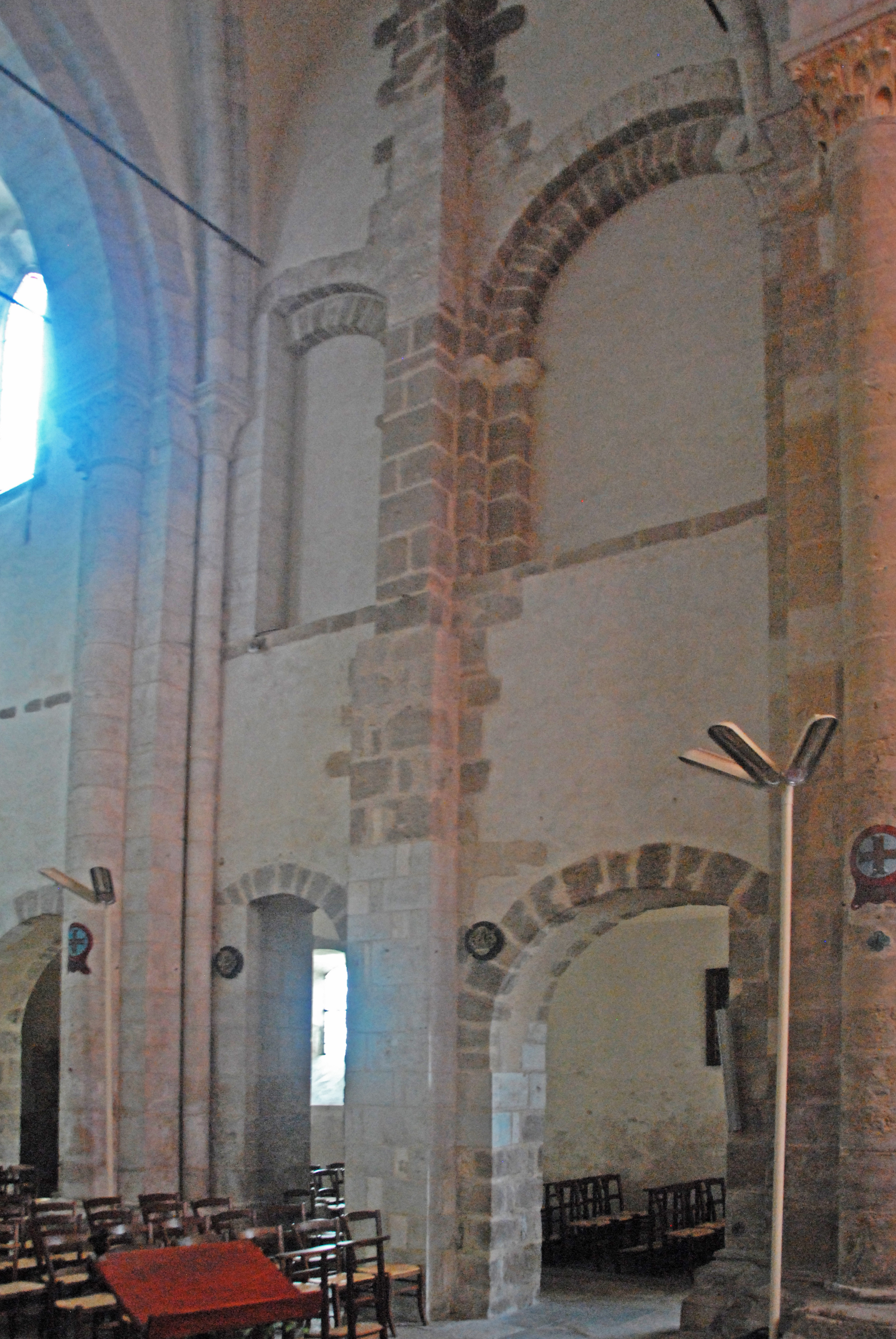
Basilika, Mittelschiff, NO-Wand Joch 2
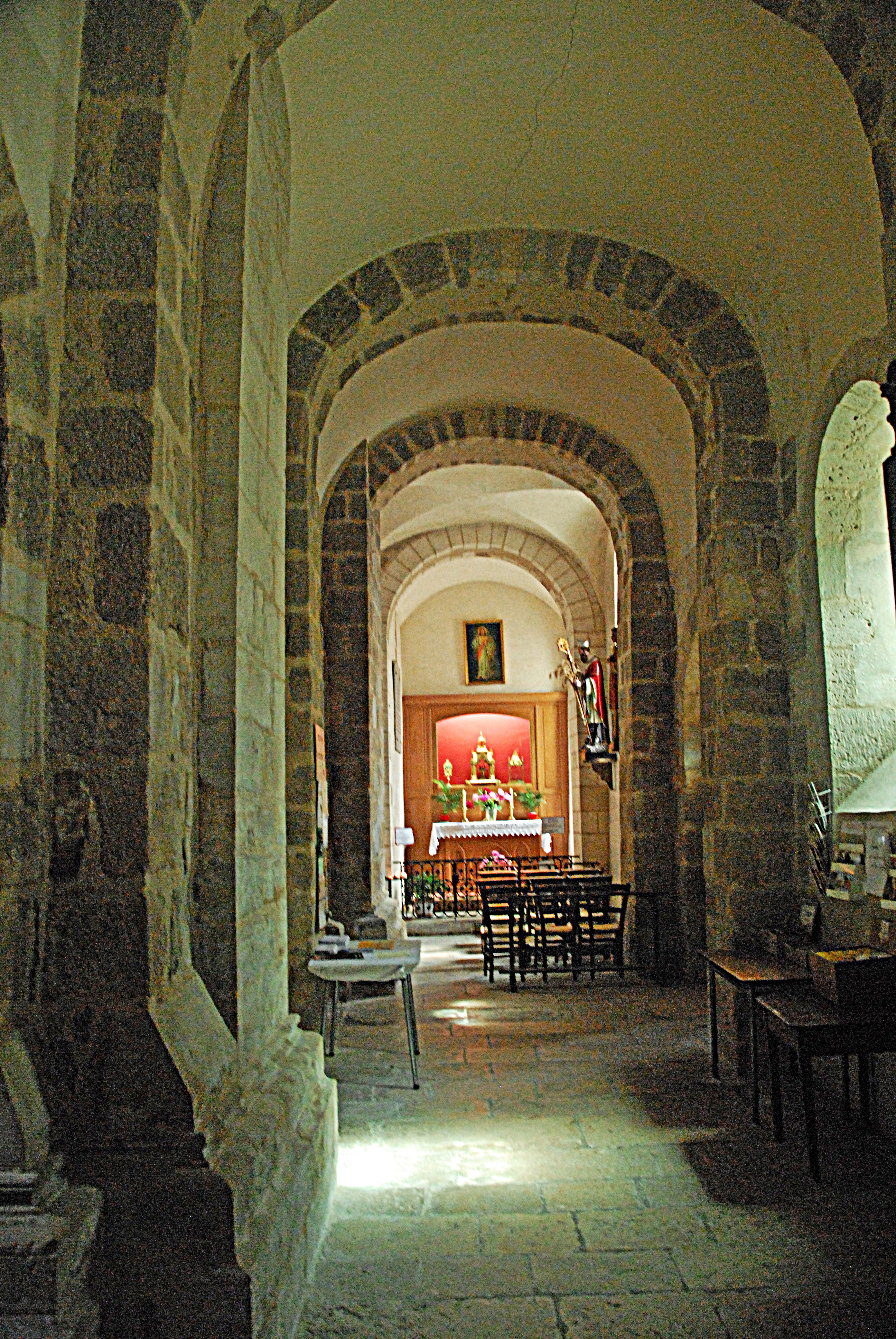
Basilika, SW-Seitenschiff
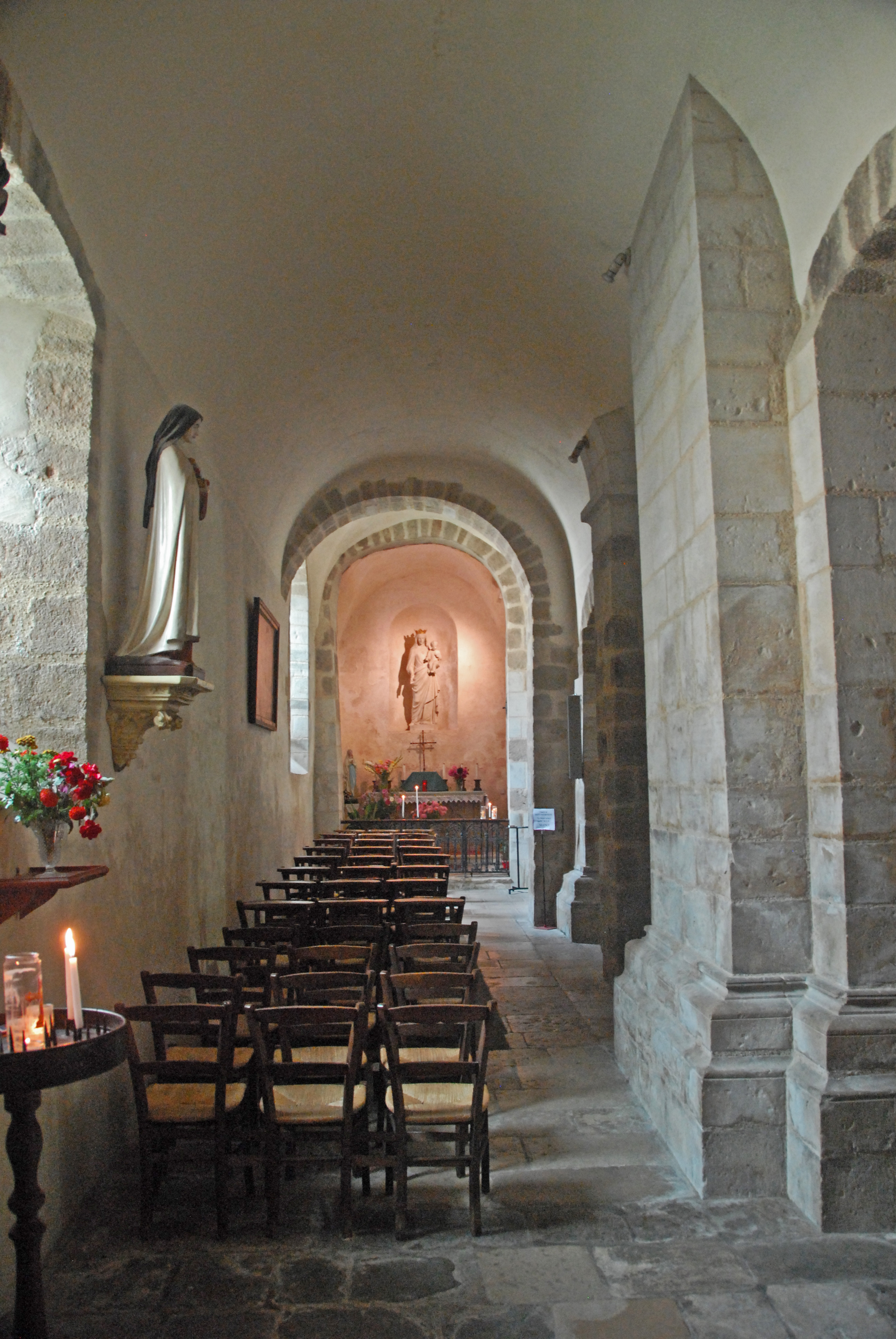
Basilika, NO-Seitenschiff
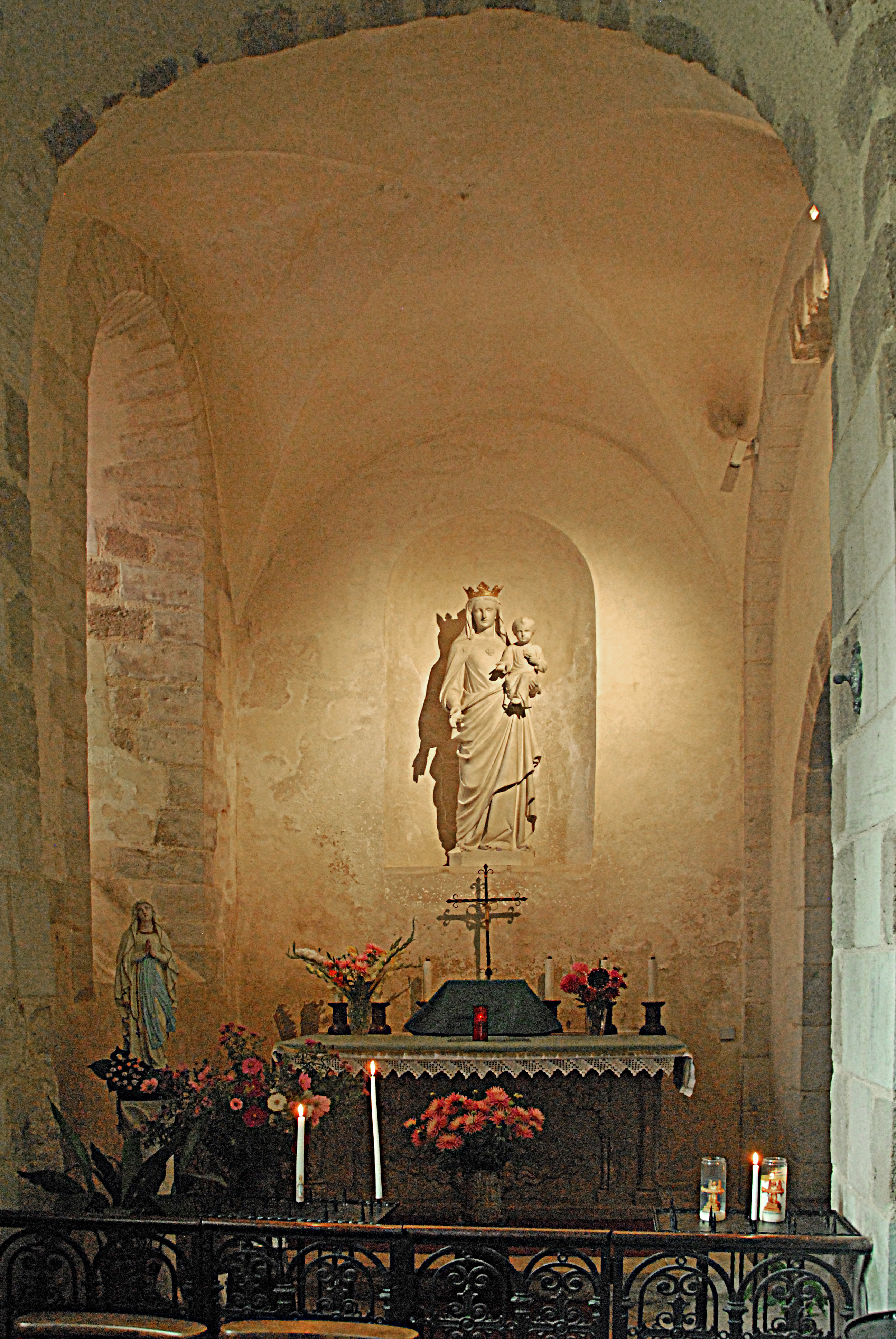
Basilika, Marienkapelle

### Einrichtungen
In der „Kapelle der Reliquien“ (fr. Chapelle des Reliques) im ehemals sechsten Joch am Ende des südwestlichen Seitenschiffs der Basilika sind die Kostbaren Reliquien der Kirche ausgestellt. Es handelt sich dabei um einen vergoldeten Schrein, der 1909 von einer belgischen Familie gestiftet worden ist, in dem „drei Tropfen des Kostbaren Blutes Christi“ (Fr. Précieux -Sang du Christ) in einem Glasröhrchen präsentiert werden. In einer Monstranz werden „Fragmente des Grabes Christi“ gezeigt und in einem weiteren Schrein die „Kopie eines Kreuzigungsnagels“.
Am Kopfende des gegenüberliegenden Seitenschiffs befindet sich die „Chapelle Notre-Dame“. Dort steht in einer Wandnische eine Skulptur der Himmelkönigin und Muttergottes, mit dem Jesuskind auf ihrem Arm, vermutlich aus dem 19. Jahrhundert.

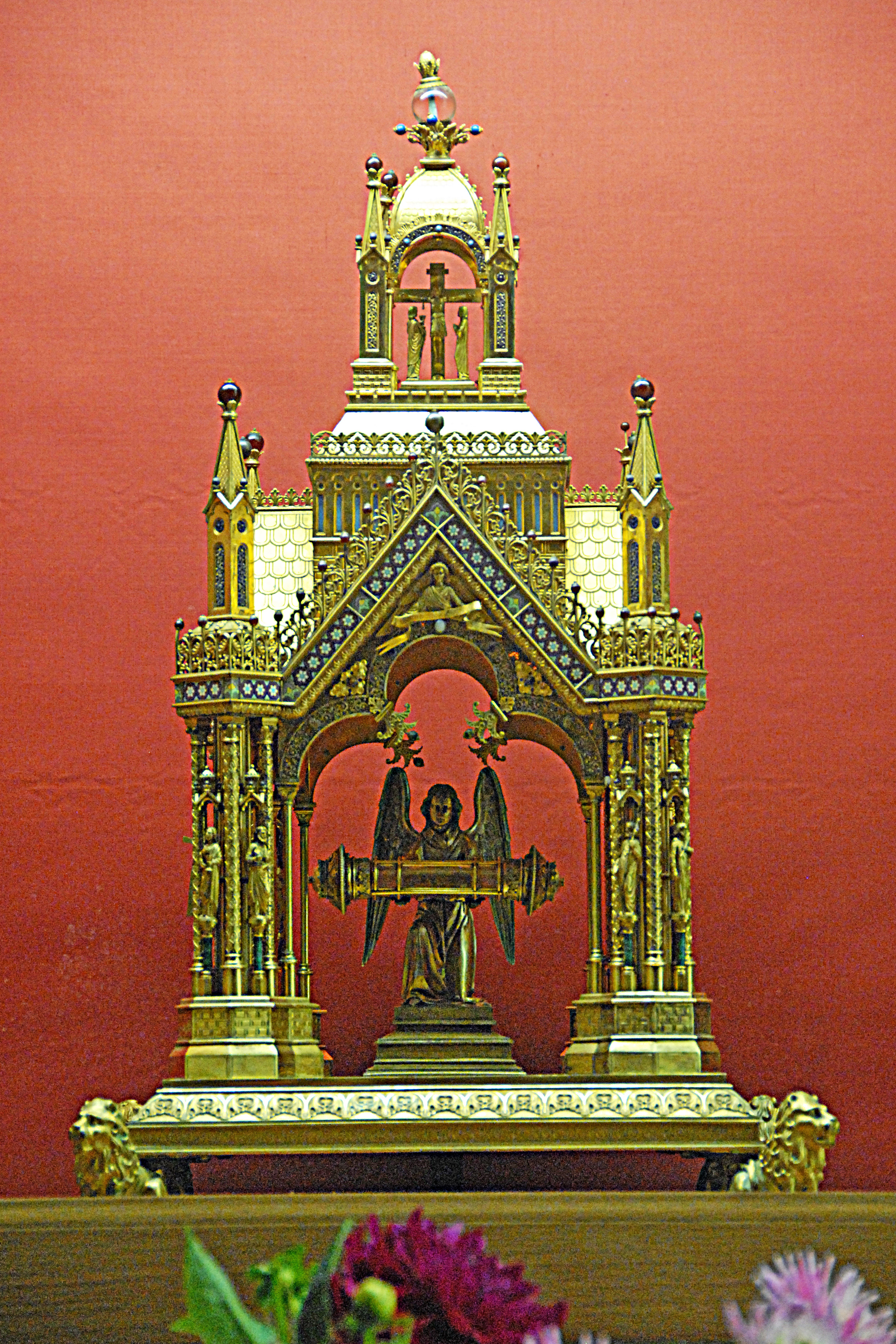
Basilika, Reliquienschrein, Blut Christi
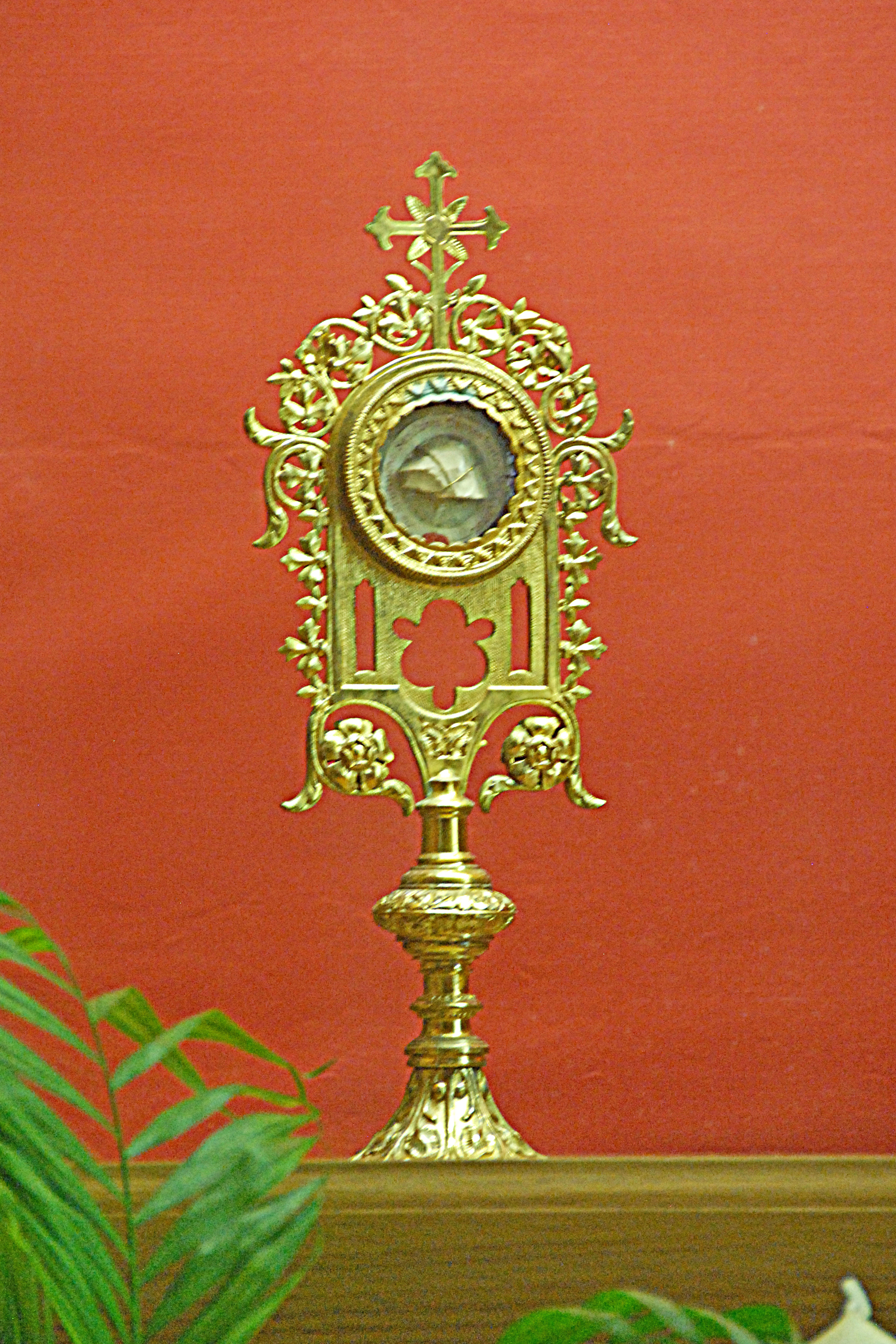
Basilika, Monstranz, Fragmente des Grabes Christi
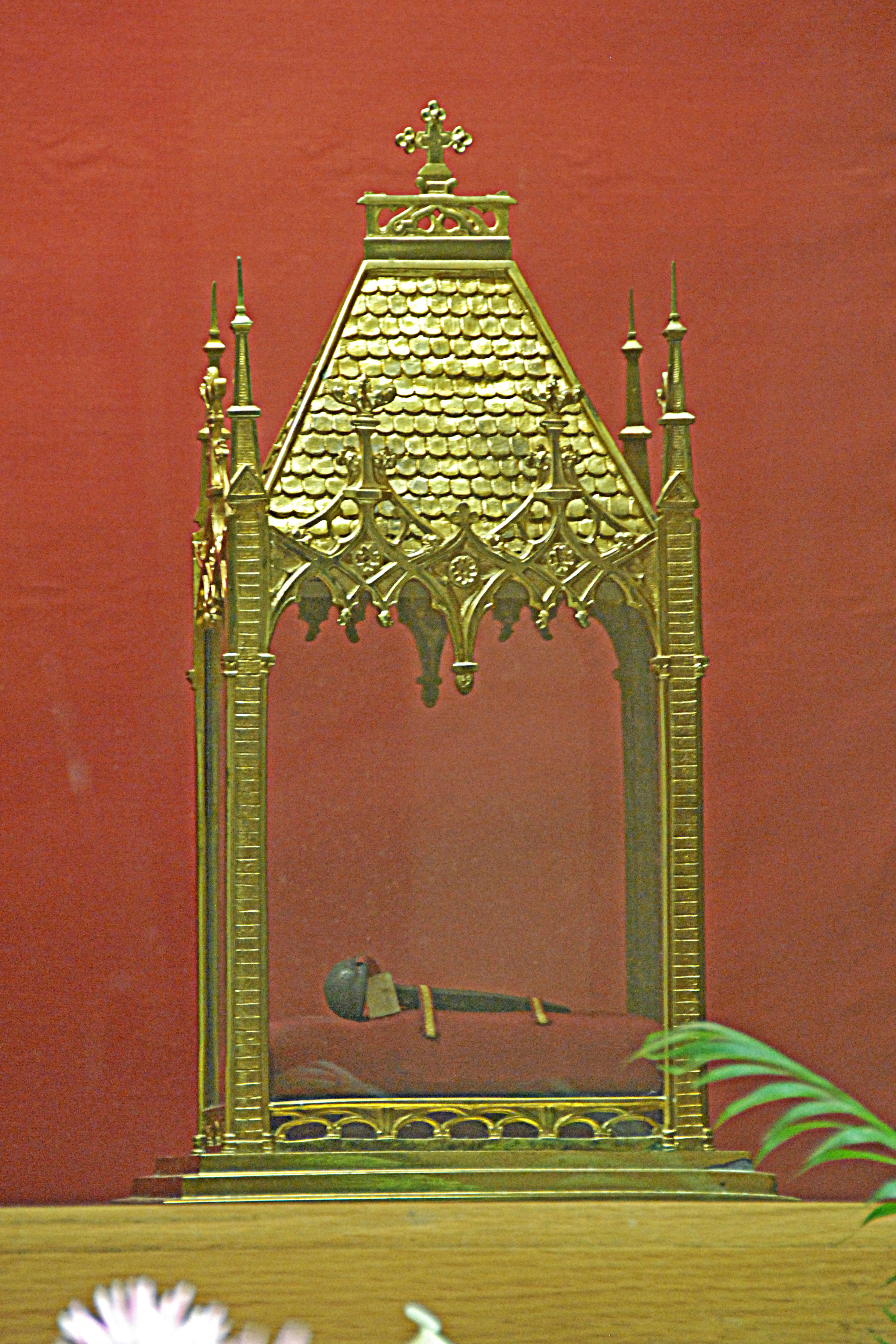
Basilika, Reliquienschrein, Kopie Kreuzigungsnagel
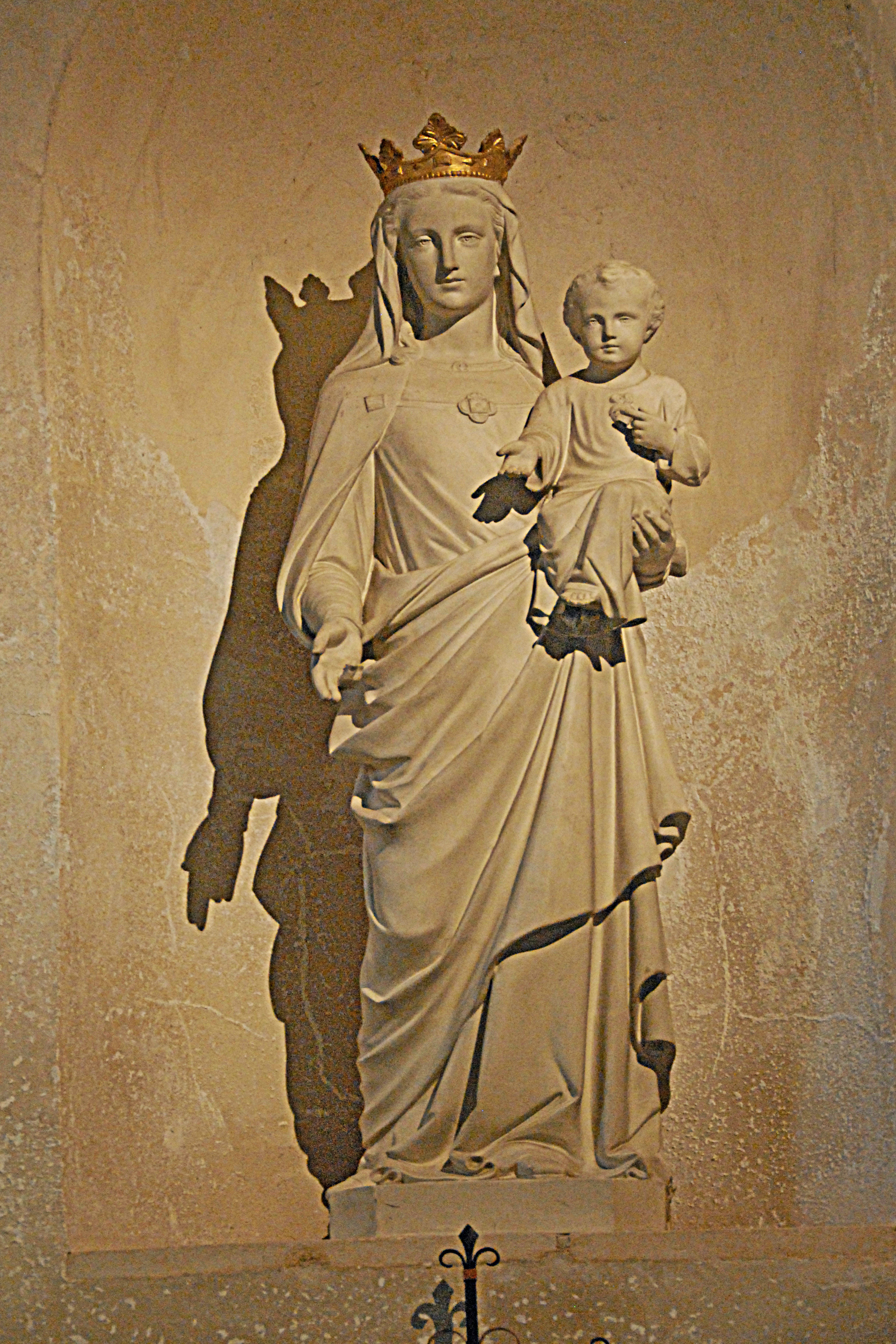
Basilika, Statue Himmelskönigin, 19. Jahrhundert